# 1921
Portal Geschichte | Portal Biografien | Aktuelle Ereignisse | Jahreskalender | Tagesartikel

◄ |
19. Jahrhundert |
20. Jahrhundert
| 21. Jahrhundert

◄ |
1890er |
1900er |
1910er |
1920er
| 1930er | 1940er | 1950er | ►

◄◄ |
◄ |
1917 |
1918 |
1919 |
1920 |
1921
| 1922 | 1923 | 1924 | 1925 | ► | ►►
Staatsoberhäupter · Wahlen · Nekrolog · Kunstjahr · Literaturjahr · Musikjahr · Filmjahr · Rundfunkjahr · Sportjahr
| Januar | Januar | Januar | Januar | Januar | Januar | Januar | Januar |
| Kw     | Mo     | Di     | Mi     | Do     | Fr     | Sa     | So     |
| ------ | ------ | ------ | ------ | ------ | ------ | ------ | ------ |
| 53     |        |        |        |        |        | 1      | 2      |
| 1      | 3      | 4      | 5      | 6      | 7      | 8      | 9      |
| 2      | 10     | 11     | 12     | 13     | 14     | 15     | 16     |
| 3      | 17     | 18     | 19     | 20     | 21     | 22     | 23     |
| 4      | 24     | 25     | 26     | 27     | 28     | 29     | 30     |
| 5      | 31     |        |        |        |        |        |        |

| Februar | Februar | Februar | Februar | Februar | Februar | Februar | Februar |
| Kw      | Mo      | Di      | Mi      | Do      | Fr      | Sa      | So      |
| ------- | ------- | ------- | ------- | ------- | ------- | ------- | ------- |
| 5       |         | 1       | 2       | 3       | 4       | 5       | 6       |
| 6       | 7       | 8       | 9       | 10      | 11      | 12      | 13      |
| 7       | 14      | 15      | 16      | 17      | 18      | 19      | 20      |
| 8       | 21      | 22      | 23      | 24      | 25      | 26      | 27      |
| 9       | 28      |         |         |         |         |         |         |

| März | März | März | März | März | März | März | März |
| Kw   | Mo   | Di   | Mi   | Do   | Fr   | Sa   | So   |
| ---- | ---- | ---- | ---- | ---- | ---- | ---- | ---- |
| 9    |      | 1    | 2    | 3    | 4    | 5    | 6    |
| 10   | 7    | 8    | 9    | 10   | 11   | 12   | 13   |
| 11   | 14   | 15   | 16   | 17   | 18   | 19   | 20   |
| 12   | 21   | 22   | 23   | 24   | 25   | 26   | 27   |
| 13   | 28   | 29   | 30   | 31   |      |      |      |

| April | April | April | April | April | April | April | April |
| Kw    | Mo    | Di    | Mi    | Do    | Fr    | Sa    | So    |
| ----- | ----- | ----- | ----- | ----- | ----- | ----- | ----- |
| 13    |       |       |       |       | 1     | 2     | 3     |
| 14    | 4     | 5     | 6     | 7     | 8     | 9     | 10    |
| 15    | 11    | 12    | 13    | 14    | 15    | 16    | 17    |
| 16    | 18    | 19    | 20    | 21    | 22    | 23    | 24    |
| 17    | 25    | 26    | 27    | 28    | 29    | 30    |       |

| Mai | Mai | Mai | Mai | Mai | Mai | Mai | Mai |
| Kw  | Mo  | Di  | Mi  | Do  | Fr  | Sa  | So  |
| --- | --- | --- | --- | --- | --- | --- | --- |
| 17  |     |     |     |     |     |     | 1   |
| 18  | 2   | 3   | 4   | 5   | 6   | 7   | 8   |
| 19  | 9   | 10  | 11  | 12  | 13  | 14  | 15  |
| 20  | 16  | 17  | 18  | 19  | 20  | 21  | 22  |
| 21  | 23  | 24  | 25  | 26  | 27  | 28  | 29  |
| 22  | 30  | 31  |     |     |     |     |     |

| Juni | Juni | Juni | Juni | Juni | Juni | Juni | Juni |
| Kw   | Mo   | Di   | Mi   | Do   | Fr   | Sa   | So   |
| ---- | ---- | ---- | ---- | ---- | ---- | ---- | ---- |
| 22   |      |      | 1    | 2    | 3    | 4    | 5    |
| 23   | 6    | 7    | 8    | 9    | 10   | 11   | 12   |
| 24   | 13   | 14   | 15   | 16   | 17   | 18   | 19   |
| 25   | 20   | 21   | 22   | 23   | 24   | 25   | 26   |
| 26   | 27   | 28   | 29   | 30   |      |      |      |

| Juli | Juli | Juli | Juli | Juli | Juli | Juli | Juli |
| Kw   | Mo   | Di   | Mi   | Do   | Fr   | Sa   | So   |
| ---- | ---- | ---- | ---- | ---- | ---- | ---- | ---- |
| 26   |      |      |      |      | 1    | 2    | 3    |
| 27   | 4    | 5    | 6    | 7    | 8    | 9    | 10   |
| 28   | 11   | 12   | 13   | 14   | 15   | 16   | 17   |
| 29   | 18   | 19   | 20   | 21   | 22   | 23   | 24   |
| 30   | 25   | 26   | 27   | 28   | 29   | 30   | 31   |

| August | August | August | August | August | August | August | August |
| Kw     | Mo     | Di     | Mi     | Do     | Fr     | Sa     | So     |
| ------ | ------ | ------ | ------ | ------ | ------ | ------ | ------ |
| 31     | 1      | 2      | 3      | 4      | 5      | 6      | 7      |
| 32     | 8      | 9      | 10     | 11     | 12     | 13     | 14     |
| 33     | 15     | 16     | 17     | 18     | 19     | 20     | 21     |
| 34     | 22     | 23     | 24     | 25     | 26     | 27     | 28     |
| 35     | 29     | 30     | 31     |        |        |        |        |

| September | September | September | September | September | September | September | September |
| Kw        | Mo        | Di        | Mi        | Do        | Fr        | Sa        | So        |
| --------- | --------- | --------- | --------- | --------- | --------- | --------- | --------- |
| 35        |           |           |           | 1         | 2         | 3         | 4         |
| 36        | 5         | 6         | 7         | 8         | 9         | 10        | 11        |
| 37        | 12        | 13        | 14        | 15        | 16        | 17        | 18        |
| 38        | 19        | 20        | 21        | 22        | 23        | 24        | 25        |
| 39        | 26        | 27        | 28        | 29        | 30        |           |           |

| Oktober | Oktober | Oktober | Oktober | Oktober | Oktober | Oktober | Oktober |
| Kw      | Mo      | Di      | Mi      | Do      | Fr      | Sa      | So      |
| ------- | ------- | ------- | ------- | ------- | ------- | ------- | ------- |
| 39      |         |         |         |         |         | 1       | 2       |
| 40      | 3       | 4       | 5       | 6       | 7       | 8       | 9       |
| 41      | 10      | 11      | 12      | 13      | 14      | 15      | 16      |
| 42      | 17      | 18      | 19      | 20      | 21      | 22      | 23      |
| 43      | 24      | 25      | 26      | 27      | 28      | 29      | 30      |
| 44      | 31      |         |         |         |         |         |         |

| November | November | November | November | November | November | November | November |
| Kw       | Mo       | Di       | Mi       | Do       | Fr       | Sa       | So       |
| -------- | -------- | -------- | -------- | -------- | -------- | -------- | -------- |
| 44       |          | 1        | 2        | 3        | 4        | 5        | 6        |
| 45       | 7        | 8        | 9        | 10       | 11       | 12       | 13       |
| 46       | 14       | 15       | 16       | 17       | 18       | 19       | 20       |
| 47       | 21       | 22       | 23       | 24       | 25       | 26       | 27       |
| 48       | 28       | 29       | 30       |          |          |          |          |

| Dezember | Dezember | Dezember | Dezember | Dezember | Dezember | Dezember | Dezember |
| Kw       | Mo       | Di       | Mi       | Do       | Fr       | Sa       | So       |
| -------- | -------- | -------- | -------- | -------- | -------- | -------- | -------- |
| 48       |          |          |          | 1        | 2        | 3        | 4        |
| 49       | 5        | 6        | 7        | 8        | 9        | 10       | 11       |
| 50       | 12       | 13       | 14       | 15       | 16       | 17       | 18       |
| 51       | 19       | 20       | 21       | 22       | 23       | 24       | 25       |
| 52       | 26       | 27       | 28       | 29       | 30       | 31       |          |

| Januar | Januar | Januar | Januar | Januar | Januar | Januar | Januar |
| Kw     | Mo     | Di     | Mi     | Do     | Fr     | Sa     | So     |
| ------ | ------ | ------ | ------ | ------ | ------ | ------ | ------ |
| 53     |        |        |        |        |        | 1      | 2      |
| 1      | 3      | 4      | 5      | 6      | 7      | 8      | 9      |
| 2      | 10     | 11     | 12     | 13     | 14     | 15     | 16     |
| 3      | 17     | 18     | 19     | 20     | 21     | 22     | 23     |
| 4      | 24     | 25     | 26     | 27     | 28     | 29     | 30     |
| 5      | 31     |        |        |        |        |        |        |

| Februar | Februar | Februar | Februar | Februar | Februar | Februar | Februar |
| Kw      | Mo      | Di      | Mi      | Do      | Fr      | Sa      | So      |
| ------- | ------- | ------- | ------- | ------- | ------- | ------- | ------- |
| 5       |         | 1       | 2       | 3       | 4       | 5       | 6       |
| 6       | 7       | 8       | 9       | 10      | 11      | 12      | 13      |
| 7       | 14      | 15      | 16      | 17      | 18      | 19      | 20      |
| 8       | 21      | 22      | 23      | 24      | 25      | 26      | 27      |
| 9       | 28      |         |         |         |         |         |         |

| März | März | März | März | März | März | März | März |
| Kw   | Mo   | Di   | Mi   | Do   | Fr   | Sa   | So   |
| ---- | ---- | ---- | ---- | ---- | ---- | ---- | ---- |
| 9    |      | 1    | 2    | 3    | 4    | 5    | 6    |
| 10   | 7    | 8    | 9    | 10   | 11   | 12   | 13   |
| 11   | 14   | 15   | 16   | 17   | 18   | 19   | 20   |
| 12   | 21   | 22   | 23   | 24   | 25   | 26   | 27   |
| 13   | 28   | 29   | 30   | 31   |      |      |      |

| April | April | April | April | April | April | April | April |
| Kw    | Mo    | Di    | Mi    | Do    | Fr    | Sa    | So    |
| ----- | ----- | ----- | ----- | ----- | ----- | ----- | ----- |
| 13    |       |       |       |       | 1     | 2     | 3     |
| 14    | 4     | 5     | 6     | 7     | 8     | 9     | 10    |
| 15    | 11    | 12    | 13    | 14    | 15    | 16    | 17    |
| 16    | 18    | 19    | 20    | 21    | 22    | 23    | 24    |
| 17    | 25    | 26    | 27    | 28    | 29    | 30    |       |

| Mai | Mai | Mai | Mai | Mai | Mai | Mai | Mai |
| Kw  | Mo  | Di  | Mi  | Do  | Fr  | Sa  | So  |
| --- | --- | --- | --- | --- | --- | --- | --- |
| 17  |     |     |     |     |     |     | 1   |
| 18  | 2   | 3   | 4   | 5   | 6   | 7   | 8   |
| 19  | 9   | 10  | 11  | 12  | 13  | 14  | 15  |
| 20  | 16  | 17  | 18  | 19  | 20  | 21  | 22  |
| 21  | 23  | 24  | 25  | 26  | 27  | 28  | 29  |
| 22  | 30  | 31  |     |     |     |     |     |

| Juni | Juni | Juni | Juni | Juni | Juni | Juni | Juni |
| Kw   | Mo   | Di   | Mi   | Do   | Fr   | Sa   | So   |
| ---- | ---- | ---- | ---- | ---- | ---- | ---- | ---- |
| 22   |      |      | 1    | 2    | 3    | 4    | 5    |
| 23   | 6    | 7    | 8    | 9    | 10   | 11   | 12   |
| 24   | 13   | 14   | 15   | 16   | 17   | 18   | 19   |
| 25   | 20   | 21   | 22   | 23   | 24   | 25   | 26   |
| 26   | 27   | 28   | 29   | 30   |      |      |      |

| Juli | Juli | Juli | Juli | Juli | Juli | Juli | Juli |
| Kw   | Mo   | Di   | Mi   | Do   | Fr   | Sa   | So   |
| ---- | ---- | ---- | ---- | ---- | ---- | ---- | ---- |
| 26   |      |      |      |      | 1    | 2    | 3    |
| 27   | 4    | 5    | 6    | 7    | 8    | 9    | 10   |
| 28   | 11   | 12   | 13   | 14   | 15   | 16   | 17   |
| 29   | 18   | 19   | 20   | 21   | 22   | 23   | 24   |
| 30   | 25   | 26   | 27   | 28   | 29   | 30   | 31   |

| August | August | August | August | August | August | August | August |
| Kw     | Mo     | Di     | Mi     | Do     | Fr     | Sa     | So     |
| ------ | ------ | ------ | ------ | ------ | ------ | ------ | ------ |
| 31     | 1      | 2      | 3      | 4      | 5      | 6      | 7      |
| 32     | 8      | 9      | 10     | 11     | 12     | 13     | 14     |
| 33     | 15     | 16     | 17     | 18     | 19     | 20     | 21     |
| 34     | 22     | 23     | 24     | 25     | 26     | 27     | 28     |
| 35     | 29     | 30     | 31     |        |        |        |        |

| September | September | September | September | September | September | September | September |
| Kw        | Mo        | Di        | Mi        | Do        | Fr        | Sa        | So        |
| --------- | --------- | --------- | --------- | --------- | --------- | --------- | --------- |
| 35        |           |           |           | 1         | 2         | 3         | 4         |
| 36        | 5         | 6         | 7         | 8         | 9         | 10        | 11        |
| 37        | 12        | 13        | 14        | 15        | 16        | 17        | 18        |
| 38        | 19        | 20        | 21        | 22        | 23        | 24        | 25        |
| 39        | 26        | 27        | 28        | 29        | 30        |           |           |

| Oktober | Oktober | Oktober | Oktober | Oktober | Oktober | Oktober | Oktober |
| Kw      | Mo      | Di      | Mi      | Do      | Fr      | Sa      | So      |
| ------- | ------- | ------- | ------- | ------- | ------- | ------- | ------- |
| 39      |         |         |         |         |         | 1       | 2       |
| 40      | 3       | 4       | 5       | 6       | 7       | 8       | 9       |
| 41      | 10      | 11      | 12      | 13      | 14      | 15      | 16      |
| 42      | 17      | 18      | 19      | 20      | 21      | 22      | 23      |
| 43      | 24      | 25      | 26      | 27      | 28      | 29      | 30      |
| 44      | 31      |         |         |         |         |         |         |

| November | November | November | November | November | November | November | November |
| Kw       | Mo       | Di       | Mi       | Do       | Fr       | Sa       | So       |
| -------- | -------- | -------- | -------- | -------- | -------- | -------- | -------- |
| 44       |          | 1        | 2        | 3        | 4        | 5        | 6        |
| 45       | 7        | 8        | 9        | 10       | 11       | 12       | 13       |
| 46       | 14       | 15       | 16       | 17       | 18       | 19       | 20       |
| 47       | 21       | 22       | 23       | 24       | 25       | 26       | 27       |
| 48       | 28       | 29       | 30       |          |          |          |          |

| Dezember | Dezember | Dezember | Dezember | Dezember | Dezember | Dezember | Dezember |
| Kw       | Mo       | Di       | Mi       | Do       | Fr       | Sa       | So       |
| -------- | -------- | -------- | -------- | -------- | -------- | -------- | -------- |
| 48       |          |          |          | 1        | 2        | 3        | 4        |
| 49       | 5        | 6        | 7        | 8        | 9        | 10       | 11       |
| 50       | 12       | 13       | 14       | 15       | 16       | 17       | 18       |
| 51       | 19       | 20       | 21       | 22       | 23       | 24       | 25       |
| 52       | 26       | 27       | 28       | 29       | 30       | 31       |          |

## Ereignisse

### Politik und Weltgeschehen

#### Deutsches Reich/Polen
- 05. Januar: Anlässlich drohender Streiks erhöht die deutsche Reichsregierung die Bezüge der Eisenbahner um 55 bis 70 %.
- 08. März: Franzosen und Belgier besetzen die Städte Duisburg und Düsseldorf und sichern sich diese als Pfand für die Zahlung der Reparationen.
- 19. März: Preußische Polizei wird zur Wiederherstellung der Ordnung in Mansfeld, Hettstedt und Eisleben eingesetzt. Die Vereinigte Kommunistische Partei Deutschlands verlegt deswegen einen ohnehin geplanten Aufstand vor. Die Märzkämpfe in Mitteldeutschland setzen ein.
- 20. März: Volksabstimmungen infolge des Versailler Vertrags: Die Volksabstimmung in Oberschlesien ergibt überraschend eine Mehrheit von fast 60 % für Deutschland.
- 30. März: Der populäre kommunistische Obermaschinist und Gewerkschafter Wilhelm Sült wird von Polizeibeamten der Abteilung I A aus einer Vertrauensleuteversammlung heraus „in Schutzhaft genommen“. Zwei Tage später stirbt er an den Folgen einer im Berliner Polizeipräsidium Alexanderplatz erlittenen Schussverletzung.
- 03. Mai: Beginn des dritten polnischen Korfanty-Aufstandes in Oberschlesien
- 10. Mai: Joseph Wirth, bis dahin Finanzminister, wird nach dem Rücktritt Constantin Fehrenbachs aufgrund des Londoner Ultimatums in der Reparationsfrage neuer Reichskanzler der Weimarer Republik.
- 11. Mai: Die deutsche Reichsregierung unter Reichskanzler Joseph Wirth befolgt das unter der Drohung einer Ruhrgebietsbesetzung stehende Londoner Ultimatum der Alliierten vom 5. Mai, das Anlass zum Rücktritt des Kabinetts Fehrenbach war. Die deutschen Reparationen sollen 132 Milliarden Goldmark ausmachen, wie auf der Londoner Konferenz von den Siegern gegen starken deutschen Protest geregelt.
- 21. Mai: Deutsche Truppen stürmen unter Generalleutnant Karl Hoefer und britischer Aufsicht den von polnischen Aufständischen besetzten Wallfahrtsort St. Annaberg in Oberschlesien.
- 08. Juni: Der Zeppelin LZ 121 Nordstern macht seine Jungfernfahrt, bevor er an Frankreich ausgeliefert wird.
- 09. Juni: Karl Gareis, Fraktionsvorsitzender der USPD im bayerischen Landtag, fällt wie zahlreiche andere einem Fememord zum Opfer.
- 03. Juli: Der Zeppelin LZ 120 Bodensee wird, wie von den Alliierten gefordert, als Reparation an Italien überführt.
- 29. Juli: Adolf Hitler wird durch Mitgliederversammlung zum Parteivorsitzenden der NSDAP gewählt. Er bekommt diktatorische Macht und propagiert die Durchsetzung politischer Ziele mitunter auch mit Gewalt.
- 12. August: In Berlin wird nach einem Hilfeaufruf Lenins die KPD-nahe Internationale Arbeiterhilfe gegründet, die in Notlagen aus ihrem Spendenaufkommen Unterstützungen leistet.
- 25. August: Anstelle des durch den Kongress der Vereinigten Staaten abgelehnten Friedensvertrags von Versailles schließen die USA mit dem Berliner Vertrag einen Separatfrieden mit Deutschland. Wichtigste Folge ist, dass die Reparationsleistungen von den Vereinigten Staaten nicht einseitig gegen Deutschland festgesetzt werden, wie es der Versailler Vertrag vorgesehen hat. Vielmehr wird die Feststellung von Reparationen und Schadensersatz einem bilateralen Schiedsgericht überlassen, der German American Mixed Claims Commission.
- 26. August: Der Reichsfinanzminister Matthias Erzberger wird bei Bad Griesbach im Schwarzwald von Attentätern der rechtsterroristischen Organisation Consul ermordet, nachdem er auf Basis der Dolchstoßlegende als „Novemberverbrecher“ verunglimpft wurde.

#### Österreich/Ungarn

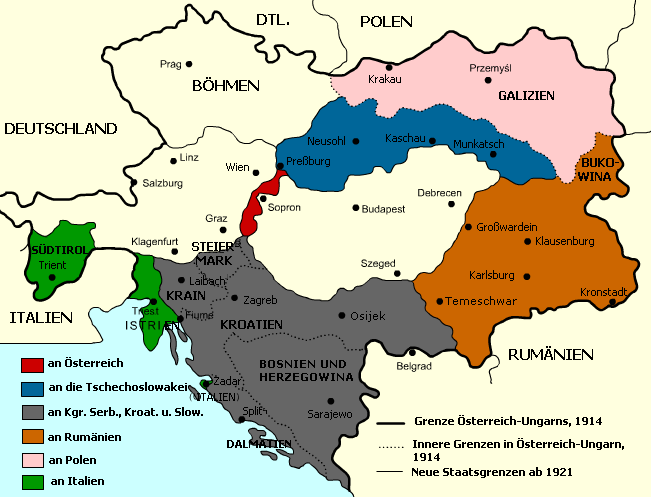
Das umstrittene Gebiet (rot) wurde 1921 der Republik Österreich angeschlossen.

- 26. Januar: Deutsch-Westungarn, das seit über 1000 Jahren die überwiegende Zeit zum Königreich Ungarn gehörte, wird entsprechend dem Vertrag von Saint-Germain als Bundesland Burgenland in die Republik Österreich eingegliedert. Bad Sauerbrunn wird provisorischer Sitz der Landesregierung. Die Landnahme des Burgenlandes scheitert im Lauf des Jahres mehrmals.
- Ende März: Zu Ostern unternimmt der frühere Kaiser Karl I. von seinem Exil in der Schweiz aus einen Restaurationsversuch im Königreich Ungarn. Er fährt auf Anraten von Oberst Anton Lehár incognito mit dem Auto durch Österreich nach Budapest und fordert Reichsverweser Miklós Horthy zum Rücktritt auf. Erst nach einem Aufenthalt von einer Woche in Szombathely in Westungarn kann er von der Aussichtslosigkeit seiner Bemühungen überzeugt werden und reist zurück in die Schweiz.
- 24. April: Volksabstimmung in Tirol: 98,5 % Stimmen für den Anschluss an das Deutsche Reich. Die Abstimmung hat jedoch keine Folgen.
- 29. Mai: Volksabstimmung in Salzburg: 99,5 % Stimmen für den Anschluss an das Deutsche Reich. Die Abstimmung hat jedoch keine Folgen.
- 04. Oktober: Ungarische Freischärler proklamieren die Republik Lajtabánság. Sie existiert bis zum 5. Dezember.
- 13. Oktober: Auf Vermittlung Italiens unterzeichnen der österreichische Bundeskanzler Johann Schober und die ungarische Delegation das Protokoll von Venedig.

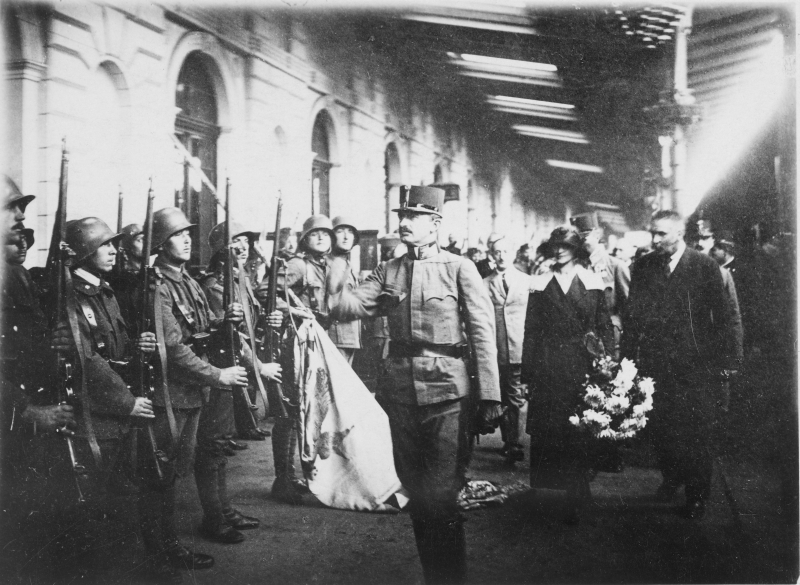
Zweiter Restaurationsversuch Kaiser Karls in Ungarn; Karl beim Abschreiten der Ehrenkompanie am Bahnhof in Ödenburg am 21. Oktober

- 20. Oktober: Karl I. unternimmt einen zweiten Restaurationsversuch in Ungarn. Er fliegt mit seiner Familie nach Sopron, wo er von Freischärlertruppen unter Julius von Ostenburg-Morawek erwartet wird. Der Abmarsch nach Budapest verzögert sich jedoch, was Horthy Zeit gibt, ebenfalls Truppen zusammenzuziehen. Nach einem Scharmützel am 23. Oktober, bei dem 19 Soldaten ums Leben kommen, gibt Karl seine Restaurationsversuche auf. Nach einer kurzen Internierung in der Abtei Tihany am Balaton wird er am 1. November mit seiner Frau Zita an Bord des britischen Donauschiffes Glowworm bis zum Schwarzen Meer und dann über Gibraltar auf die portugiesische Insel Madeira gebracht.
- 06. November: Mit der Entthronung der Habsburger aufgrund eines Parlamentsbeschlusses wird Ungarn zum Königreich ohne König. Dem schon 1920 provisorisch bestellten Reichsverweser Miklós Horthy wächst endgültig die Funktion des Staatsoberhauptes zu.
- 13. November bis 6. Dezember: Die Landnahme des Burgenlandes durch das österreichische Bundesheer wird abgeschlossen.
- 14. bis 16. Dezember: Bei der Volksabstimmung in Ödenburg entscheidet sich die Stadt Ödenburg für Ungarn.

#### Schweiz
- 01. Januar: Edmund Schulthess wird erneut Bundespräsident der Schweiz.
- 30. Januar: In der Schweiz wird eine Volksinitiative für obligatorische Referenden bei Staatsverträgen angenommen.

#### Großbritannien und Irland
- 03. Januar: In London wird ein Abkommen, das die Rückgabe beziehungsweise Vergütung von britischem Eigentum sicherstellt, das während des Ersten Weltkriegs beschlagnahmt wurde, vom deutschen Botschafter Friedrich Sthamer und dem britischen Außenminister Lord Curzon unterzeichnet.

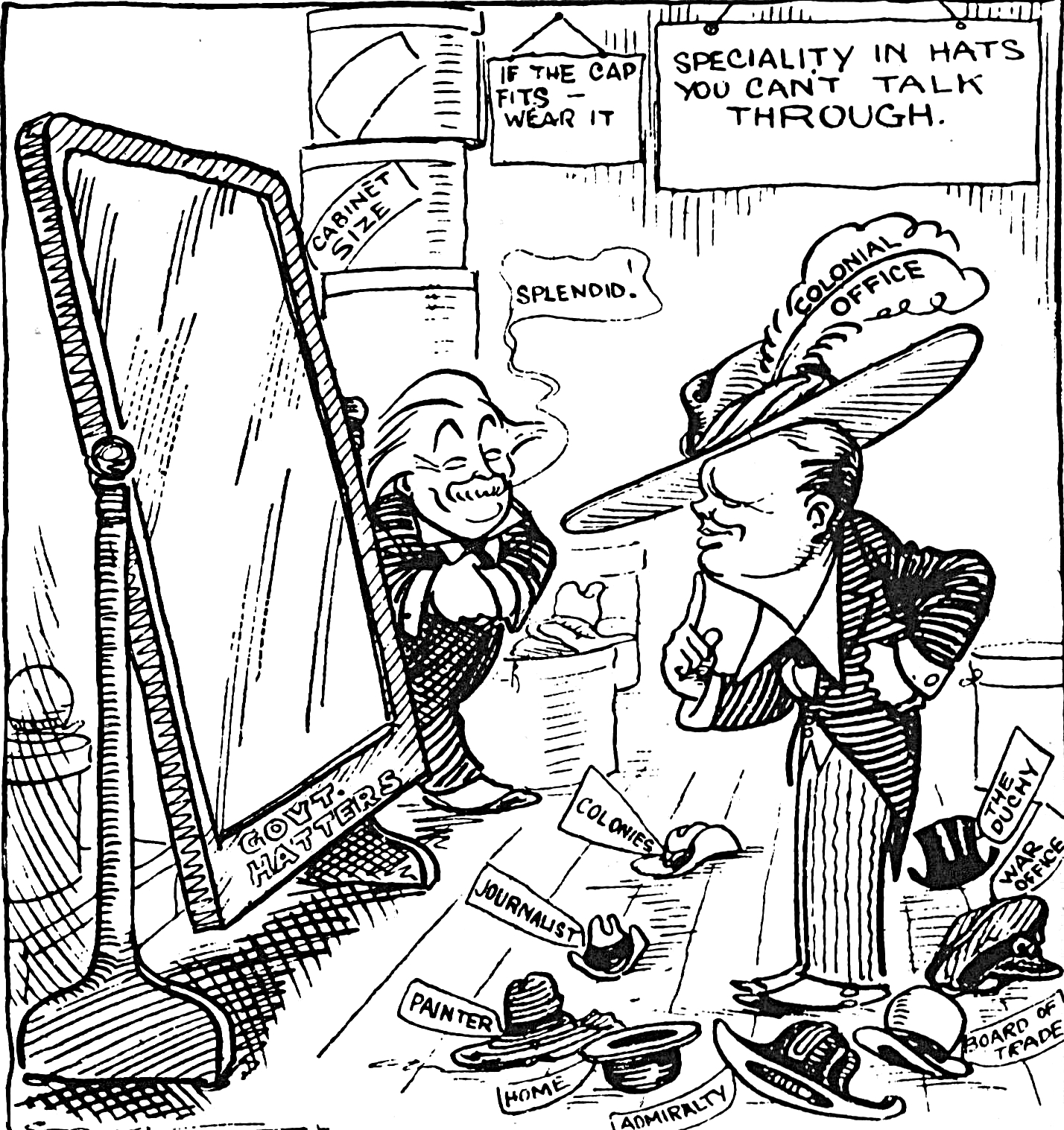
Ein Minister zur beliebigen Verwendung. Die Karikatur von 1921 spielt darauf an, dass Churchill seine Ministerien wechselte „wie andere Leute Hüte“. Den Spiegel haltend: David Lloyd George.

- 13. Februar: Winston Churchill, bis dahin Kriegsminister, wird britischer Kolonialminister in der Regierung Lloyd George. Er löst damit den amtierenden Alfred Milner, 1. Viscount Milner, ab.
- 06. Dezember: Unterzeichnung des Anglo-irischen Vertrags in London. England gewährt Irland innere Autonomie, behält aber die Nordprovinz Ulster

#### Sowjetunion und ihre Nachbarn

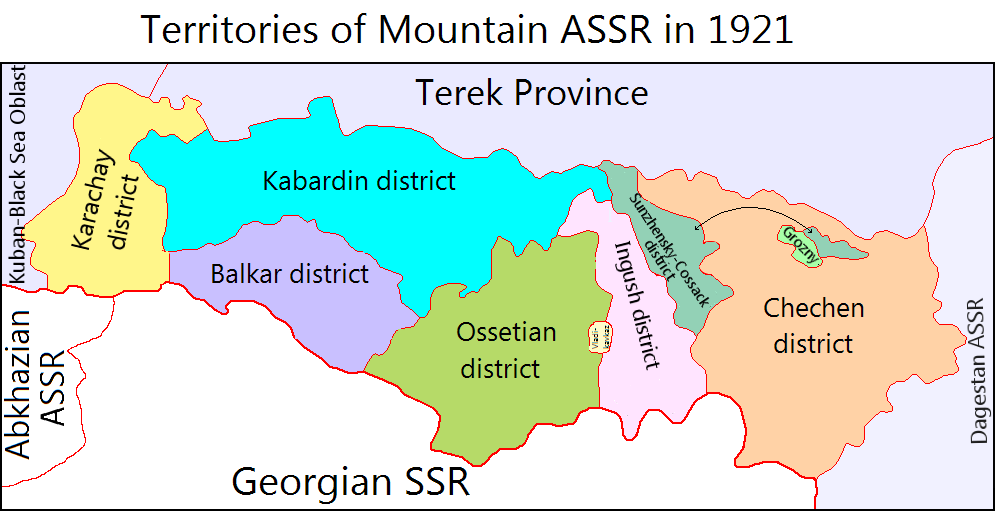
Die Sowjetische Gebirgsrepublik bei ihrer Gründung

- 20. Januar: Die Sowjetische Gebirgsrepublik wird gegründet.
- 21. Februar: Die Demokratische Republik Georgien verabschiedet eine Verfassung nach dem Vorbild der Schweiz. Darin ist auch das Frauenwahlrecht verankert.
- 25. Februar: Sowjetrussland besetzt Georgien und proklamiert die Georgische Sozialistische Sowjetrepublik. Die Regierung unter Noe Schordania flieht aus Tiflis und geht am 18. März ins Exil.
- 28. Februar: Ein Freundschaftsvertrag zwischen der RSFSR und Afghanistan wird geschlossen, der militärische und politische Abkommen mit Dritten ausschließt. Afghanistan erhält von Sowjetrussland finanzielle und technische Hilfe.

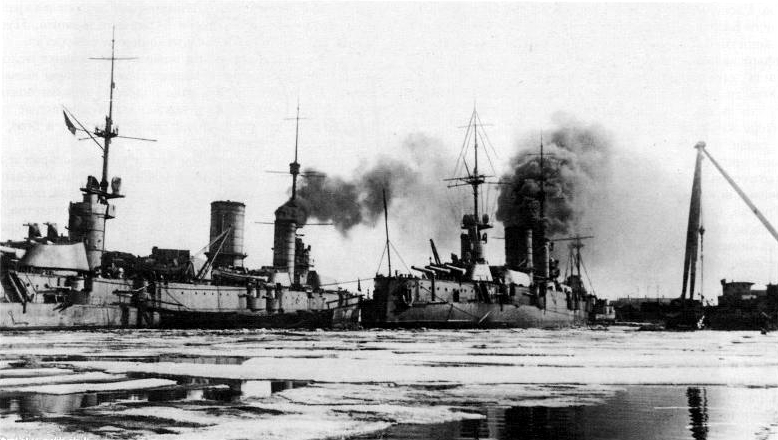
Die Schlachtschiffe Petropawlowsk und Sewastopol im Hafen von Kronstadt (1921)

- 28. Februar: Matrosen der Schlachtschiffe Petropawlowsk und Sewastopol beschließen die Petropawlowsk-Resolution, woraufhin sich einen Tag später 16.000 Aufständische dem Kronstädter Matrosenaufstand anschließen.
- 08. bis 16. März: Auf dem X. Parteitag der Kommunistischen Partei der Sowjetunion erfolgt die Abkehr vom Kriegskommunismus. Lenin verkündet die Neue Ökonomische Politik.
- 13. März: In der Äußeren Mongolei wird eine unabhängige Monarchie ausgerufen. Der deutschbaltische Baron Roman von Ungern-Sternberg setzt als nominelles Oberhaupt Bogd Khan ein.

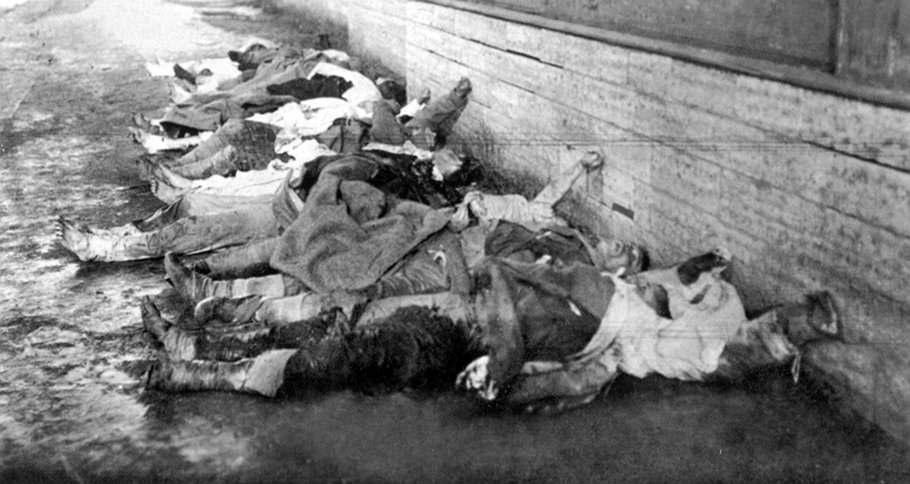
Opfer der Niederschlagung des Aufstands (20. März 1921)

- 18. März: Der Kronstädter Matrosenaufstand in Kronstadt bei Sankt Petersburg wird blutig niedergeschlagen.
- 18. März: Sowjetrussland und Polen unterzeichnen in Riga einen Friedensvertrag zur Beendigung des Polnisch-Sowjetischen Kriegs.

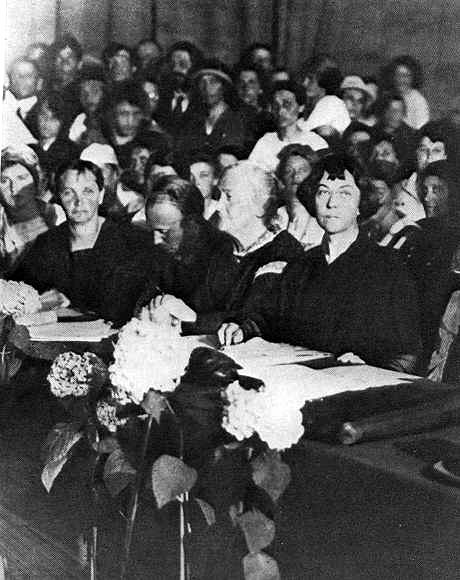
Delegierte beim III. Weltkongress der Komintern

- 22. Juni bis 12. Juli: Die Kommunistische Internationale hält ihren III. Weltkongress ab.
- 11. Juli: Die UdSSR installiert in der Äußeren Mongolei eine Marionettenregierung und bereitet damit die Gründung der Mongolische Volksrepublik vor, die bis 1990 ein Satellitenstaat der Sowjetunion bleibt.
- 01. September: Von der Sowjetischen Gebirgsrepublik wird das Gebiet der Kabardiner abgetrennt. Es bildet 1922 gemeinsam mit dem Gebiet der Balkaren die Kabardino-Balkarische Autonome Oblast.

#### Griechenland und Türkei
- 07. Februar: Geschichte der Türkei: Knapp zehn Monate nach Gründung des türkischen Parlaments in Ankara durch Mustafa Kemal Pascha tritt die Türkische Verfassung von 1921 in Kraft.
- 15. März: Talât Pascha, ehemaliger Großwesir des Osmanischen Reichs und ein Verantwortlicher des Völkermords an den Armeniern, wird im Berliner Exil erschossen.
- 23. August bis 13. September: Im Griechisch-Türkischen Krieg gelingt es der türkischen Armee unter Mustafa Kemal, den griechischen Vorstoß auf den Sitz der Nationalregierung in Ankara in der mehrwöchigen Schlacht am Sakarya abzuwehren.
- 20. Oktober: Mit dem Vertrag von Ankara legen Frankreich und die Türkei ihre Streitigkeiten in Bezug auf Kilikien bei. Im Gegenzug erkennt die türkische Nationalregierung die französische Vorherrschaft in Syrien an.

#### Portugal
- 02. März: Nach knapp über drei Monaten muss Liberato Ribeiro Pinto sein Amt als Ministerpräsident Portugals niederlegen. Sein Nachfolger wird Bernardino Machado, ebenfalls vom Partido Democrático, der jedoch auch nur kurz im Amt bleibt.
- Am 23. Mai übernimmt Tomé José de Barros Queirós vom konservativen Partido Unionista die Regierungsgeschäfte. Seine kurze Regierung ist von finanziellen Problemen gekennzeichnet. Um die dramatische Schieflage des Etats auszugleichen, versucht Finanzminister Afonso Costa, Portugal einen Kredit von 50 Millionen US-Dollar zu verschaffen. Als dieser Kredit jedoch nicht zustande kommt, gerät die gesamte Regierung in Misskredit, so dass Barros Queirós bereits am 30. August sein Amt an seinen Parteifreund António Granjo abgeben muss.
- 19. Oktober: Ministerpräsidenten António Joaquim Granjo wird während der Lissabonner Blutnacht ermordet. Anlass für den Aufstand der Republikanischen Nationalgarde sind Pläne von Granjo, seine Vorgänger Liberato Pinto, der die Unterstützung der Nationalgarde genießt, wegen Korruption gerichtlich zu verfolgen. Oberst Manuel Maria Coelho wird neuer Ministerpräsident.
- 05. November: Carlos Maia Pinto wird portugiesischer Ministerpräsident. Bereits am 16. Dezember übergibt er sein Amt an Francisco Pinto da Cunha Leal, der sich erfolglos bemüht, die revolutionäre Stimmung der Lissabonner Blutnacht zu beenden.

#### Italien
- 21. Januar: Die Kommunistische Partei Italiens wird im Theater San Marco in Livorno gegründet, nachdem sich die revolutionäre Fraktion von der Partito Socialista Italiano abgespalten hat. Amadeo Bordiga übernimmt den Parteivorsitz, ins Zentralkomitee kommen Antonio Gramsci und Umberto Terracini.

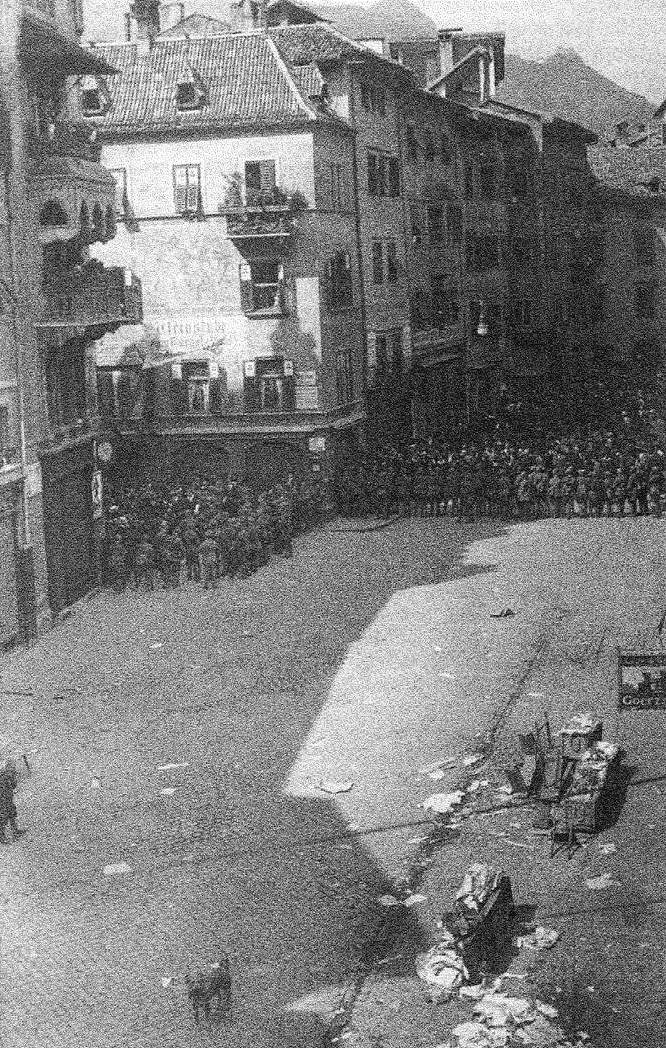
Italienisches Militär beim Absperren des Bozner Obstmarktes nach dem faschistischen Überfall

- 24. April: Am Bozner Blutsonntag greifen rund 400 italienische Faschisten, angeführt von Francesco Giunta und Achille Starace, mit Knüppeln, Pistolen und Handgranaten einen traditionellen Südtiroler Trachtenumzug an. Ein Mann wird getötet, rund 50 Personen werden zum Teil schwer verletzt. Das nun einschreitende Militär beschränkt sich darauf, die Aggressoren zum Bahnhof zu eskortieren, wo sie unbehelligt abreisen können.

#### Spanien und Marokko
- 08. Juni: Der dritte Rifkrieg beginnt. Spanische Truppen beginnen unter dem propagandistischen Vorwand einer Strafexpedition zur Ergreifung des Rebellen Ahmed ben Mohammed el-Raisuli, ausgehend von ihren Stützpunkten an der Küste Plaza de soberanía das im Vertrag von Fès im Jahr 1912 festgelegte spanische Protektoratsgebiet im Rifgebirge zu besetzen. Die Besetzung wird übereilt und ohne Sicherung der Nachschublinien durchgeführt. Der Führer des Berberstammes der Rifkabylen, Mohammed Abd al-Karim, sendet daraufhin eine Warnung an den spanischen General Manuel Fernández Silvestre, dass, sollte er den Fluss Amekran überqueren, man dies als Kriegserklärung betrachten werde. Der Spanier entsendet dennoch einen Voraustrupp über den Fluss, der auf Monte Abarrán eine Stellung mit 276 Mann Besatzung errichten soll.
- 22. Juli: Die Berber greifen die spanischen Stellungen bei Annual im nordöstlichen Marokko direkt an. Nach drei Wochen erleiden die Spanier in der Schlacht von Annual eine verheerende Niederlage gegen die Rifkabylen unter Abd al-Karim. Gemäß einem späteren Untersuchungsbericht kommen mehr als 13.000 spanische Soldaten ums Leben.
- 09. August: General Dámaso Berenguer Fusté, spanischer Hochkommissar des Protektorats, vereinbart mit der Führung der Aufständischen die Kapitulation. Diese halten sich jedoch nicht an die Übereinkunft und töten 3.000 der im Fort Monte Arruit Eingeschlossenen. Weitere 600 werden gefangen genommen.
- Spanien zieht nach der Niederlage rasch seine Truppen der Afrika-Armee zusammen, die fast ausschließlich aus der Spanischen Legion und marokkanischen Regulares besteht. Die Truppen werden nach dem nur 40 km vom Schlachtfeld entfernten Melilla verschifft und helfen dort, die Stadt zu sichern. Ende November kann das am 29. Juli verlorene Fort Monte Arruit wieder eingenommen werden.
- Im November nehmen die spanischen Streitkräfte mit dem Ziel eines Chemiewaffeneinsatzes im Rifkrieg Verhandlungen mit dem Leiter der Kampfstoffverwertung im norddeutschen Munsterlager-Breloh, Hugo Stoltzenberg, auf.
- 14. November: In Spanien entsteht durch den Zusammenschluss zweier junger kommunistischer Parteien der Partido Comunista de España.

#### Weitere Ereignisse in Europa
- 24. Juni: Der Völkerbund entscheidet in der Åland-Frage, dass die Inseln weiter zum Staatsgebiet Finnlands zählen, verlangt jedoch verschiedene Garantien zu Gunsten der schwedischsprachigen Bevölkerung.
- 16. August: Nach dem Tod von König Peter I. wird sein Sohn Alexander I. neuer Herrscher im Königreich der Serben, Kroaten und Slowenen. Im Gegensatz zu seinem Vater, der sich vor dem Krieg weitgehend aus der Tagespolitik herausgehalten und dadurch im Königreich Serbien die Herausbildung eines parlamentarischen Regierungssystems ermöglicht hat, mischt sich Alexander von Anfang an unmittelbar in die Regierungspolitik ein. Dabei tritt er ebenso wie die führenden serbischen Politiker für eine zentralistische und monarchische Staatsordnung ein, wie sie durch die Vidovdan-Verfassung vom 28. Juni festgeschrieben ist. Gleichzeitig versucht er jedoch auf deren Kosten, seine eigene Machtposition auszubauen und dazu die Stellung der wichtigsten serbischen Partei, der vom mehrmaligen Ministerpräsidenten Nikola Pašić geleiteten Radikalen Volkspartei, zu schwächen. Dabei stützt er sich vor allem auf Kreise des serbischen Offizierskorps, mit denen er aus seiner Armeezeit persönlich bekannt ist.

#### Zionismus
- September: Karlsbader Tagung des Zionistischen Weltkongresses: Das jüdische Volk hat den Willen, mit den Arabern „im Geist der Verbundenheit und des gegenseitigen Respekts“ in Palästina zusammenleben zu wollen.
- 11. September: Die Siedlung Nahalal wird als erster jüdischer Moschaw in der Jesreelebene gegründet.

#### Iran
- 15. Januar: Der iranische Schah Ahmad aus der Kadscharendynastie informiert den britischen Botschafter, dass er Premierminister Fathollah Akbar Sepahdar ablösen wolle und ein neues Kabinett mit Hassan Mostofi an der Spitze und den Kadscharenprinzen Abdol-Hossein Mirza Farmanfarma und Abdol Majid Mirza Eyn-al-Dowleh als wichtigste Minister berufen wolle.

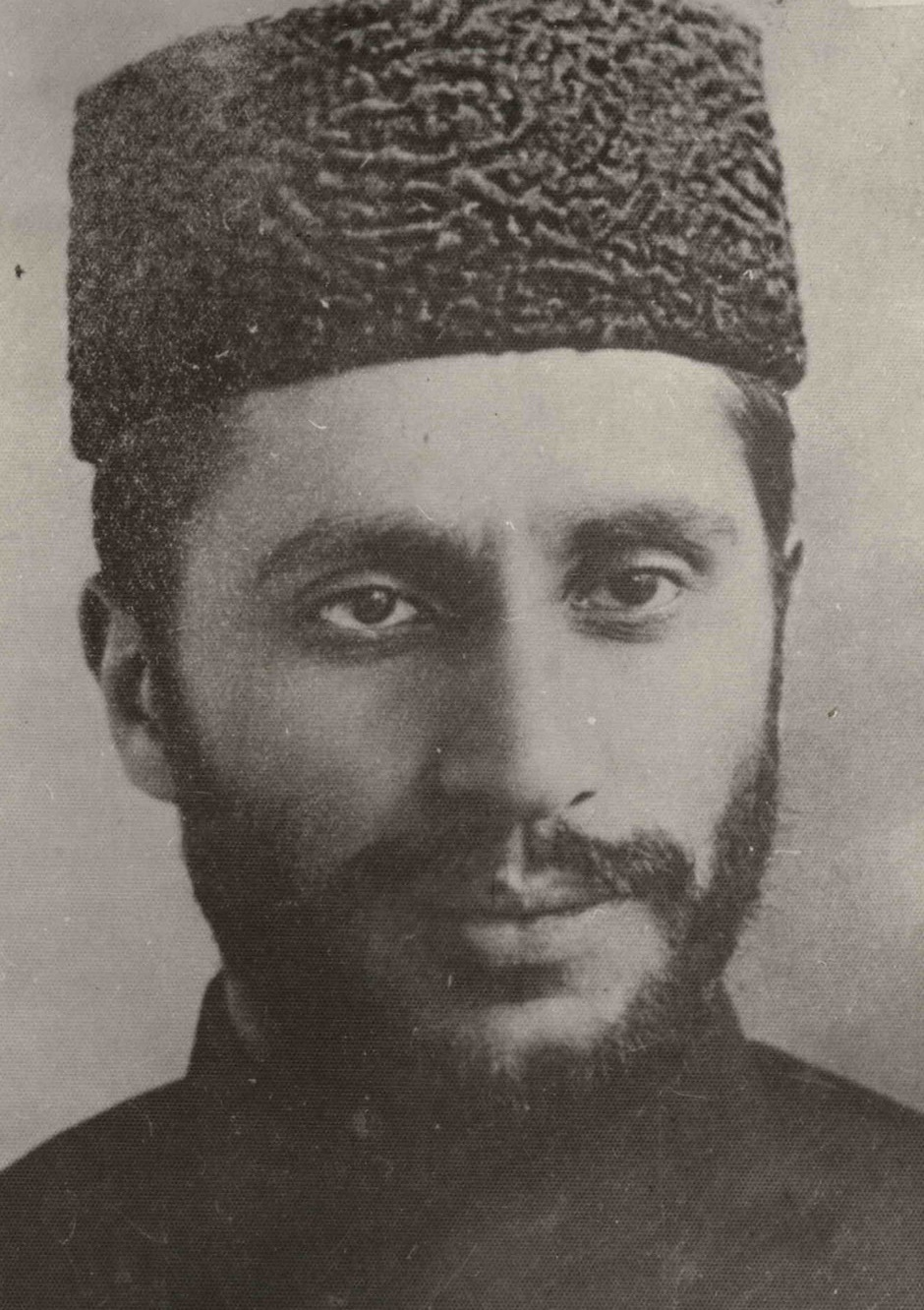
Seyyed Zia al Din Tabatabai 1921

- 21. Februar: Eine Abteilung der Persischen Kosakenbrigade unter Führung von Reza Khan marschiert in Teheran ein und stürzt mit dem Putsch vom 21. Februar 1921 die Regierung von Premierminister Sepahdar. Seyyed Zia al Din Tabatabai wird neuer Premierminister. Reza Chan wird zunächst Oberkommandierender der Kosakenbrigade (Sardar Sepah) und am 25. April Kriegsminister im Kabinett des neuen Premierministers Seyyed Zia al Din Tabatabai. Auf Druck von Ahmad Schah wird dieser am 25. Mai durch Ahmad Qavam als Premierminister ersetzt.

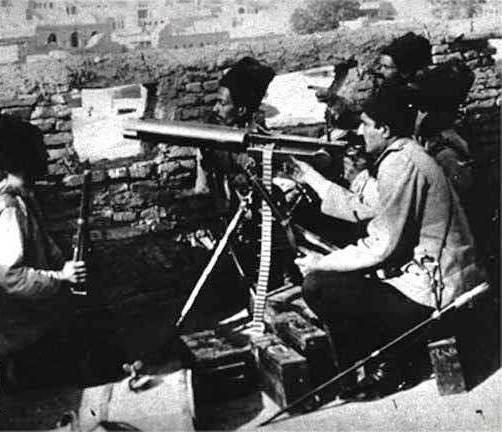
Reza Chan als Soldat der persischen Kosakenbrigade

- Reza Chan leitet eine umfangreiche Armeereform ein, an deren Ende nicht mehr wie bislang drei voneinander unabhängige militärische Verbände, sondern eine neue, einheitliche persische Armee stehen soll. Deren Kern bildet er zunächst, indem er die Persische Gendarmerie und die persische Kosakenbrigade zusammenlegte. Mit Einheiten der Kosakenbrigade geht er gegen Mirza Kutschak Khan vor, der am 4. August zusammen mit Haidar Khan Amu Ogli in der Provinz Gilan im Norden Persiens eine unabhängige Sozialistische Sowjetrepublik Iran ausgerufen hat.
- 10. Dezember: Die Iranische Sowjetrepublik wird zerschlagen.

#### Arabische Regionen Asiens
- 12. bis 30. März: Auf einer in Kairo und Jerusalem abgehaltenen geheimen britischen Nahostkonferenz wird für die Mandatsgebiete Palästina und Mesopotamien die „scharifische Lösung“ beschlossen: Faisal ibn Husain soll König im Irak werden und sein Bruder Abdallah Emir von Transjordanien.
- 01. Mai: Innerhalb des Französischen Mandats für Syrien und Libanon wird der Drusenstaat mit der Hauptstadt As-Suwaida ausgerufen.
- 23. August: Faisal ibn Husain wird als Faisal I. zum König des Irak ausgerufen.

#### Weitere Ereignisse in Asien

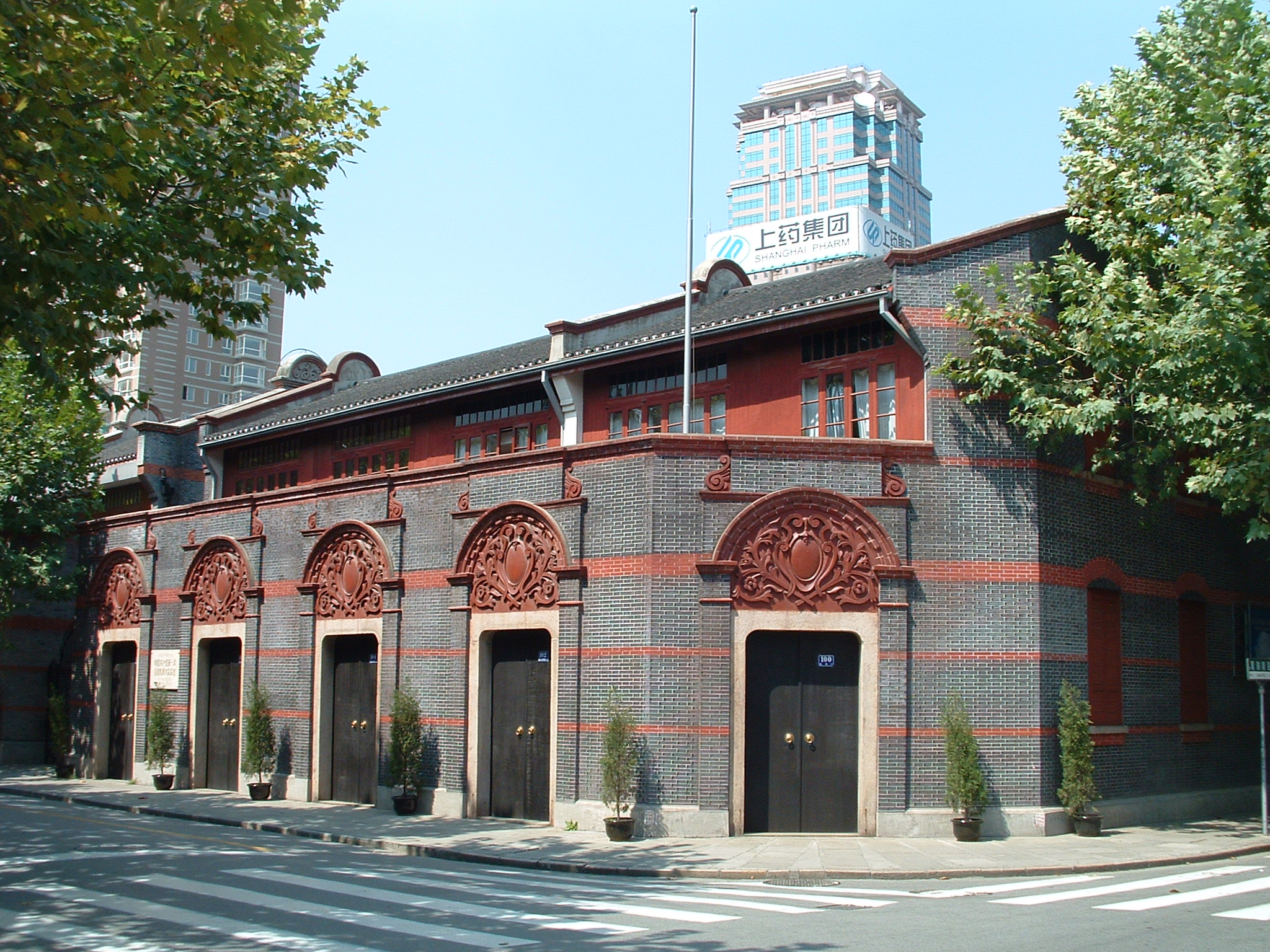
Die historische Stätte des Gründungskongresses der Kommunistischen Partei Chinas in Shanghai, heute Teil der Denkmalliste der Volksrepublik China

- 23. Juli bis 2. August: In Abwesenheit von Chen Duxiu und Li Dazhao findet der Gründungskongress der Kommunistischen Partei Chinas im französischen Konzessionsgebiet von Shanghai statt. Nach der Auflösung der Versammlung durch die örtliche Polizei wird der Rest der Veranstaltung auf einem Ausflugsboot auf dem See Nan Hu im Süden der Stadt Jiaxing abgehalten. In das dreiköpfige Zentralkomitee werden Chen Duxiu, Zhang Guotao und Li Da gewählt. Die Republik China versinkt in der Zwischenzeit im Chaos der Warlord-Ära, in der sich zahlreiche Kriegsherren gegenseitig bekämpfen.
- 4. November: Ein fanatisierter Marineoffizier ersticht den japanischen Ministerpräsidenten Hara Takashi im Hauptbahnhof von Tokio.

#### Vereinigte Staaten von Amerika

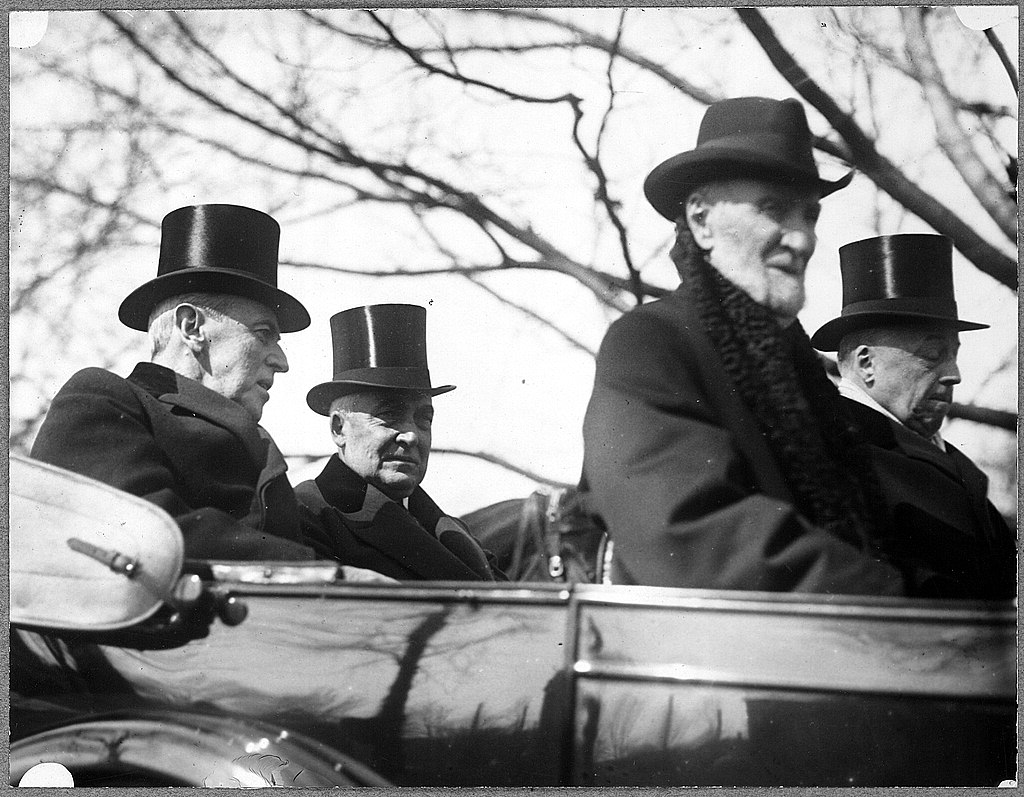
Wilson (Rücksitz links) zur Amtsübergabe mit seinem Nachfolger Warren G. Harding (neben Wilson im Wagen)

- 04. März: Warren G. Harding von der Republikanischen Partei wird als 29. Präsident der Vereinigten Staaten in sein Amt eingeführt. Er löst den Demokraten Woodrow Wilson ab. Vizepräsident im Kabinett Harding wird Calvin Coolidge, Innenminister wird Albert B. Fall, der wenig später in den Teapot-Dome-Skandal verwickelt wird.
- 19. Mai: In den USA wird der Emergency Quota Act verabschiedet, ein Gesetz, das die starke Einwanderung in die Vereinigten Staaten nach dem Ersten Weltkrieg eindämmen soll. Das Gesetz regelt, wie viele Personen pro Jahr aus welchen Herkunftsländern einreisen dürfen. Der Act benachteiligt vor allem Menschen aus Süd- und Osteuropa, die zu dieser Zeit in großer Zahl in die Vereinigten Staaten strömen.
- 31. Mai: Ein Zeitungsbericht über einen angeblichen Vergewaltigungsversuch löst schwere Rassenunruhen in Tulsa im US-Bundesstaat Oklahoma aus, in deren Verlauf ein weißer Mob das afroamerikanische Wohn- und Geschäftsviertel Greenwood völlig niederbrennt. Bis zu 300 Menschen werden ermordet.
- 10. Juni: Das Government Accountability Office wird ins Leben gerufen. Dieser Rechnungshof ist als überparteiliches Untersuchungsorgan dem Kongress der Vereinigten Staaten unterstellt.
- 11. Juli: Der ehemalige Präsident William Howard Taft wird zum Chief Justice of the United States ernannt.

#### Weitere internationale Ereignisse
- 06. Januar: In Buenos Aires erklärt der argentinische Staatspräsident Hipólito Yrigoyen, dass sein Land den Völkerbund verlassen habe. Er bemängelt damit, dass nicht alle Länder der Welt in diesen Verbund aufgenommen wurden.
- 30. Juli: In Kapstadt, Südafrika, beginnt der Gründungskongress der Communist Party of South Africa. Der in England geborene William H. Andrews wird erster Sekretär und C. B. Tyler erster Vorsitzender der neuen Partei.
- 30. September: In Genf kommt ein internationales Übereinkommen zustande, das den Frauen- und Kinderhandel eindämmen soll.

### Wirtschaft

#### Geld- und Wirtschaftspolitik
- 01. Januar: In den britischen Kronkolonien Kenia, Tanganjika und Uganda löst der Ostafrikanische Schilling den erst im Vorjahr eingeführten Ostafrikanischen Florin als Zahlungsmittel ab.
- 21. März: Mit einem Dekret des Allrussischen Zentralen Exekutivkomitees beginnt in Sowjetrussland die Umsetzung der Neuen Ökonomischen Politik. Damit erfolgt die Abkehr vom Kriegskommunismus.
- Mit dem Budget and Accounting Act wird in den Vereinigten Staaten das Bureau of Budget als Teil des Finanzministeriums geschaffen.

#### Messen und Ausstellungen
- 04./5. April: Im Leipziger Krystallpalast findet die erste Deutsche Pelzmodenschau statt.
- 11. September: Die erste Wiener Messe wird nach nur vier Monaten Planung eröffnet. Sie hat das Ziel, Österreich aus der wirtschaftlichen Isolation nach dem Ersten Weltkrieg zu führen. Die (dem Publikum nicht zugänglichen) Ausstellungen sind auf mehrere Standorte in Wien aufgeteilt und haben als Leitbild die drei Jahre zuvor wieder ins Leben gerufene Messe Frankfurt. Das größte Areal umfasst Teile des Geländes der Wiener Weltausstellung von 1873 im Prater. Das zentrale Gebäude ist die zur Ruine verfallene Rotunde samt deren Freiflächen.

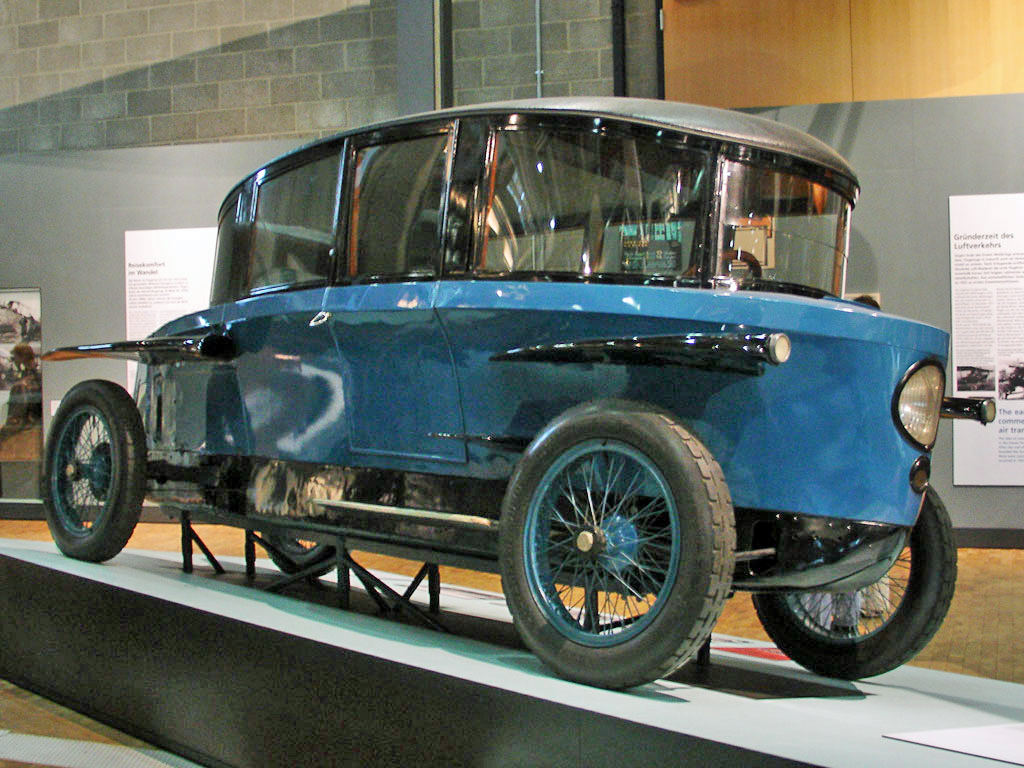
Rumpler-Tropfenwagen

- 23. September: Auf der Deutschen Automobilausstellung in Berlin wird als Weltneuheit das erste aerodynamisch konstruierte Auto, der Rumpler-Tropfenwagen, präsentiert.

#### Unternehmensgründungen
- 15. März: Der Heeresflieger Giorgio Parodi und sein Freund der Flugzeugtechniker Carlo Guzzi gründen mit der finanziellen Unterstützung von Giorgios Vater Emanuele Vittorio Parodi, in der italienischen Stadt Mandello del Lario die „Aktiengesellschaft Moto Guzzi“.
- 05. April: Auf Initiative von Oskar von Miller wird in Bayern das staatliche Stromversorgungsunternehmen Bayernwerk gegründet.
- Benelli beginnt die Serienfertigung von Motorrädern.

#### Sonstiges
- 10. Januar: Die Kaufmännische Schule Tauberbischofsheim wird durch Erlass des Kultusministeriums gegründet, indem die Trennung der Handelsschule von der Gewerbeschule in zwei selbstständige Schulanstalten erfolgt.
- 08. Dezember: Eine Anzeige mit dem Slogan „One Look is Worth A Thousand Words“ in der Fachzeitschrift Printers' Ink entwickelt sich hinterher zum Sprichwort  Ein Bild sagt mehr als tausend Worte.

### Wissenschaft und Technik

#### Antarktisforschung

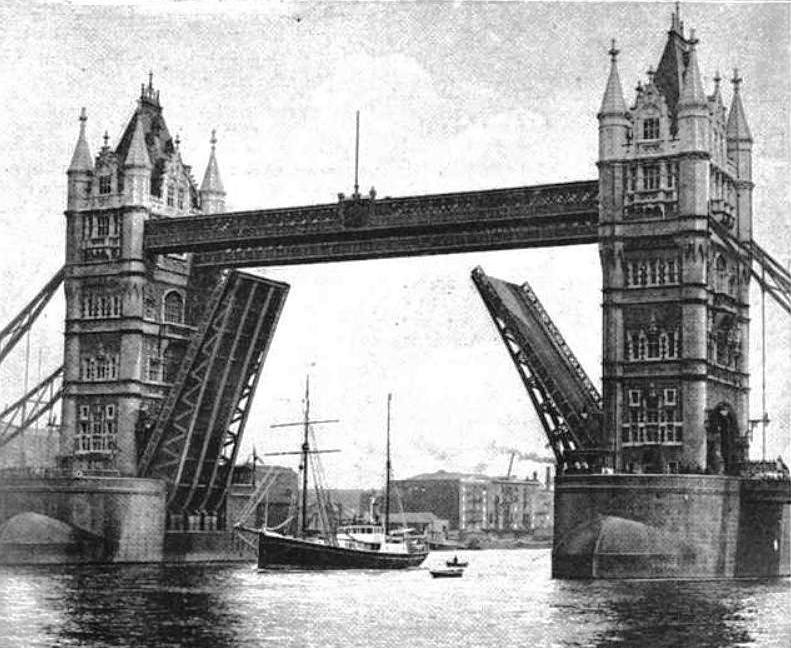
Die Quest unter der Tower Bridge

- 17. September: Unter dem Befehl von Ernest Shackleton läuft die Quest-Expedition von London aus und nimmt Kurs auf die Antarktis.

#### Aviation
- 01. Januar: Die NC-5, ein US-Marineflugzeug hergestellt von der Naval Aircraft Factory nach den Plänen von Glenn Curtiss, fliegt mit 5 Passagieren an Bord eine Strecke von 702 Meilen (1129,5 km) in einer Rekordzeit von 9 Stunden 15 Minuten. Sie erreicht damit eine Durchschnittsgeschwindigkeit von 123,44 km/h.
- 01. April: Der französischen Pilotin Adrienne Bolland gelingt der erste Alleinflug einer Frau über die Anden. Mit einer Caudron G-III bewältigt sie die Flugroute vom argentinischen Mendoza nach Santiago de Chile in 4:17 Stunden.
- Die Caudron C.61 absolviert ihren Erstflug.

#### Archäologie und Naturwissenschaften

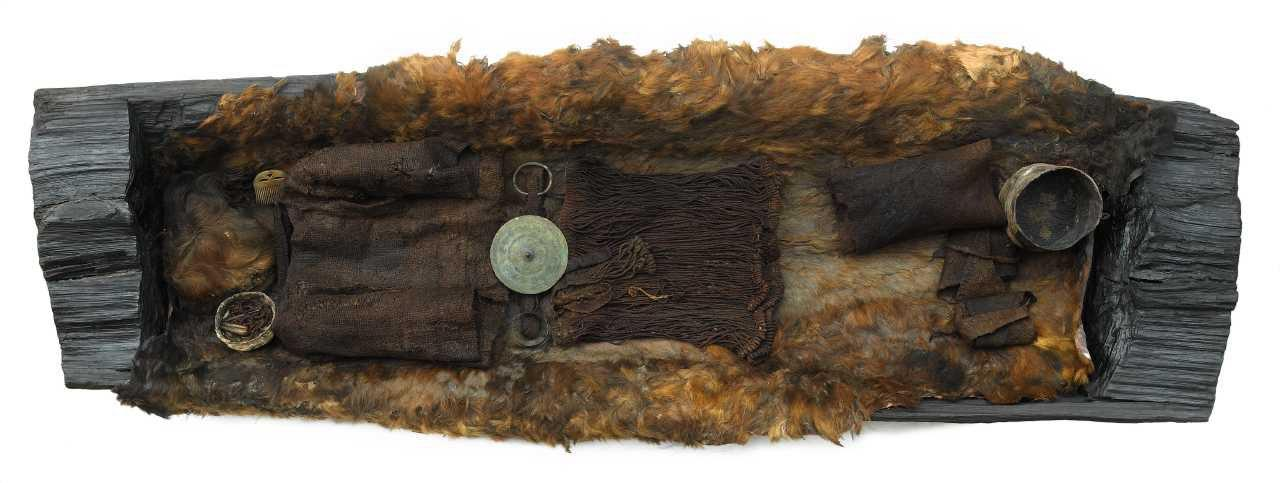
Grab von Egtved

- 24. Februar: Bei Aufräumarbeiten auf einem Hügel findet der Bauer Peder Platz in Jütland einen Baumsarg. Darin wird nach Untersuchungen dänischer Wissenschaftler das Mädchen von Egtved entdeckt, das in der Nordischen Bronzezeit (1800–530 v. Chr.) bestattet wurde.
- 16. März: Der deutsche Chemiker Fritz Winkler entdeckt bei einem Experiment einen weiteren Aggregatzustand: Plasma.
- Es gelingt das Isolieren von Acetylcholin als erstem Botenstoff im Gehirn.

### Kultur

#### Bildende Kunst
- 06. Januar: Das Rembrandt-Gemälde Abziehendes Gewitter in Herbstlandschaft wird in Hamburg aus dem Kontor der Privatbank Heckscher gestohlen. Es hat einen Wert von 2 Millionen Mark.
- Marcel Breuer und Gunta Stölzl entwerfen in der Möbelwerkstatt am Bauhaus den Afrikanischen Stuhl, ein thronähnliches Sitzmöbel, das als ein Schlüsselwerk des frühen Bauhauses gilt.

#### Film

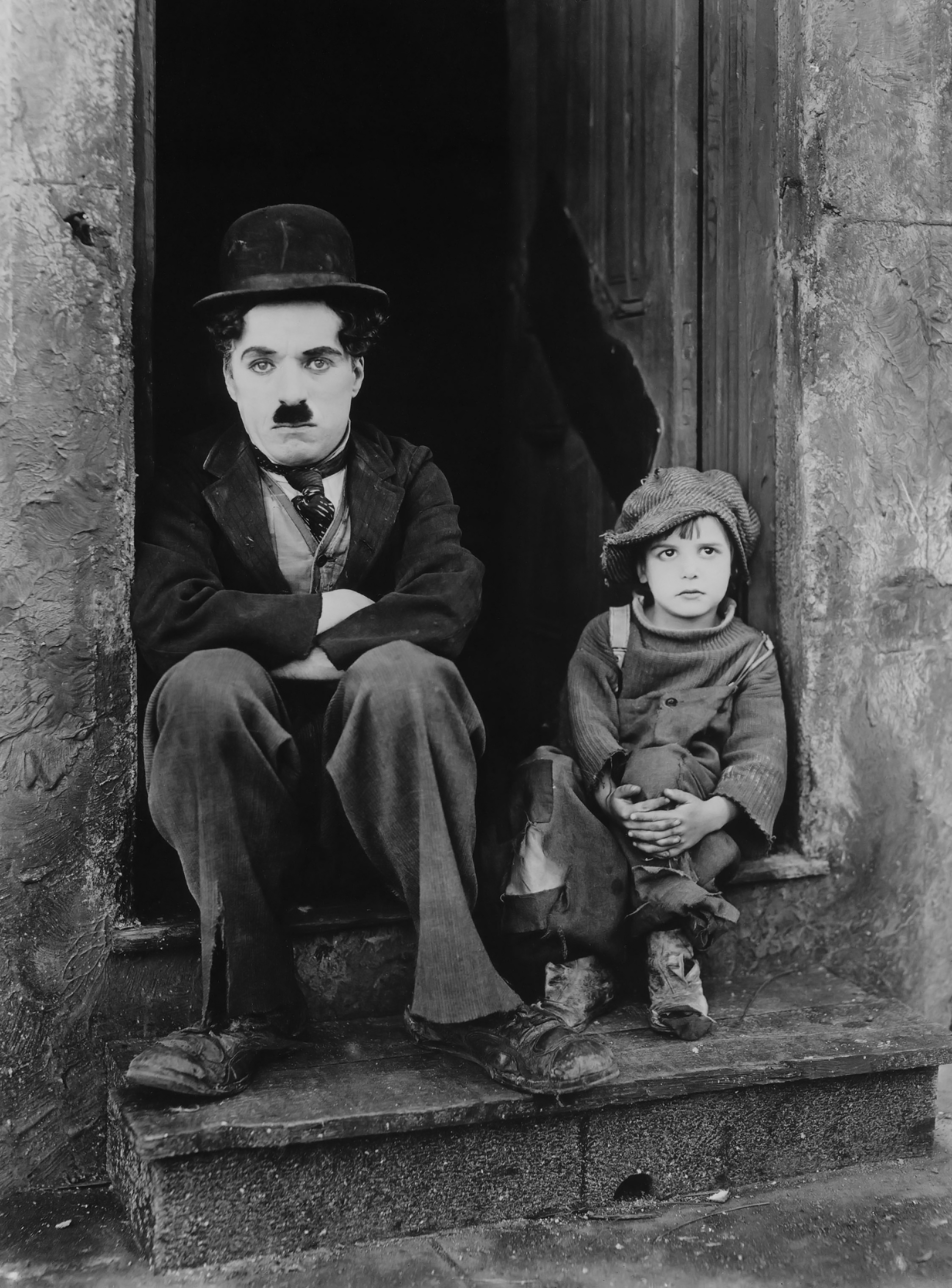
Filmszene aus The Kid

- 21. Januar: In New York City hat Charles Chaplins Tragikomödie The Kid seine Uraufführung. Der sechsjährige Jackie Coogan spielt die Titelrolle und wird damit zu einem der ersten Kinderstars der Filmgeschichte. Chaplins spätere Ehefrau Lita Grey hat in dem Film eine Nebenrolle.
- 21. Januar: Das deutsche Filmdrama Der Gang in die Nacht von Friedrich Wilhelm Murnau wird uraufgeführt. In den Hauptrollen sind Olaf Fønss und Erna Morena zu sehen.
- 21. Februar: The Haunted House (Das verwunschene Haus) von und mit Buster Keaton wird in den Vereinigten Staaten uraufgeführt.
- Februar: Der heute als verschollen geltende Film Sehnsucht von Friedrich Wilhelm Murnau nach dem Manuskript Der nie geküßte Mund von Carl Heinz Járosy mit Conrad Veidt und Gussy Holl in den Hauptrollen hat seine Uraufführung in Deutschland.
- 06. März: Das US-amerikanische Familienepos The Four Horsemen of the Apocalypse (Die vier Reiter der Apokalypse) von Rex Ingram, basierend auf dem Roman Los cuatro Jinetes de Apocalipsis von Vicente Blasco Ibáñez, wird uraufgeführt und bewirkt den Durchbruch des jungen Schauspielers Rudolph Valentino.
- 14. März: Der Kurzfilm Hard Luck von Buster Keaton hat seine Uraufführung in den Vereinigten Staaten.
- 07. April: Der deutsche Horrorfilm Schloß Vogelöd von Friedrich Wilhelm Murnau nach dem gleichnamigen Kriminalroman von Rudolf Stratz wird uraufgeführt.
- 12. April: Die Bergkatze, eine deutsche Stummfilm-Groteske in vier Akten von Ernst Lubitsch, wird im Ufa-Palast am Zoo in Berlin uraufgeführt.
- 12. April: Die Komödie The High Sign, Buster Keatons Erstlingswerk als Produzent, kommt mit einjähriger Verspätung in die Kinos und erhält trotz Keatons Skepsis gute Kritiken.

- 15. Mai: Die Kurzfilmkomödie The Scapegoat (Die Ziege) mit Buster Keaton und Virginia Fox wird in den Vereinigten Staaten uraufgeführt. Für Drehbuch und Regie ist Keaton gemeinsam mit Malcolm St. Clair verantwortlich.
- 28. August: Die drei Musketiere ist der erste große Kostümfilm von Douglas Fairbanks senior, der auch die Hauptrolle spielt. Der Stummfilm von Regisseur Fred Niblo basiert auf dem gleichnamigen Roman von Alexandre Dumas dem Älteren und wird ein großer Erfolg.
- verm. August: Der ungarische Stummfilm Drakula halála (Draculas Tod) mit dem Österreicher Paul Askonas in der Titelrolle gilt als der erste Dracula-Film der Filmgeschichte.
- 15. September: Der kleine Lord
- 25. September: The Idle Class (Die feinen Leute)
- 06. Oktober: Der müde Tod
- 06. Oktober: Buster Keaton, Im Theater
- 22. Oktober: Harold Lloyds letzte Kurzfilmkomödie Never Weaken (Nur nicht schwach werden) hat mit großem Erfolg ihre Uraufführung in den Vereinigten Staaten. Lloyd wendet sich anschließend dem abendfüllenden Spielfilm zu.
- 30. Oktober: In Los Angeles hat der Stummfilm Der Scheich Premiere. Rudolph Valentino als Hauptdarsteller wird damit über Nacht weltberühmt.
- 10. November: Wasser hat keine Balken
- 28. Dezember: Zwei Waisen im Sturm

- Der Dokumentarfilm Manhatta von Charles Sheeler und Paul Strand wird veröffentlicht.
- Die Marx Brothers drehen ihren ersten Kurzfilm.

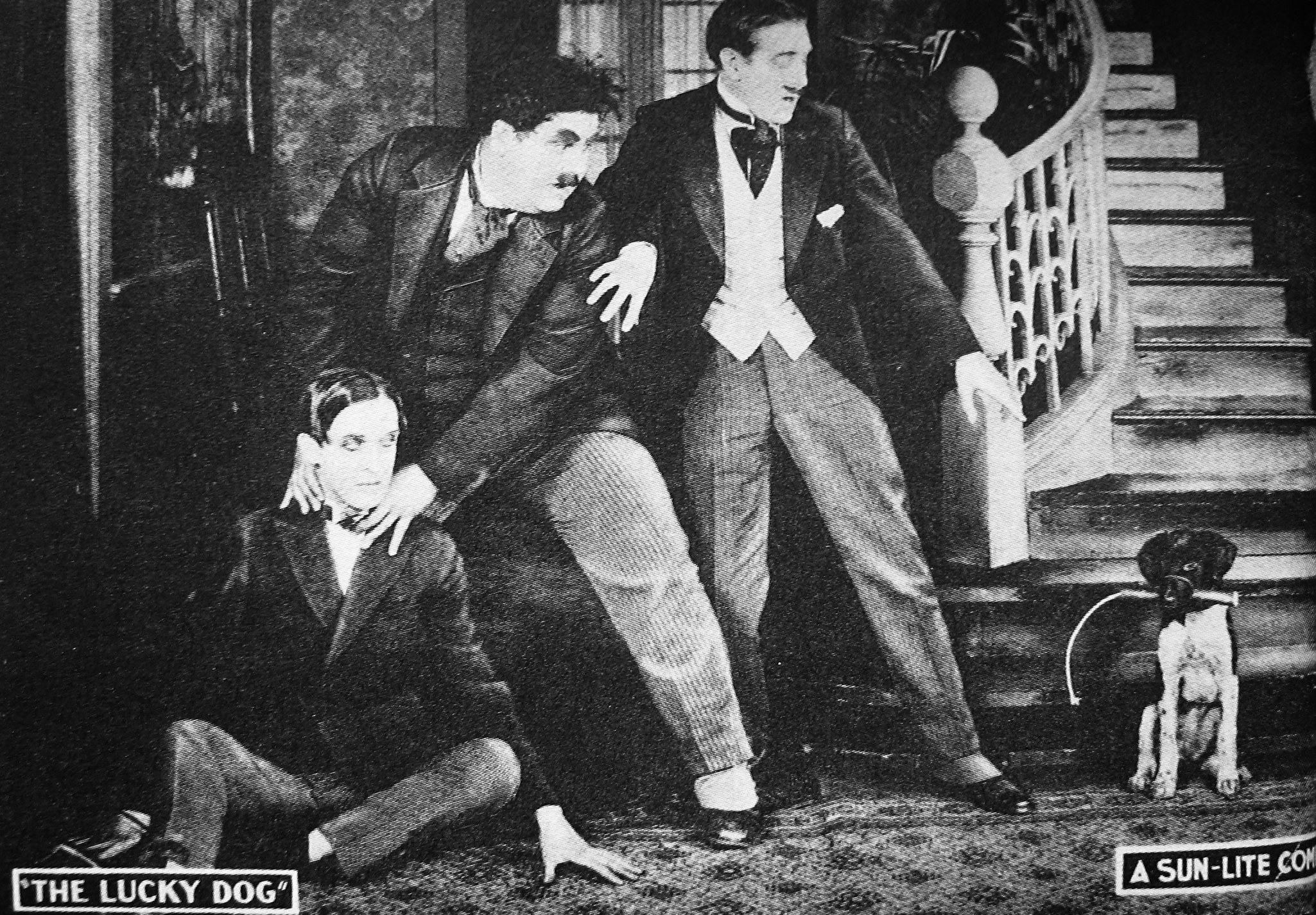
Eine Szene aus „The Lucky Dog“

- verm. 1921: In dem Stan-Laurel-Kurzfilm The Lucky Dog tritt Oliver Hardy in einer Nebenrolle auf. Es ist der erste gemeinsame Filmauftritt des späteren Komikerduos Laurel und Hardy.

#### Musik und Theater
- 03. Januar: Das Aufführungsverbot von Arthur Schnitzlers Drama Der Reigen wird aufgehoben. Es war wegen angeblicher Unsittlichkeit beanstandet worden.
- 05. Januar: An der Pariser Oper wird die Oper Die Walküre als erste Wagner-Inszenierung seit 1914 aufgeführt.
- 15. April: Die Operette Der Vetter aus Dingsda von Eduard Künneke erfolgt am Theater am Nollendorfplatz in Berlin. Das Libretto stammt von Herman Haller und Fritz Oliven. Das Werk wird Künnekes erfolgreichstes Stück.
- 23. Mai: Am Broadway hat das afroamerikanische Musical Shuffle Along seine Uraufführung.
- 04. Juni: Die Uraufführung der einaktigen Oper Mörder, Hoffnung der Frauen von Paul Hindemith mit dem Libretto von Oskar Kokoschka findet gemeinsam mit Hindemiths Oper Das Nusch-Nuschi auf das Libretto von Franz Bei an der Staatsoper in Stuttgart statt.
- 05. September: Das Teatro Cervantes, heute das Nationaltheater Argentiniens, wird in Buenos Aires eingeweiht.
- 09. September: Uraufführung der Operette Die Tangokönigin von Franz Lehár am Apollo-Theater in Wien. (Zweite Neufassung der Operette Der Göttergatte aus dem Jahr 1904.)
- 25. September: Gründung der Duisburger Oper
- 30. Dezember: Uraufführung der Oper Die Liebe zu den drei Orangen (Orig.: L’Amour des trois oranges) von Sergei Sergejewitsch Prokofjew in Chicago

### Gesellschaft
- 02. Januar: Erhöhung der Arbeitslöhne für Strafgefangene im Deutschen Reich: Zuchthausgefangene bekommen von nun an 1 Mark statt 20 Pfennig, andere Gefangene 1,50 Mark statt 30 Pfennig, ausgezahlt.
- 17. Januar: Der englische Zauberkünstler P. T. Selbit führt in London als Erster die Illusion der Zersägten Jungfrau vor.
- 27. März: Robert Oelbermann gründet auf Burg Drachenfels den Nerother Wandervogel.
- 07. September: Als Atlantic City Pageant beginnt zum ersten Mal ein zweitägiger Schönheitswettbewerb in Atlantic City, aus dem sich die Wahl zur Miss America entwickelt.

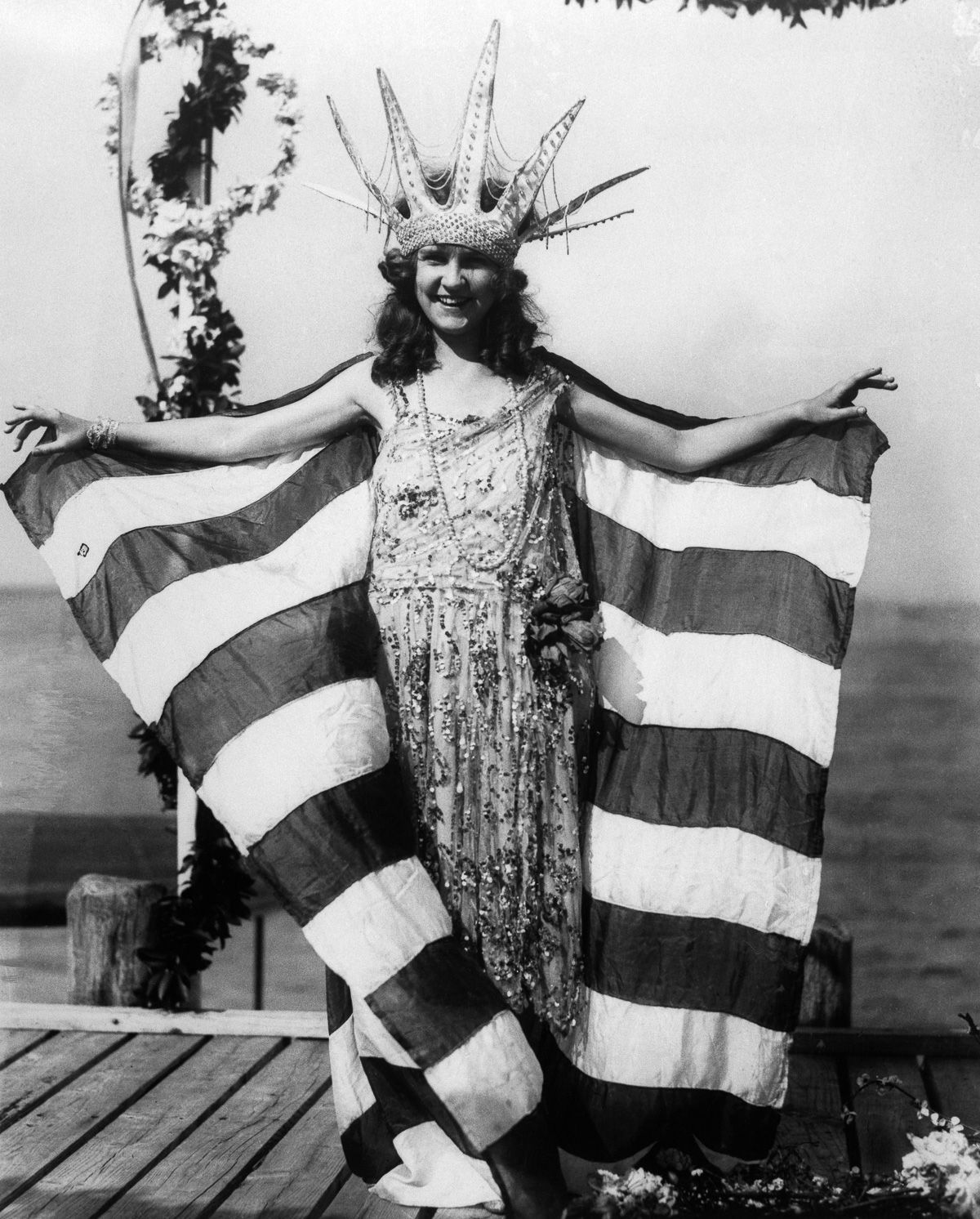
Margaret Gorman, erste Miss America

- 08. September: Die sechzehnjährige Margaret Gorman gewinnt den Schönheitswettbewerb in Atlantic City und wird nachträglich zur ersten Miss America erklärt.
- 05. September: Roscoe Arbuckle, der Regisseur, Komiker und Entdecker von Buster Keaton, feiert am Labor Day mit Freunden eine Party im St.-Francis-Hotel in San Francisco. Dabei erkrankt die junge Schauspielerin Virginia Rappe ernsthaft und stirbt vier Tage später in einer Klinik. Durch eine Reihe von Umständen wird Fatty Arbuckle der Vergewaltigung und des Mordes bezichtigt. In drei Prozessen erweist sich schließlich seine Unschuld, doch seine große Hollywood-Karriere ist mit dem Skandal zu Ende.

### Religion
- Mai: Der Reformiert-Apostolische Gemeindebund entsteht durch Ausschluss von Carl August Brückner aus der Neuapostolischen Kirche
- 29. Juni: Aus Anlass des 700. Todestags des Heiligen Dominikus unterstreicht Papst Benedikt XV. dessen Bedeutung für die Kirche in der Enzyklika Fausto appetente die.

### Katastrophen
- 02. Januar: 244 Menschen kommen beim Untergang des spanischen Dampfschiffes Santa Isabell vor Gilla Garcia ums Leben.
- 31. Januar: Auf den Sandbänken vor Cape Hatteras an der Ostküste der Vereinigten Staaten wird ein Fünfmaster, der in schwerem Sturm gestrandete Frachtsegler Carroll A. Deering, gesichtet; von der elfköpfigen Besatzung und den Rettungsbooten wird nie eine Spur gefunden.
- 23. August: Das von der United States Navy in Großbritannien in Auftrag gegebene Starrluftschiff R38 stürzt bei der vierten Testfahrt nahe Hull ab. Von den britischen und amerikanischen Besatzungsmitgliedern überleben fünf den Absturz, 44 sterben. Der britische Luftschiffbau wird durch das tragische Ereignis für etwa zehn Jahre unterbrochen.
- 21. September: Ammoniumnitrat-Explosion in der Badischen Anilin- & Soda-Fabrik (BASF) Ludwigshafen-Oppau (Deutsches Reich). 500 Tote, 2.000 Verletzte; Gebäude zerstört. Siehe Explosion des Oppauer Stickstoffwerkes.
- In Sowjetrussland beginnt die Hungersnot, die etwa 5 Millionen Tote fordert.

Kleinere Unglücksfälle sind in den Unterartikeln von Katastrophe und in der Liste von Katastrophen aufgeführt.

### Sport
- 19. Januar: Der portugiesische Fußballverein Sporting Braga entsteht.
- 08. März: Der Verein für Rasenspiele Aalen wird gegründet. Ein Vorgängerverein mit identischem Namen existierte bereits vor dem Ersten Weltkrieg.
- 24. März: In Monte-Carlo starten die Ersten Olympischen Frauenspiele; veranstaltet werden sie von der Internationalen Frauen-Sport-Föderation. An der bis zum 31. März dauernden Veranstaltung nehmen rund 100 Frauen aus England, Frankreich, der Schweiz und Italien teil. Ausgetragen werden Laufwettbewerbe (zwischen 60 und 800 Metern, Hürden- und Staffelsprints), Hoch- und Weitsprung, Speerwurf und Kugelstoßen. Dazu kommen ein Basketballturnier sowie Demonstrationen der Sportgymnastik und des Push-Ball-Spiels.
- 17. April: Der Wassersport-Verein 1921 wird gegründet.
- 28. April: Mit dem vorzeitigen Wettkampfsieg über den seit 1894 amtierenden Emanuel Lasker wird José Raúl Capablanca der dritte Schachweltmeister.
- 12. Juni: Durch einen 5:0-Sieg gegen den Berliner FC Vorwärts 1890 wird der 1. FC Nürnberg in Düsseldorf nach 1920 zum zweiten Mal deutscher Fußballmeister.
- 21. Juli: Die SpVgg Bayreuth wird gegründet.
- 30. Oktober: Beim Fußballwettbewerb Campeonato Sudamericano in Buenos Aires schlägt der Gastgeber Argentinien im letzten Spiel des Turniers die Elf Uruguays mit 1:0 und wird zum ersten Mal Südamerikameister.
- 04. November: Der Deutsche Tanzsportverband entsteht als Reichsverband für Tanzsport durch Eintrag im Berliner Vereinsregister.

## Nobelpreise
- Physik: Albert Einstein
- Chemie: Frederick Soddy
- Literatur: Anatole France
- Friedensnobelpreis: Karl Hjalmar Branting, Christian Lous Lange

Ein Nobelpreis für Physiologie oder Medizin wurde nicht verliehen.

## Geboren

### Januar
- 01. Januar: César Baldaccini, französischer Bildhauer und Plastiker († 1998)
- 01. Januar: Hermann-Josef Kaltenborn, deutscher Kommunalpolitiker († 1999)
- 01. Januar: Alain Mimoun, französischer Leichtathlet algerischer Herkunft († 2013)
- 02. Januar: Bob Bruce Ashton, US-amerikanischer Komponist und Musikpädagoge († 2006)
- 02. Januar: Hans Güth, ehemaliger deutscher Politiker (CDU der DDR) und Redakteur († 2013)
- 03. Januar: Mily Dür, schweizerische Schriftstellerin und Lyrikerin († 2016)
- 03. Januar: Claude Vigée, französischer Dichter († 2020)
- 04. Januar: Eberhard Cohrs, deutscher Komiker und Schauspieler († 1999)
- 04. Januar: Torsten Lilliecrona, schwedischer Schauspieler († 1999)
- 04. Januar: Friedrich Schütter, deutscher Schauspieler und Synchronsprecher († 1995)
- 05. Januar: Friedrich Dürrenmatt, Schweizer Schriftsteller, Dramatiker und Maler († 1990) Friedrich Dürrenmatt

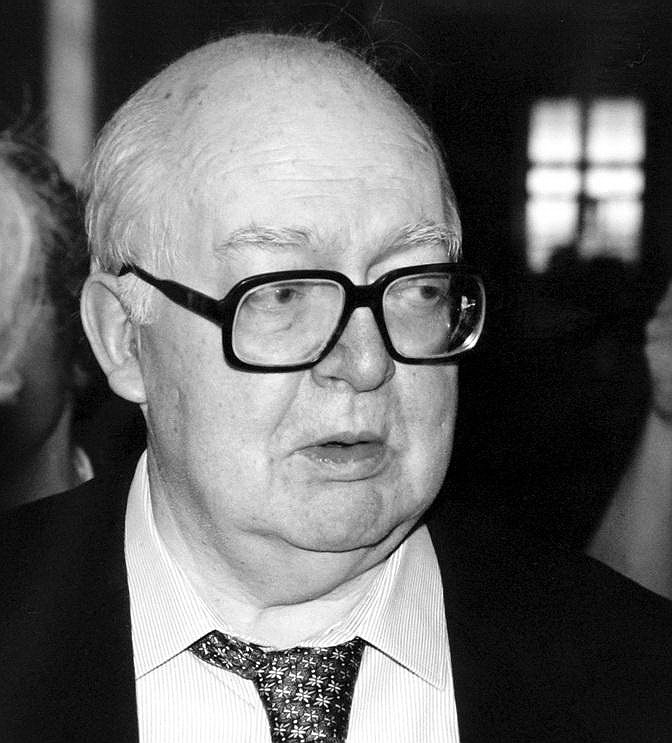
Friedrich Dürrenmatt

- 05. Januar: Shinya Inoué, japanisch-amerikanischer Zellbiologe († 2019)
- 05. Januar: Jean, Luxemburger Großherzog, Graf und Fürst († 2019)
- 05. Januar: Russell Mathews, australischer Wirtschaftswissenschaftler († 2000)
- 06. Januar: Louis Déprez, französischer Radrennfahrer († 1999)
- 06. Januar: Bob Wilder, US-amerikanischer Automobilrennfahrer († 1953)
- 06. Januar: Hans Winter, deutscher Maschinenbauingenieur und Hochschullehrer († 1999)
- 07. Januar: Joseph Asher, deutsch-US-amerikanischer Rabbiner († 1990)
- 07. Januar: Jules Schelvis, niederländischer Überlebender des Holocaust († 2016)
- 08. Januar: Leonardo Sciascia, italienischer Schriftsteller († 1989)
- 09. Januar: Fred Kwasi Apaloo, ghanaischer Jurist und Politiker († 2000)
- 09. Januar: Ágnes Keleti, ungarische Kunstturnerin († 2025)
- 11. Januar: Kathleen Byron, britische Filmschauspielerin († 2009)
- 11. Januar: Juanita M. Kreps, US-amerikanische Wirtschaftswissenschaftlerin und Politikerin († 2010)
- 11. Januar: Berry Lipman, deutscher Bandleader, Komponist, Arrangeur und Musikproduzent († 2016)
- 12. Januar: Fride Larsson, schwedischer Militärpatrouillenläufer († 1955)
- 13. Januar: Pedro Luís António, angolanischer Bischof († 2014)
- 14. Januar: Werner Bergmann, deutscher Kameramann († 1990)
- 14. Januar: Murray Bookchin, US-amerikanischer Anarchist († 2006)
- 14. Januar: Kenneth Bulmer, britischer SF-Autor († 2005)
- 15. Januar: Edward Statkiewicz, polnischer Geiger und Musikpädagoge († 1970)
- 16. Januar: José Arribas, französischer Fußballtrainer († 1989)
- 16. Januar: Giuseppe Moro, italienischer Fußballspieler († 1974)
- 17. Januar: Antonio Prohías, kubanisch-amerikanischer Cartoonist († 1998)
- 18. Januar: Yōichirō Nambu, US-amerikanischer Physiker († 2015)
- 18. Januar: Belding Scribner, US-amerikanischer Arzt († 2003)
- 18. Januar: Libero Tresoldi, Bischof von Crema, Italien († 2009)
- 18. Januar: Franz Weiss, österreichischer Maler und Bildhauer († 2014)
- 19. Januar: Gunther Baumann, deutscher Fußballspieler († 1998)
- 19. Januar: Patricia Highsmith, US-amerikanische Schriftstellerin († 1995)
- 19. Januar: Katrin Höngesberg, deutsche Zeichnerin, Malerin, Illustratorin und Schriftstellerin († 2009)
- 19. Januar: Miklós Mészöly, ungarischer Schriftsteller († 2001)
- 20. Januar: Erwin Brocke, Vizepräsident des deutschen Bundessozialgerichtes († 2004)
- 20. Januar: Bernt Engelmann, deutscher Schriftsteller und Journalist († 1994)
- 20. Januar: Oscar Müller, deutscher Schauspieler († 2003)
- 21. Januar: Howard Unruh, US-amerikanischer Veteran und Massenmörder († 2009)
- 22. Januar: Arno Babadschanjan, armenischer Komponist († 1983)
- 22. Januar: Sepp Weiler, deutscher Skispringer († 1997)
- 23. Januar: Silvio Gazzaniga, italienischer Bildhauer († 2016)
- 23. Januar: Marija Gimbutas, litauische Archäologin († 1994)
- 24. Januar: Friedrich Körner, deutscher General († 1998)
- 24. Januar: Roland Schnell, deutscher Motorradrennfahrer († 1980)
- 25. Januar: Juan Vicente Mas Quiles, spanischer Komponist und Dirigent († 2021)
- 25. Januar: Alfred Reed, US-amerikanischer Komponist und Professor († 2005)
- 26. Januar: Eddie Barclay, französischer Musikproduzent († 2005)
- 27. Januar: Georges Mathieu, französischer Maler († 2012)
- 27. Januar: Kurt Meyer, deutscher Fußballspieler († 2008)

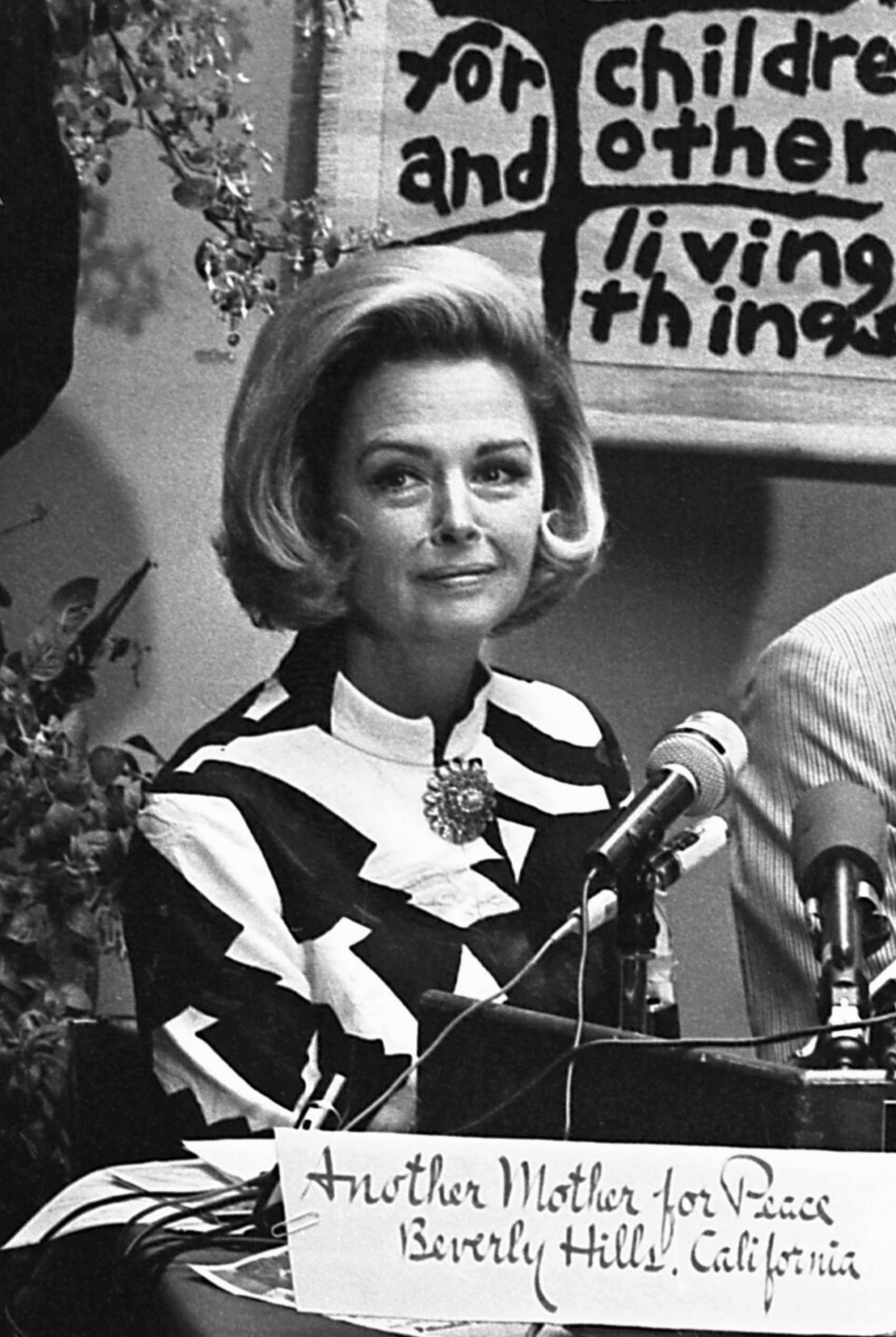
Donna Reed

- 27. Januar: Donna Reed, US-amerikanische Schauspielerin († 1986)
- 28. Januar: Pierre Galet, französischer Önologe, Fachmann für Rebenzüchtung und Ampelographie († 2019)
- 29. Januar: Hans Dichand, österreichischer Journalist, Herausgeber der Kronen Zeitung († 2010)
- 29. Januar: Mustafa bin Halim, libyscher Politiker († 2021)
- 31. Januar: John Agar, US-amerikanischer Schauspieler († 2002)
- 31. Januar: John Anderson, US-amerikanischer Trompeter († 1974)
- 31. Januar: Eva-Maria Buch, Widerstandskämpferin im Dritten Reich († 1943)
- 31. Januar: Carol Channing, US-amerikanische Sängerin und Schauspielerin († 2019)
- 31. Januar: Mario Lanza, US-amerikanischer Sänger (Tenor) († 1959)
- 31. Januar: Kurt Marti, Schweizer Pfarrer und Schriftsteller († 2017)

### Februar
- 01. Februar: José-Maria Ibánez, argentinischer Automobilrennfahrer
- 01. Februar: Heinz Kluge, deutscher Handballspieler († 2001)
- 01. Februar: Peter Sallis, britischer Schauspieler und Sprecher († 2017)
- 02. Februar: Klaus Friedrich, Richter am deutschen Bundessozialgericht († 2005)
- 02. Februar: Adolf Riedl, deutscher Unternehmer († 2003)
- 03. Februar: Herbert Baack, deutscher Politiker, Bundestagsabgeordneter († 2006)
- 03. Februar: Joseph Wang Dian Duo, katholischer Priester († 2004)
- 04. Februar: Lore Diehr, deutsche Antifaschistin und Widerstandskämpferin
- 04. Februar: Betty Friedan, US-amerikanische Feministin und Publizistin († 2006) Betty Friedan

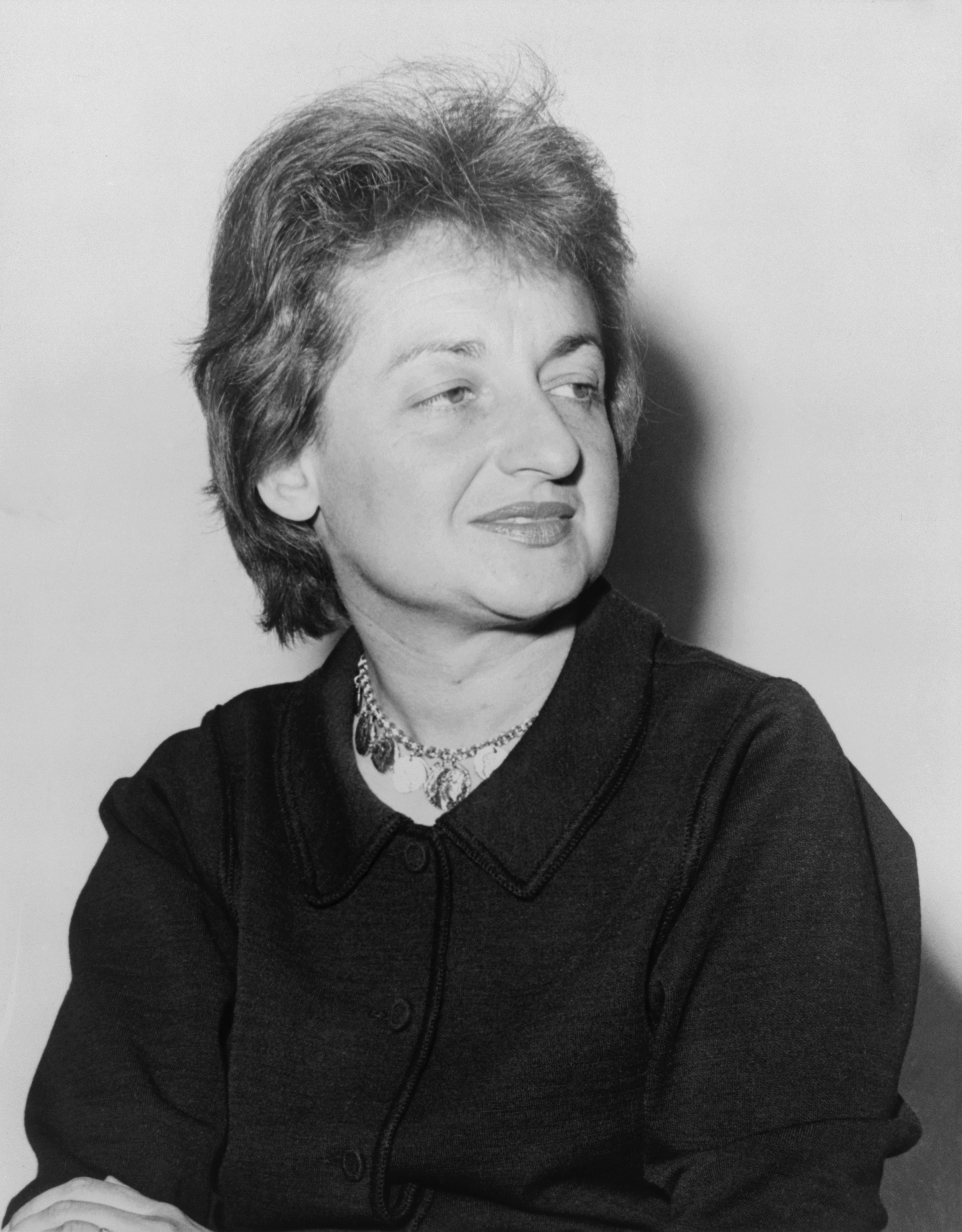
Betty Friedan

- 04. Februar: Lotfi Zadeh, US-amerikanischer Informatiker, Vater der Fuzzy-Logik († 2017)
- 05. Februar: Ken Adam, deutsch-britischer Szenenbildner († 2016)
- 06. Februar: Zvi Aharoni, israelischer Mossad-Agent († 2012)
- 07. Februar: Nexhmije Hoxha, albanische Politikerin († 2020)
- 08. Februar: Hans Albert, deutscher Soziologe und Philosoph († 2023)
- 08. Februar: Ekkehard Fritsch, deutscher Schauspieler († 1987)
- 08. Februar: Fritz Heinrich, deutscher Politiker († 1959)
- 09. Februar: Eusebio Castigliano, italienischer Fußballspieler († 1949)
- 09. Februar: Joseph Fontanet, französischer Politiker († 1980)
- 09. Februar: Georg Gaidzik, Volkspolizist und ein Opfer des Volksaufstandes in der DDR († 1953)
- 09. Februar: Constance Keene, US-amerikanische Pianistin und Musikpädagogin († 2005)
- 09. Februar: Heinz Schöffler, deutscher Lektor, Schriftsteller, Literatur- und Kunstkritiker. († 1973)
- 10. Februar: Adrian Cruft, britischer Komponist und Professor († 1987)
- 10. Februar: Margarete Hannsmann, deutsche Schriftstellerin († 2007)
- 10. Februar: Heinz Quermann, Fernsehentertainer der DDR († 2003)
- 12. Februar: Kay McNulty Mauchly Antonelli, US-amerikanische Programmiererin († 2006)
- 12. Februar: Günter Aust, deutscher Kunsthistoriker († 2018)
- 13. Februar: Markus Bernhard, deutscher Handball- und Basketballspieler († 2002)
- 13. Februar: Jeanne Demessieux, französische Komponistin, Pianistin, Organistin und Pädagogin († 1968)
- 15. Februar: Frank Seno, US-amerikanischer American-Football-Spieler († 1974)
- 16. Februar: Jean Behra, französischer Automobilrennfahrer († 1959)
- 16. Februar: Hua Guofeng, chinesischer Politiker († 2008)
- 17. Februar: Herbert Köfer, deutscher Schauspieler, Moderator, Hörspiel- und Synchronsprecher († 2021) Herbert Köfer

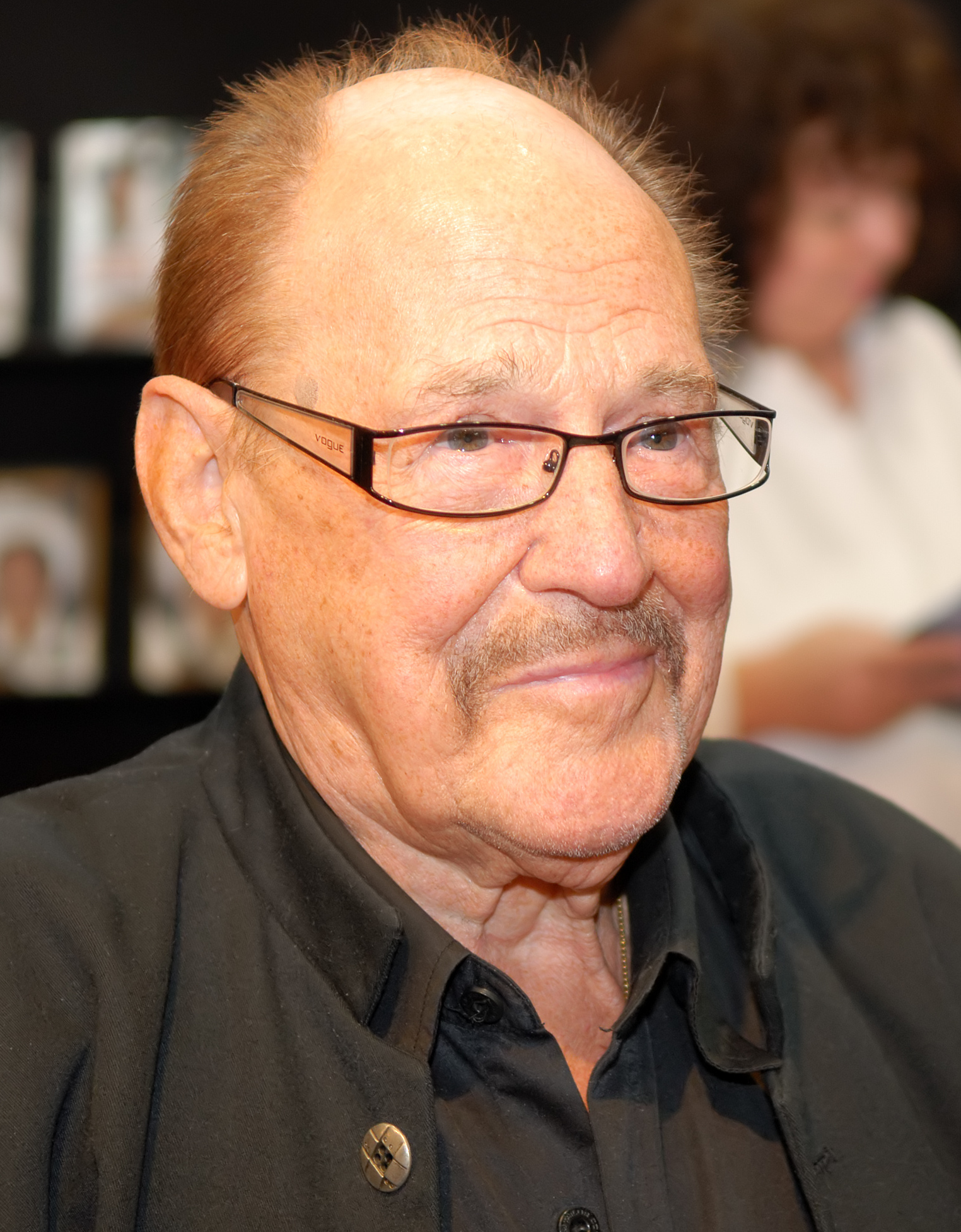
Herbert Köfer

- 19. Februar: Lamberto Antonelli, italienischer Journalist und Autor
- 19. Februar: Len Levy, US-amerikanischer American-Football-Spieler († 1999)
- 19. Februar: Ernie McCoy, US-amerikanischer Automobilrennfahrer († 2001)
- 19. Februar: Claude Pascal, französischer Komponist († 2017)
- 19. Februar: Samuel Cochran Phillips, US-amerikanischer General († 1990)
- 19. Februar: Ann Savage, US-amerikanische Filmschauspielerin († 2008)
- 20. Februar: Les „Carrot Top“ Anderson, US-amerikanischer Country-Musiker († 2001)
- 20. Februar: Robert Knight Andras, kanadischer Unternehmer und Politiker († 1982)
- 20. Februar: Packiam Arokiaswamy, indischer Erzbischof († 2003)
- 20. Februar: Louis Biesbrouck, niederländischer Fußballspieler († 2005)
- 21. Februar: John Ralph Armellino, US-amerikanischer Soldat und Politiker († 2004)
- 21. Februar: Blanche Aubry, schweizerische Schauspielerin († 1986)
- 21. Februar: Antonio María Kardinal Javierre Ortas, Kurienkardinal († 2007)
- 21. Februar: Zdeněk Miler, tschechischer Zeichentrickfilmer († 2011)
- 21. Februar: John Rawls, US-amerikanischer Philosoph († 2002)
- 22. Februar: Sune Andersson, schwedischer Fußballspieler und -trainer († 2002)
- 22. Februar: Jean-Bédel Bokassa, Präsident und später Kaiser der Zentralafrikanischen Republik († 1996)
- 22. Februar: Wayne Booth, US-amerikanischer Literaturwissenschaftler († 2005)
- 22. Februar: Giulietta Masina, italienische Schauspielerin († 1994)
- 23. Februar: Adulf Peter Goop, Liechtensteiner Rechtsberater, Heimatkundler und Mäzen († 2011)
- 24. Februar: Ludvík Aškenazy, tschechischer Schriftsteller, Dramatiker und Drehbuchautor († 1986)
- 24. Februar: Ingvar Lidholm, schwedischer Komponist († 2017)
- 24. Februar: Ludwig Munzinger junior, deutscher Verleger († 2012)
- 24. Februar: Gaston Reiff, belgischer Leichtathlet († 1992)
- 24. Februar: Abe Vigoda, US-amerikanischer Schauspieler († 2016)
- 25. Februar: Rolf Appel, deutscher Chemiker († 2012)
- 27. Februar: Stan Turley, US-amerikanischer Politiker († 2014)
- 28. Februar: Alexander Arendt, deutscher Mediziner († 1986)
- 28. Februar: August Henne, deutscher Forstmann († 2006)
- 28. Februar: Willi Sitte, deutscher bildender Künstler († 2013)

### März
- 01. März: Terence Cooke, Erzbischof von New York und Kardinal († 1983)
- 01. März: Richard Wilbur, US-amerikanischer Dichter und Schriftsteller († 2017)
- 02. März: Lykke Aresin, deutsche Ärztin und Sexualwissenschaftlerin († 2011)
- 02. März: Cornelius Edward Gallagher, US-amerikanischer Politiker († 2018)
- 02. März: Kazimierz Górski, polnischer Fußballspieler und Trainer († 2006) Kazimierz Górski

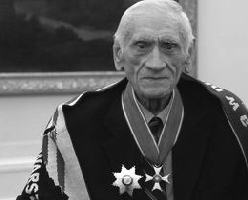
Kazimierz Górski

- 02. März: Ernst Haas, österreichisch-US-amerikanischer Fotograf und Autor († 1986)
- 02. März: Robert Simpson, britischer Komponist († 1997)
- 03. März: Diana Barrymore, US-amerikanische Schauspielerin († 1960)
- 03. März: Paul Guimard, französischer Schriftsteller († 2004)
- 04. März: Halim El-Dabh, US-amerikanischer Sänger, Musikwissenschaftler und -pädagoge ägyptischer Herkunft († 2017)
- 04. März: Ademilde Fonseca, brasilianische Sängerin († 2012)
- 05. März: Berkley Bedell, US-amerikanischer Politiker († 2019)
- 05. März: Günther Neutze, deutscher Schauspieler († 1991)
- 06. März: Hans-Hubertus Bühmann, deutscher Forstwirt und Politiker († 2014)
- 07. März: Franz Mack, deutscher Unternehmer, Gründer des Europa-Parks († 2010)
- 08. März: Alexei Berest, sowjetischer Kosmonaut († 1970)
- 08. März: Denys de La Patellière, französischer Filmregisseur und Drehbuchautor († 2013)
- 08. März: József Romhányi, ungarischer Drehbuchautor, Librettist und Lyriker († 1983)
- 09. März: Evelyn M. Witkin, US-amerikanische Genetikerin († 2023)
- 10. März: Otto Heinrich Kühner, deutscher Schriftsteller († 1996)
- 10. März: Johannes Magerstädt, deutscher Brigadegeneral des Heeres und Unterabteilungsleiter im Bundesnachrichtendienst († 1996)
- 11. März: Emma-Maria Lange, deutsche Puppenmacherin († 2016)
- 11. März: Astor Piazzolla, argentinischer Tangomusiker, Bandoneon-Spieler und Komponist († 1992)
- 11. März: Léopold Reichling, Luxemburger Botaniker und Entomologe († 2009)
- 12. März: Giovanni Agnelli, italienischer Industrieller († 2003)
- 12. März: Gordon MacRae, US-amerikanischer Sänger und Schauspieler († 1986)
- 12. März: Don McCafferty, US-amerikanischer American-Football-Trainer († 1974)
- 12. März: Chet Mutryn, US-amerikanischer American-Football-Spieler († 1995)
- 12. März: Ralph Shapey, US-amerikanischer Dirigent und Komponist († 2002)
- 13. März: Armando Cabrera, dominikanischer Komponist
- 13. März: Al Jaffee, US-amerikanischer Cartoonist († 2023)
- 14. März: Karl Dietrich Adam, deutscher Paläontologe († 2012)
- 14. März: Waldemar Beck, deutscher Ruderer († 2014)
- 14. März: Ulrich Koch, deutscher Bratschist († 1996)
- 15. März: Nikolaus Joachim Lehmann, Informatiker aus der DDR († 1998)
- 16. März: Josef van Eimern, deutscher Forst- und Agrarmeteorologe († 2008)
- 16. März: Anne Truitt, US-amerikanische Bildhauerin des Minimalismus († 2004)
- 17. März: Meir Amit, israelischer General und Direktor des Geheimdienstes Mossad († 2009)
- 18. März: Bartolomeu Anania, rumänischer Schriftsteller und Geistlicher († 2011)
- 18. März: Eilif Armand, norwegischer Schauspieler, Lyriker und Literaturkritiker († 1993)
- 18. März: Hellema, niederländischer Schriftsteller und Widerstandskämpfer († 2005)
- 18. März: Claire Pratt, kanadische Grafikerin, Lyrikerin und Herausgeberin († 1995)
- 19. März: Émile Bongiorni, französischer Fußballspieler († 1949)
- 19. März: Joseph-Marie Trinh Van-Can, Erzbischof von Hanoi und Kardinal († 1990)
- 20. März: Amadou-Mahtar M'Bow, senegalesischer Politiker († 2024)
- 20. März: Rudolf Noelte, deutscher Regisseur († 2002)
- 21. März: Abd as-Salam Muhammad Arif, Staatspräsident des Irak († 1966)
- 21. März: Paco Godia, spanischer Automobilrennfahrer († 1990)
- 21. März: Arthur Grumiaux, belgischer Violinist († 1986)
- 22. März: Johnny Bruck, deutscher Zeichner und Fotolithograf († 1995)
- 22. März: John Gilligan, US-amerikanischer Politiker († 2013)
- 22. März: Nino Manfredi, italienischer Schauspieler († 2004)
- 22. März: Wolfgang Schwenke, deutscher Zoologe, Entomologe und Forstwissenschaftler († 2006)
- 22. März: Edith Teichmann, deutsche Schauspielerin und Synchronsprecherin († 2018)
- 23. März: Donald Campbell, britischer Geschwindigkeitsrekordler († 1967)
- 23. März: Geoffrey Chater, britischer Filmschauspieler († 2021)
- 23. März: Wilma Iggers, tschechisch-US-amerikanische Germanistin († 2025)
- 23. März: Heinz Rox-Schulz, Globetrotter und Abenteurer († 2004)
- 23. März: Gert Fritz Unger, deutscher Schriftsteller († 2005)
- 24. März: Otto Meyer, deutscher Politiker († 2013)
- 24. März: Ken Rudd, britischer Unternehmer und Automobilrennfahrer († 2009)
- 24. März: Wassili Wassiljewitsch Smyslow, russischer Schach-Großmeister († 2010)
- 25. März: Hans Guido Mutke, Jagdflieger in der Luftwaffe († 2004)
- 25. März: Simone Signoret, französische Schauspielerin († 1985)
- 25. März: Trude Simonsohn, jüdische Auschwitz-Überlebende († 2022)
- 25. März: Josef Staribacher, österreichischer Politiker († 2014)
- 27. März: Georges Anderla, französischer Wirtschaftswissenschaftler und Statistiker († 2005)
- 27. März: Paulo Moacyr Barbosa Nascimento, brasilianischer Fußballspieler († 2000)
- 27. März: Toni Berger, deutscher Volksschauspieler († 2005)
- 27. März: Johanna König, deutsche Schauspielerin († 2009)
- 27. März: Phil Chess, US-amerikanischer Plattenproduzent († 2016)
- 28. März: Harold Melvin Agnew, US-amerikanischer Physiker († 2013)
- 28. März: Dirk Bogarde, britischer Schauspieler († 1999)
- 28. März: Herschel Grynszpan, politischer Attentäter, Begründung für Reichspogromnacht (verschollen 1942) Herschel Grynszpan

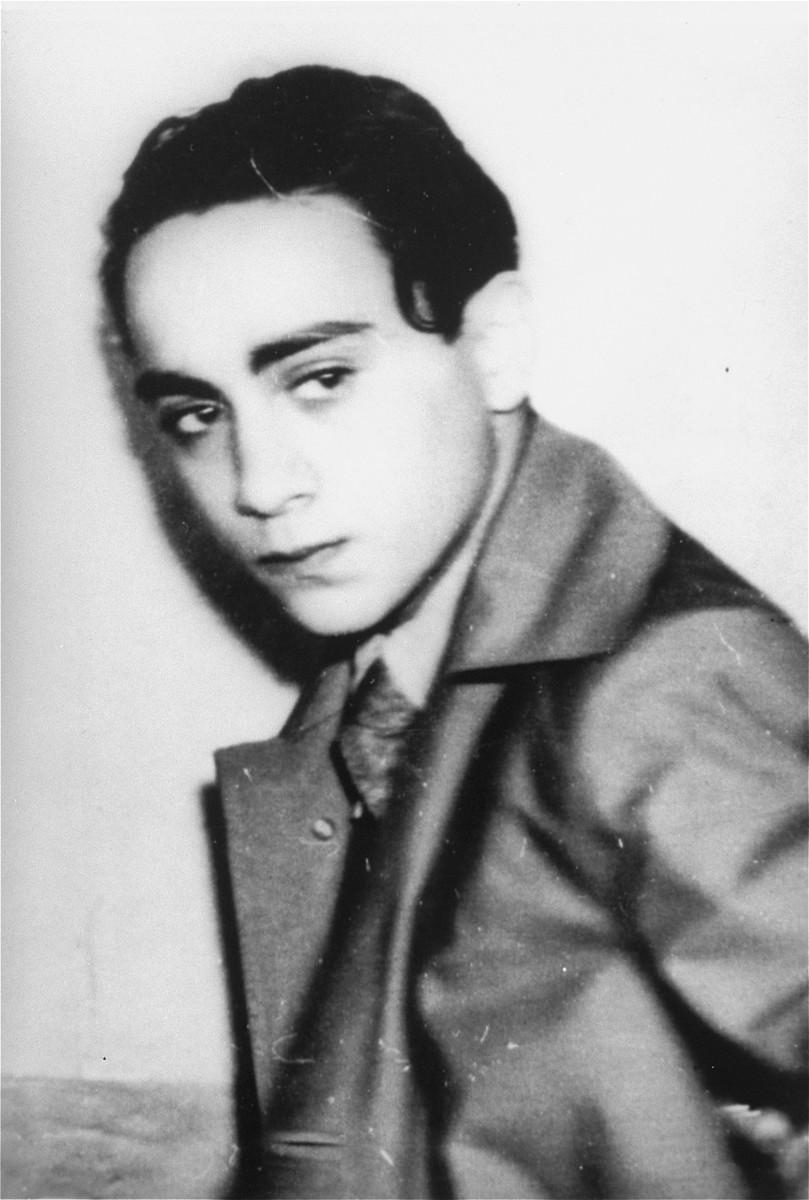
Herschel Grynszpan

- 28. März: Josef Wilhelm, deutscher Generalmajor († 2003)
- 30. März: Aquilino Boyd, panamaischer Diplomat und Politiker († 2004)
- 30. März: Ishii Kan, japanischer Komponist († 2009)
- 30. März: Christa Lehmann, deutsche Schauspielerin († 1992)
- 31. März: Lowell Fulson, US-amerikanischer Blues-Gitarrist und -Sänger († 1999)

### April
- 01. April: Dante Agostini, französischer Schlagzeuger († 1980)
- 01. April: Frederick Fortune, US-amerikanischer Bobfahrer († 1994)
- 01. April: André Stil, französischer Schriftsteller († 2004)
- 02. April: Theodor Herrmann, deutscher Fußballspieler
- 03. April: Franz Geiger, deutscher Drehbuchautor, Regisseur und Schauspieler († 2011)
- 03. April: Jan Sterling, US-amerikanische Bühnen- und Filmschauspielerin († 2004)
- 04. April: Leonhard Mahlein, deutscher Gewerkschafter († 1985)
- 04. April: Hans Schilling, deutscher Architekt († 2009)
- 06. April: Arnold Marquis, deutscher Schauspieler und Synchronsprecher († 1990)
- 06. April: Heinrich Schmid, deutscher Sprachwissenschaftler († 1999)
- 06. April: Christel Schulz, deutsche Leichtathletin († 2014)
- 07. April: Bill Butler, US-amerikanischer Kameramann († 2023)
- 08. April: Franco Corelli, italienischer Sänger (Tenor) († 2003)
- 08. April: Jan Novák, tschechischer Komponist († 1984)
- 09. April: Francesco Adorno, italienischer Hochschullehrer und Philosophiehistoriker († 2010)
- 09. April: Vince Banonis, US-amerikanischer American-Football-Spieler († 2010)
- 09. April: Carlos Pizarro, puerto-ricanischer Sänger († 2000)
- 09. April: Alfred Preißler, deutscher Fußballspieler († 2003)
- 09. April: Hansjürg Steinlin, Schweizer Forstwissenschaftler († 2004)
- 10. April: Chuck Connors, US-amerikanischer Schauspieler († 1992)
- 12. April: Slim Dortch, US-amerikanischer Country- und Rockabilly-Musiker († 2000)
- 12. April: James Dougherty, US-amerikanischer Polizist und erster Ehemann von Marilyn Monroe († 2005)
- 12. April: Frans Krajcberg, brasilianischer Bildhauer und Maler († 2017)
- 12. April: Günter Gerhard Lange, deutscher Typograf und Lehrer († 2008)
- 13. April: Hans Heinrich Thyssen-Bornemisza de Kászon, Schweizer Unternehmer und Kunstsammler († 2002)
- 14. April: Thomas Schelling, US-amerikanischer Ökonom und Nobelpreisträger († 2016)
- 14. April: Gerhard Schürer, deutscher Politiker († 2010)
- 15. April: Georgi Beregowoi, sowjetischer Kosmonaut († 1995)
- 15. April: Ray Poole, US-amerikanischer American-Football-Spieler († 2008)
- 16. April: Víctor Balaguer, spanischer Sänger († 1984)
- 16. April: Alfons M. Dauer, deutscher Musikwissenschaftler und Ethnologe († 2010)
- 16. April: Dieter Korp, deutscher Journalist und Fachbuchautor († 2015)
- 16. April: Wolfgang Leonhard, deutscher Historiker und Autor († 2014)
- 16. April: Peter Ustinov, Schriftsteller, Schauspieler, Regisseur († 2004)

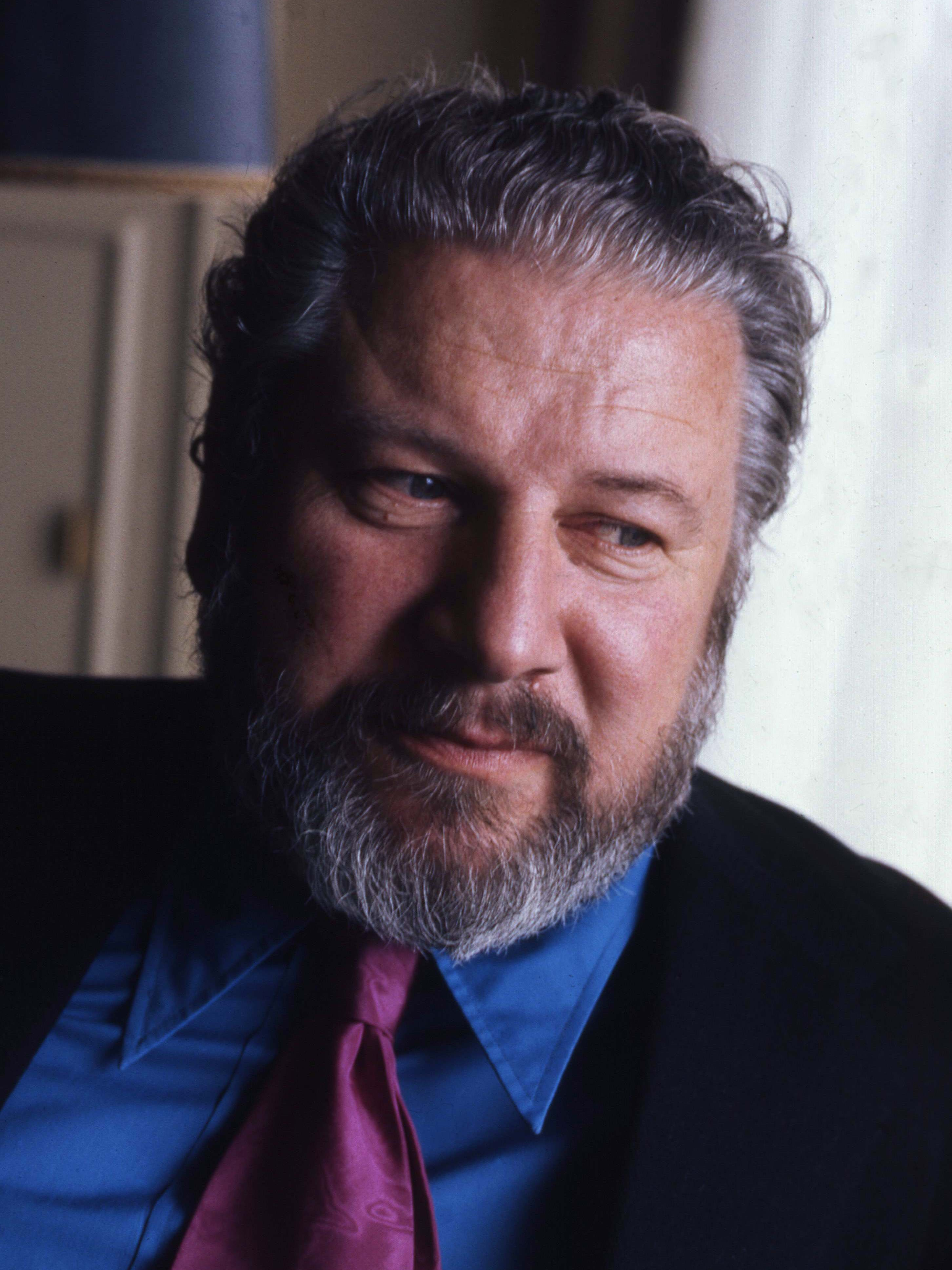
Peter Ustinov (1973)

- 17. April: Sergio Sollima, italienischer Filmregisseur († 2015)
- 18. April: Heinz Werner Hübner, deutscher Journalist († 2005)
- 19. April: Hans Landauer, österreichischer Freiheitskämpfer im Spanischen Bürgerkrieg († 2014)
- 19. April: Reece Shipley, US-amerikanischer Country-Musiker († 1998)
- 19. April: Roberto Kardinal Tucci, Intendant von Radio Vatican († 2015)
- 20. April: Marianne Hediger, Schweizer Schauspielerin († 2017)
- 21. April: Nicolaus Dreyer, deutscher Politiker und MdB († 2003)
- 21. April: Michel Hakim, libanesischer Erzbischof († 2006)
- 21. April: Sieglinde Wagner, österreichische Sängerin († 2003)
- 22. April: Cándido Camero, kubanischer Perkussionist († 2020)
- 22. April: Charles Philip „Gabby“, hawaiischer Steel-Gitarrist († 1980)
- 23. April: Judy Agnew, Gattin des Vizepräsidenten der Vereinigten Staaten, Spiro Agnew († 2012)
- 23. April: Toni Schmücker, deutscher Industriemanager, VW-Vorstandsvorsitzender 1975–1981 († 1996)
- 24. April: Joseph Adetunji Adefarasin, nigerianischer Jurist († 1989)
- 24. April: Gerhard Lusenti, Schweizer Fußballspieler († 1996)
- 25. April: Karel Appel, niederländischer Maler und Mitgründer der Malergruppe „Cobra“ († 2006)
- 26. April: Jimmy Giuffre, US-amerikanischer Jazz-Musiker († 2008)
- 26. April: François Picard, französischer Automobilrennfahrer († 1996)
- 26. April: Horst Schulze, deutscher Schauspieler und Opernsänger († 2018)
- 27. April: Robert Dhéry, französischer Filmschauspieler und Regisseur († 2004)
- 27. April: Hans-Joachim Kulenkampff, deutscher Schauspieler und Fernsehmoderator († 1998)
- 27. April: Pietro Mitolo, Südtiroler Politiker († 2010)
- 27. April: Erwin Ringel, österreichischer Tiefenpsychologe und Neurologe († 1994)
- 28. April: Stana Tomašević, jugoslawische Partisanin, Politikerin und Diplomatin († 1983)
- 30. April: Roger L. Easton, US-amerikanischer Wissenschaftler († 2014)
- 30. April: Pierre Flahault, französischer Automobilrennfahrer († 2016)

### Mai
- 01. Mai: Robert Goldmann, US-amerikanischer Journalist († 2018)
- 01. Mai: Rudolf Rumetsch, deutscher Verwaltungsjurist, Landrat und Ministerialbeamter († 1998)
- 02. Mai: Satyajit Ray, indischer Regisseur († 1992)
- 03. Mai: Vasco Gonçalves, portugiesischer Militäroffizier und Politiker († 2005)
- 03. Mai: Karl-Heinz Spilker, deutscher Politiker, MdB und Schatzmeister der CSU († 2011)
- 04. Mai: Werner Schumacher, deutscher Schauspieler († 2004)
- 05. Mai: May Nilsson, schwedische Skirennläuferin († 2009)
- 05. Mai: Arthur L. Schawlow, US-amerikanischer Physiker († 1999)

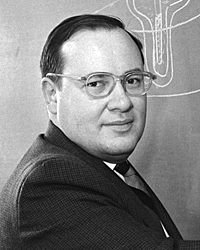
Arthur L. Schawlow

- 06. Mai: Erich Fried, österreichischer Lyriker, Übersetzer und Essayist († 1988)
- 06. Mai: Elizabeth Sellars, britische Schauspielerin († 2019)
- 07. Mai: Georges Harris, belgischer Automobilrennfahrer († 2019)
- 07. Mai: Gaston Rébuffat, französischer Bergsteiger († 1985)
- 08. Mai: Henri Arends, niederländischer Dirigent († 1994)
- 08. Mai: Marie-Madeleine Duruflé, französische Organistin († 1999)
- 09. Mai: Daniel Berrigan, US-amerikanischer Jesuit, Schriftsteller und Friedensaktivist († 2016)
- 09. Mai: Sophie Scholl, deutsche Widerstandskämpferin im Dritten Reich († 1943)
- 10. Mai: Oliver Hassencamp, deutscher Kabarettist, Schauspieler und Autor († 1988)
- 10. Mai: Helmut Walter, deutscher Brigadegeneral, Unterabteilungsleiter im Bundesnachrichtendienst († 2005)
- 11. Mai: Geoffrey Crossley, britischer Automobilrennfahrer († 2002)
- 11. Mai: Herbert Giersch, deutscher Volkswirt († 2010)
- 11. Mai: Hildegard Hamm-Brücher, deutsche Politikerin († 2016)

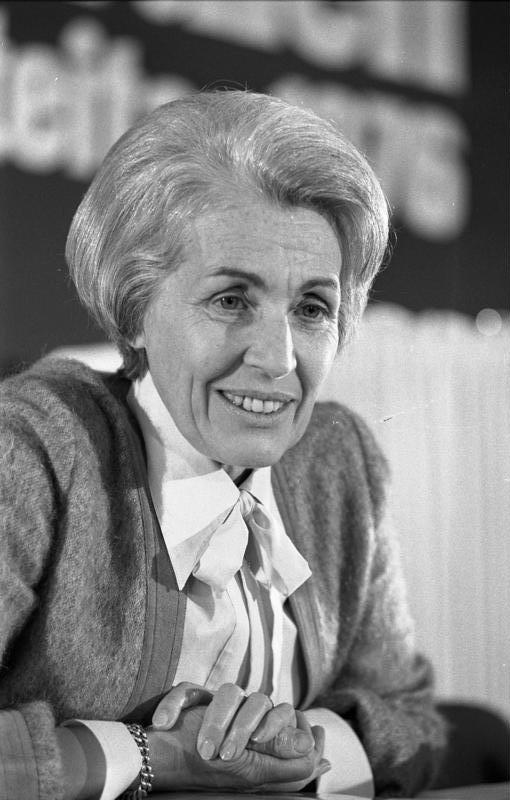
Hildegard Hamm-Brücher, 1976

- 12. Mai: Giovanni Benelli, Erzbischof von Florenz und Kardinal († 1982)
- 12. Mai: Joseph Beuys, deutscher Künstler († 1986) Joseph Beuys (1974)

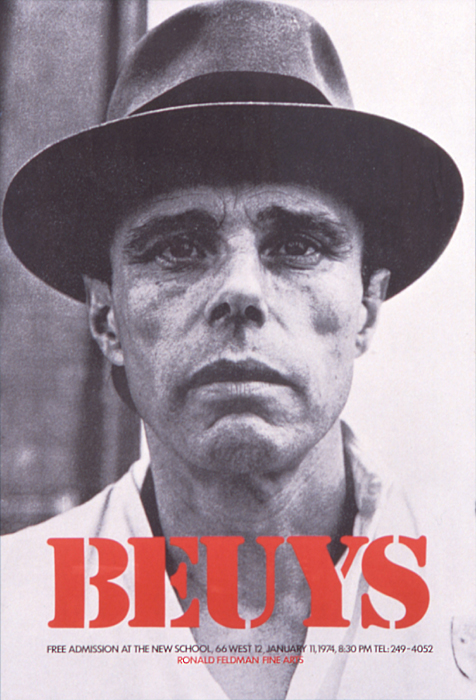
Joseph Beuys (1974)

- 12. Mai: Farley Mowat, kanadischer Schriftsteller († 2014)
- 12. Mai: Narziss Sokatscheff, bulgarischstämmiger Schauspieler († 2006)
- 13. Mai: Terry Fell, US-amerikanischer Country-Musiker († 2007)
- 13. Mai: Wolfgang Jacobeit, deutscher Volkskundler († 2018)
- 13. Mai: Carlos Werner, deutscher Schauspieler († 2016)
- 14. Mai: Hafiz Sabri Koçi, albanischer Theologe († 2004)
- 15. Mai: Čestmír Vycpálek, tschechischer Fußballspieler und -trainer († 2002)
- 16. Mai: Harry Carey junior, US-amerikanischer Filmschauspieler († 2012)
- 16. Mai: Winnie Markus, deutsche Filmschauspielerin († 2002)
- 17. Mai: Dennis Brain, britischer Hornist († 1957)
- 17. Mai: Sigi Feigel, Schweizer Rechtsanwalt, der sich gegen Antisemitismus engagierte († 2004)
- 18. Mai: Olgierd Cecil Zienkiewicz, britischer Mathematiker († 2009)
- 19. Mai: Martha Carson, US-amerikanische Country-Gospel-Musikerin († 2004)
- 19. Mai: Daniel Gélin, französischer Schauspieler († 2002)
- 20. Mai: Erwin Andrä, deutscher Formgestalter und Hochschullehrer († 2022)
- 20. Mai: Wolfgang Borchert, deutscher Schriftsteller († 1947)
- 20. Mai: Karl Dedecius, deutscher Übersetzer († 2016)
- 20. Mai: Aldo Gordini, französischer Automobilrennfahrer († 1995)
- 20. Mai: Hal Newhouser, US-amerikanischer Baseballspieler († 1998)
- 21. Mai: Jean Dewasne, französischer Maler, Bildhauer und Autor († 1999)
- 21. Mai: Andrei Dmitrijewitsch Sacharow, sowjetischer Atomwissenschaftler, Friedensnobelpreisträger († 1989)
- 21. Mai: Adriano Soldini, Schweizer Pädagoge und Schriftsteller († 1989)

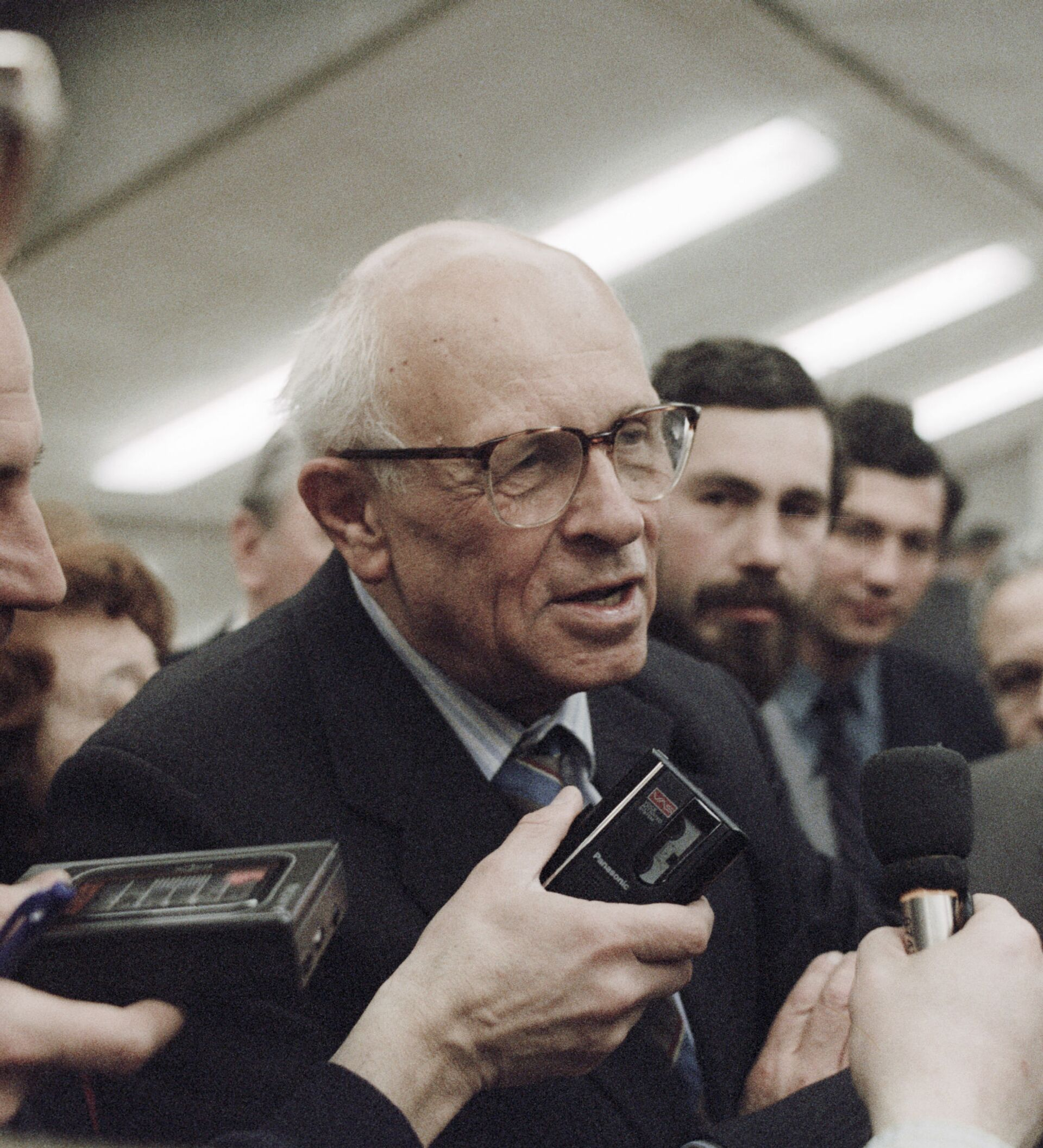
Andrei Sacharow (1989)

- 23. Mai: Walter Baum, deutscher Typograf, Lehrer und Grafiker († 2007)
- 23. Mai: James Blish, US-amerikanischer Science-Fiction-Schriftsteller († 1975)
- 23. Mai: Humphrey Lyttelton, britischer Jazzmusiker und Autor († 2008)
- 23. Mai: Grigori Tschuchrai, sowjetischer Filmregisseur († 2001)
- 24. Mai: Doreen Hall, kanadische Geigerin († 2025)
- 25. Mai: Hal David, US-amerikanischer Popmusik-Texter († 2012)
- 25. Mai: Jack Steinberger, US-amerikanischer Physiker († 2020)
- 26. Mai: Hildegard Koop, deutsche Turnerin († 2008)
- 26. Mai: Walter Laqueur, US-amerikanischer Historiker († 2018)
- 27. Mai: Charles Gates Jr., US-amerikanischer Geschäftsmann und Philanthrop († 2005)
- 27. Mai: Harry G. Haskell, US-amerikanischer Politiker († 2020)
- 28. Mai: Heinz Günther Konsalik, deutscher Schriftsteller († 1999)
- 28. Mai: Edwin Koller, Schweizer Politiker († 2005)
- 28. Mai: Bill Paschal, US-amerikanischer American-Football-Spieler († 2003)
- 29. Mai: Alessandro Bausani, italienischer Iranist, Islamwissenschaftler und Sprachwissenschaftler († 1988)
- 30. Mai: Frank Kilroy, US-amerikanischer American-Football-Spieler († 2007)

### Juni
- 01. Juni: Nelson Riddle, US-amerikanischer Komponist und Bigband-Leader († 1985)
- 01. Juni: Albert Tepper, US-amerikanischer Komponist und Musikpädagoge († 2010)
- 03. Juni: Charlie Aldrich, US-amerikanischer Country-Musiker, Gitarrist und Komponist († 2015)
- 03. Juni: Eberhard Schlotter, deutscher Maler und Grafiker († 2014)
- 04. Juni: Bobby Wanzer, US-amerikanischer Basketballspieler († 2016)
- 06. Juni: Horst-Gregorio Canellas, deutscher Fußballfunktionär († 1999)
- 07. Juni: Tal Farlow, US-amerikanischer Jazz-Gitarrist († 1998) Tal Farlow

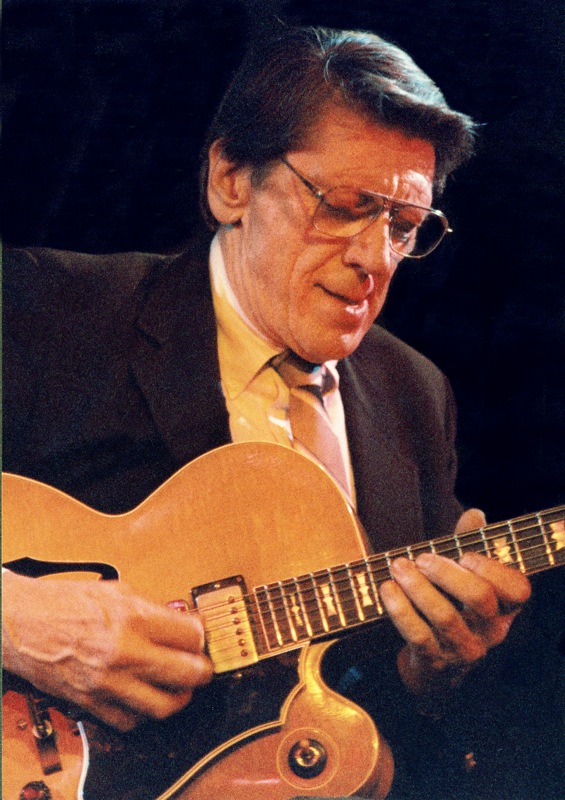
Tal Farlow

- 07. Juni: Bernard Lown, US-amerikanischer Kardiologe und Aktivist († 2021)
- 07. Juni: Hans Oswald, deutscher Fußballspieler
- 08. Juni: Antanas Mončys, litauischer Bildhauer († 1993)
- 08. Juni: Anneliese Overbeck, deutsche Malerin und Grafikerin († 2004)
- 08. Juni: Ivan Southall, australischer Jugend- und Sachbuchautor († 2008)
- 08. Juni: Suharto, indonesischer General und Politiker († 2008) Suharto

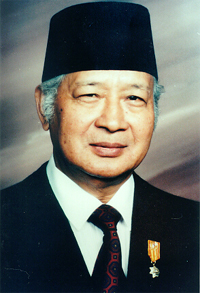
Suharto

- 10. Juni: Sergio Victor Arellano Stark, chilenischer Generalmajor († 2016)
- 10. Juni: Philip, Duke of Edinburgh, Ehemann der britischen Königin Elisabeth II. († 2021)
- 10. Juni: Kåre Fuglesang, norwegischer Geiger und Musikpädagoge († 2000)
- 10. Juni: Jean Robic, französischer Radrennfahrer († 1980)
- 10. Juni: Hans Rotta, deutscher Verleger, Herausgeber, Redakteur und Biologe († 2008)
- 10. Juni: Garry Walberg, US-amerikanischer Schauspieler († 2012)
- 11. Juni: Hans Detlev Becker, deutscher Journalist († 2014)
- 11. Juni: Waltrud Will-Feld, deutsche Politikerin († 2013)
- 12. Juni: Hans Carl Artmann, österreichischer Dichter († 2000)
- 12. Juni: Heinz Weiss, deutscher Schauspieler († 2010)
- 12. Juni: Johan Witteveen, niederländischer Politiker und Geschäftsführender Direktor des IWF († 2019)
- 14. Juni: Samuel C. Ashcroft, US-amerikanischer Pionier der Blindenschrift († 2006)
- 14. Juni: Hans Stark, SS-Unterscharführer († 1991)
- 15. Juni: Erroll Garner, US-amerikanischer Komponist und Pianist († 1977)
- 15. Juni: Heinz Kaminski, deutscher Chemieingenieur und Weltraumforscher († 2002)
- 16. Juni: Olav Hodne, norwegischer Missionar und Autor († 2009)
- 16. Juni: Gustav Just, Journalist in der DDR († 2011)
- 17. Juni: William Anderson, US-amerikanischer Marineoffizier, Entdeckungsreisender und Politiker († 2007)
- 17. Juni: Tony Scott, US-amerikanischer Jazzmusiker (Klarinette, Saxophon, Electronics, Komposition) († 2007)
- 18. Juni: Chaya Arbel, israelische Komponistin († 2006)
- 19. Juni: Louis Jourdan, französischer Schauspieler († 2015)
- 20. Juni: Matilde Rosa Araújo, portugiesische Schriftstellerin († 2010)
- 20. Juni: Pancho Segura, Tennisspieler aus Ecuador († 2017)
- 21. Juni: Gebhard Büchel, Liechtensteiner Zehnkämpfer
- 21. Juni: Helmut Heißenbüttel, deutscher Schriftsteller († 1996)
- 21. Juni: Judy Holliday, US-amerikanische Schauspielerin († 1965)

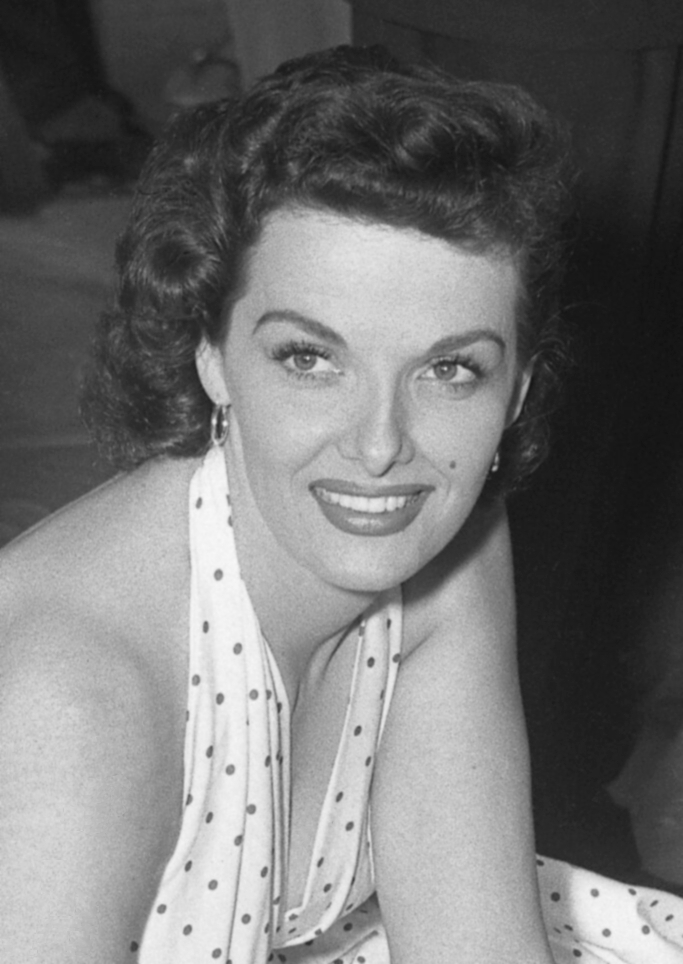
Jane Russell, 1953

- 21. Juni: Jane Russell, US-amerikanische Schauspielerin († 2011)
- 23. Juni: Paul Findley, US-amerikanischer Politiker († 2019)
- 24. Juni: Hans Geissberger, Schweizer Bildhauer und Maler († 1999)
- 24. Juni: Gerhard Sommer, deutscher SS-Untersturmführer († 2019)
- 25. Juni: Celia Franca, kanadische Balletttänzerin und Choreographin († 2007)
- 25. Juni: Heinrich Windelen, deutscher Politiker († 2015)
- 26. Juni: Antje Ruge, deutsche Schauspielerin († 2006)
- 27. Juni: Yusuf Atılgan, türkischer Schriftsteller († 1989)
- 27. Juni: Muriel Pavlow, britische Filmschauspielerin († 2019)
- 27. Juni: Roy Schechter, US-amerikanischer Flieger und Automobilrennfahrer († 2016)
- 28. Juni: Peter Dubovský, slowakischer Weihbischof († 2008)
- 28. Juni: P. V. Narasimha Rao, indischer Politiker († 2004)
- 29. Juni: Reinhard Mohn, deutscher Unternehmer, Verleger († 2009) Reinhard Mohn, 2008

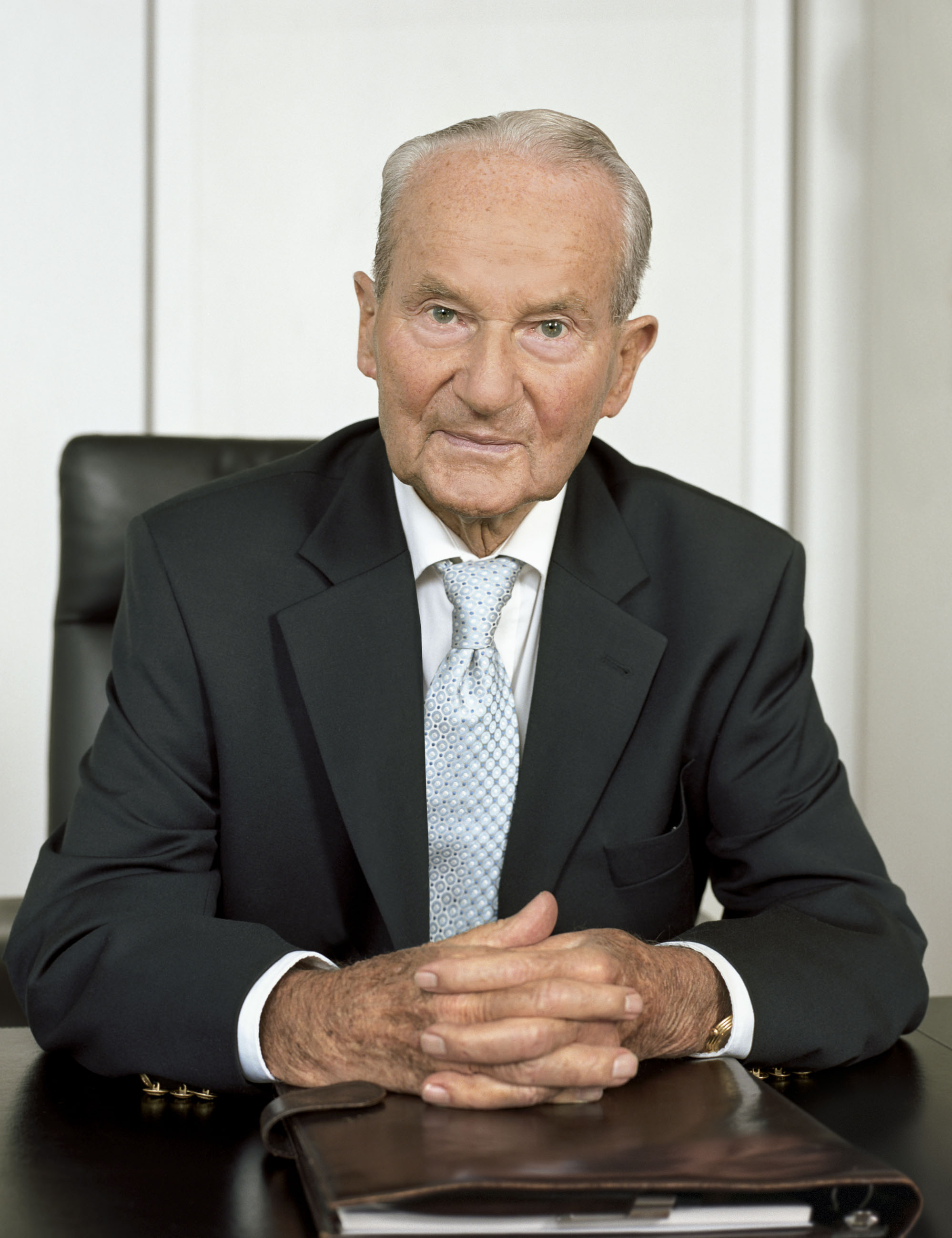
Reinhard Mohn, 2008

- 29. Juni: Heinz Rath, deutscher Fußballspieler
- 29. Juni: George Reed, US-amerikanischer Automobilrennfahrer († 1991)
- 29. Juni: Harry Schell, US-amerikanischer Automobilrennfahrer († 1960)
- 30. Juni: Oswaldo López Arellano, honduranischer Präsident († 2010)
- 30. Juni: Pierre Labric, französischer Organist, Komponist und Musikpädagoge

### Juli
- 01. Juli: François Abou Mokh, syrischer Kurienbischof († 2006)
- 01. Juli: Seretse Khama, erster Präsident von Botswana († 1980)
- 03. Juli: Leo Navratil, österreichischer Psychiater († 2006)
- 04. Juli: Gérard Debreu, französischer Wirtschaftswissenschaftler und Nobelpreisträger († 2004)
- 04. Juli: Tibor Varga, ungarischer Violinist, Dirigent und Pädagoge († 2003)
- 05. Juli: Hugo Staudinger, deutscher Historiker und Wissenschaftstheoretiker († 2004)
- 06. Juli: Charles A. Ferguson, US-amerikanischer Sprachwissenschaftler († 1998)
- 06. Juli: Nancy Reagan, US-amerikanische Schauspielerin und First Lady († 2016) Nancy Reagan

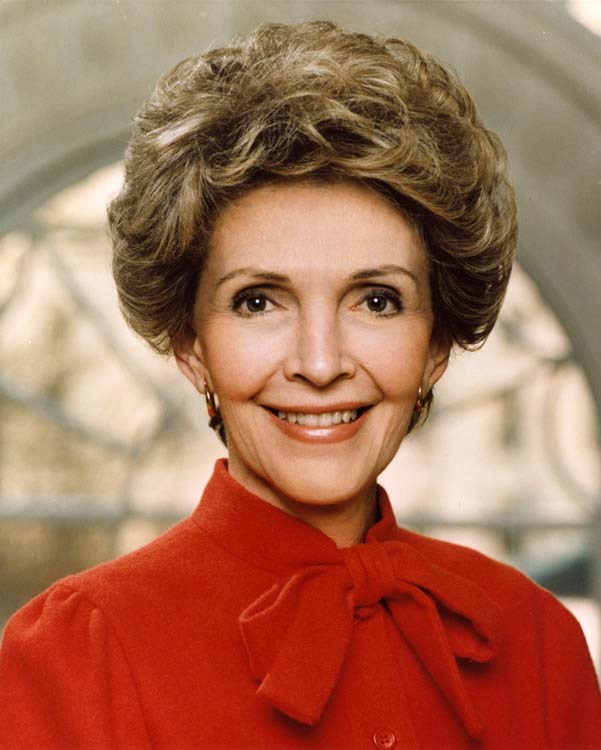
Nancy Reagan

- 07. Juli: Rollo Gebhard, deutscher Einhandsegler, Autor und Tierschützer († 2013)
- 07. Juli: Adolf von Thadden, deutscher Politiker († 1996)
- 07. Juli: Stanisław Wisłocki, polnischer Komponist, Dirigent und Musikpädagoge († 1998)
- 08. Juli: Arturo Gatica, chilenischer Sänger († 1996)
- 08. Juli: John Money, neuseeländischer Psychologe und Sexualforscher († 2006)
- 08. Juli: Edgar Morin, französischer Soziologe und Philosoph
- 08. Juli: Frank Prihoda, australischer Skirennläufer († 2022)
- 09. Juli: Hans-Joachim Reiche, deutscher Journalist († 2005)
- 10. Juli: Harvey Ball, US-amerikanischer Grafikdesigner († 2001)
- 10. Juli: Jake LaMotta, US-amerikanischer Mittelgewichtsboxer († 2017)
- 10. Juli: Jock Lawrence, britischer Automobilrennfahrer († 1998)
- 10. Juli: Eunice Shriver, Aktivistin für Behinderte († 2009)
- 11. Juli: Ilse Werner, deutsche Schauspielerin († 2005) Ilse Werner, 1961

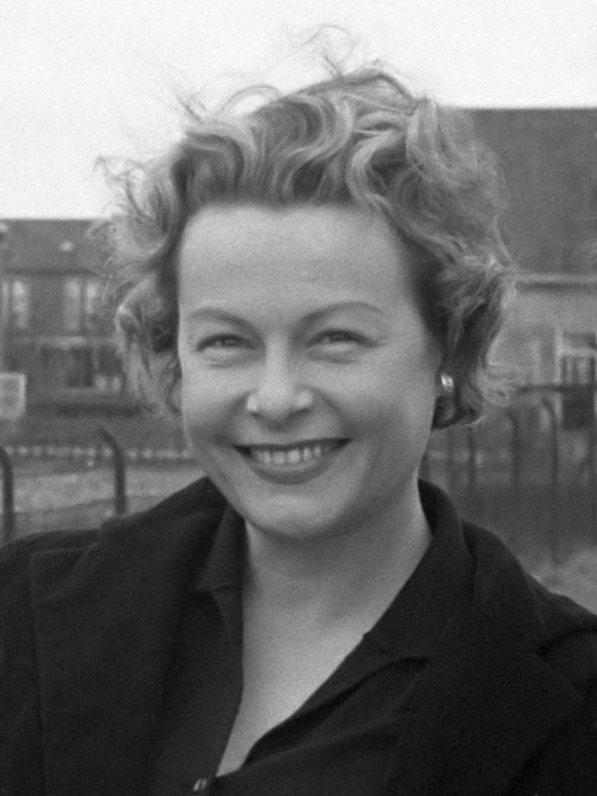
Ilse Werner, 1961

- 12. Juli: Peter Edel, deutscher Grafiker und Schriftsteller († 1983)
- 13. Juli: Ernest Gold, US-amerikanischer Komponist österreichischer Herkunft († 1999)
- 13. Juli: Friedrich Peter, österreichischer Politiker († 2005)
- 14. Juli: Sir Geoffrey Wilkinson, britischer Chemiker († 1996)
- 15. Juli: Jack Beeson, US-amerikanischer Komponist († 2010)
- 15. Juli: Manolo Fábregas, mexikanischer Schauspieler, Regisseur und Filmproduzent spanischer Herkunft († 1996)
- 15. Juli: Jean Heywood, britische Schauspielerin († 2019)
- 16. Juli: Ernst Beyeler, Schweizer Künstler († 2010)
- 17. Juli: Burnu Acquanetta, US-amerikanische Schauspielerin († 2004)
- 17. Juli: Louis Lachenal, französischer Alpinist († 1955)
- 17. Juli: Bernard Morel, Schweizer evangelischer Geistlicher und Hochschullehrer († 1996)
- 17. Juli: Lito Peña, puerto-ricanischer Saxophonist, Bandleader, Komponist und Arrangeur († 2002)
- 18. Juli: Aaron T. Beck, US-amerikanischer Psychiater und Psychotherapeut († 2021)
- 18. Juli: Heinz Bennent, deutscher Schauspieler († 2011)
- 18. Juli: John Glenn, US-amerikanischer Testpilot, Astronaut und Politiker († 2016)
- 18. Juli: Richard Leacock, britischer Regisseur und Kameramann von Dokumentarfilmen († 2011)
- 18. Juli: Hans Conrad Leipelt, deutscher Student und Mitglied der Weißen Rose († 1945)
- 18. Juli: Werner Lindenmaier, deutscher Jurist († 2005)
- 19. Juli: Bertil Antonsson, schwedischer Ringer († 2006)
- 19. Juli: Harold Camping, US-amerikanischer Radioprediger († 2013)
- 19. Juli: Laurence Mitchell, britischer Automobilrennfahrer († 2009)
- 19. Juli: André Moynet, französischer Flieger im Zweiten Weltkrieg, Politiker und Automobilrennfahrer († 1993)
- 19. Juli: Rosalyn Sussman Yalow, US-amerikanische Physikerin und Nobelpreisträgerin († 2011)
- 20. Juli: Désiré Dondeyne, französischer Komponist und Dirigent († 2015)
- 20. Juli: Mercedes Pardo, venezolanische Malerin († 2005)
- 21. Juli: James Cooke Brown, US-amerikanischer Soziologe und Science-Fiction-Autor († 2000)
- 21. Juli: Ted Schroeder, US-amerikanischer Tennisspieler († 2006)
- 21. Juli: Werner Schubert-Deister, deutscher Maler und Bildhauer († 1991)
- 22. Juli: Rudolf Diwald, österreichischer Tischtennisspieler († 1952)
- 22. Juli: William V. Roth, US-amerikanischer Politiker († 2003)
- 23. Juli: Robert Brown, britischer Schauspieler († 2003)
- 24. Juli: Giuseppe Di Stefano, italienischer Opernsänger (Tenor) († 2008)
- 25. Juli: Adolph Herseth, US-amerikanischer Trompeter († 2013)
- 25. Juli: Paul Watzlawick, österreichischer Psychotherapeut und Autor († 2007)
- 26. Juli: Amedeo Amadei, italienischer Fußballspieler und -trainer († 2013)
- 26. Juli: Heinrich Graf von Einsiedel, deutscher Politiker, MdB († 2007)
- 26. Juli: Karin Hertz, deutsche Bildhauerin († 2017)
- 27. Juli: Eugenio Coseriu, Romanist und Allgemeiner Sprachwissenschaftler († 2002)
- 27. Juli: Émile Genest, kanadischer Schauspieler und Komödiant († 2003)
- 27. Juli: Karl Ernst Tielebier-Langenscheidt, deutscher Verleger
- 29. Juli: Chris Marker, französischer Schriftsteller, Fotograf und Dokumentarfilmer († 2012)
- 31. Juli: Peter Benenson, britischer Anwalt, Gründer von Amnesty international († 2005)
- 31. Juli: Wladimir Keilis-Borok, russischer Geophysiker und Erdbebenforscher († 2013)
- 31. Juli: Margarita Luna García, dominikanische Pianistin und Komponistin († 2016)
- 31. Juli: Donald Malarkey, US-amerikanischer Fallschirmjäger († 2017)
- 31. Juli: Albertas Vesčiūnas, litauischer Maler und Graphiker († 1976)

### August
- 01. August: Jack Kramer, US-amerikanischer Tennisspieler († 2009)
- 02. August: Rudi Michel, deutscher Sportjournalist († 2008)
- 02. August: Erwin Wenzl, österreichischer Politiker († 2005)
- 03. August: Richard Adler, US-amerikanischer Komponist und Liedtexter († 2012)
- 03. August: Frank De Felitta, US-amerikanischer Schauspieler und Drehbuchautor († 2016)
- 03. August: Marilyn Maxwell, US-amerikanische Schauspielerin († 1972)
- 04. August: Herb Ellis, US-amerikanischer Jazzmusiker († 2010)
- 04. August: Maurice Richard, kanadischer Eishockeyspieler († 2000)
- 06. August: Buddy Collette, US-amerikanischer Jazz-Musiker († 2010)
- 06. August: Albert Fiege, deutscher Politiker († 2016)
- 07. August: René Alain, kanadischer Akkordeonist († 1968)
- 07. August: Karel Husa, US-amerikanischer Komponist und Professor († 2016)
- 08. August: Roger Nixon, US-amerikanischer Komponist und Musikpädagoge († 2009)
- 08. August: Webb Pierce, US-amerikanischer Country-Sänger († 1991)
- 08. August: Esther Williams, US-amerikanische Schauspielerin († 2013)
- 09. August: Lola Bobesco, belgische Geigerin rumänischer Herkunft († 2003)
- 09. August: John James Exon, US-amerikanischer Politiker († 2005)
- 10. August: John Archer, britischer Sprinter († 1997)
- 10. August: Agnes Giebel, deutsche Sopranistin († 2017)
- 11. August: Boris Bunejew, sowjetischer Filmregisseur († 2015)
- 11. August: Mike Douglas, US-amerikanischer Entertainer († 2006)
- 11. August: Alex Haley, US-amerikanischer Schriftsteller († 1992)
- 11. August: Frederick Mayer, deutscher Pädagoge, Hochschullehrer, Autor († 2006)
- 11. August: Carl Möhner, österreichischer Schauspieler und Maler († 2005)
- 12. August: Martin Appelfeller, deutscher Generalmajor († 2001)
- 13. August: Raúl Matas, chilenischer Journalist und Moderator († 2004)
- 13. August: Engelbert Niebler, Richter des Bundesverfassungsgerichts († 2006)
- 13. August: Imre Sarkadi, ungarischer Schriftsteller († 1961)
- 14. August: Julia Hartwig, polnische Dichterin und Übersetzerin († 2017)
- 14. August: Giorgio Strehler, italienischer Regisseur († 1997)
- 15. August: Eckart Afheldt, deutscher Militär († 1999)
- 16. August: Hans Karl Otto Asplund, schwedischer Architekt († 1994)
- 16. August: Christa Cremer, deutsche Malerin und Grafikerin († 2010)
- 16. August: Avrahm Galper, kanadischer Klarinettist und Musikpädagoge († 2004)
- 16. August: Max Thurian, Schweizer Theologe († 1996)
- 16. August: Dick Wildung, US-amerikanischer American-Football-Spieler († 2006)
- 17. August: Geoffrey Rudolph Elton, britischer Historiker deutscher Herkunft († 1994)
- 17. August: Walter Koschatzky, österreichischer Kunsthistoriker († 2003)
- 19. August: Jonas Algirdas Antanaitis, litauischer Politiker († 2018)
- 19. August: Gene Roddenberry, Drehbuchautor, Fernseh- und Filmproduzent († 1991) Gene Roddenberry, 1976

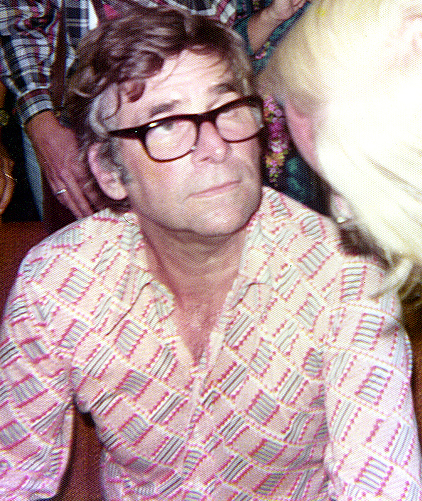
Gene Roddenberry, 1976

- 20. August: Leonid Wiktorowitsch Afanassjew, sowjetischer Komponist († 1995)
- 20. August: Jürgen Kieser, deutscher Comic-Zeichner, Werbegrafiker und Karikaturist († 2019)
- 21. August: Wolfgang Heyl, deutscher Politiker († 2014)
- 22. August: Michael Yeats, irischer Politiker (Fianna Fáil) († 2007)
- 23. August: Kenneth Arrow, US-amerikanischer Ökonom († 2017)
- 23. August: Franco Ossola, italienischer Fußballspieler († 1949)
- 24. August: Schuyler Carron, US-amerikanischer Bobsportler († 1964)
- 24. August: Ercole Rabitti, italienischer Fußballspieler und -trainer († 2009)
- 24. August: Sam Tingle, rhodesischer Automobilrennfahrer († 2008)
- 25. August: Walter Achenbach, deutscher Mediziner († 2015)
- 25. August: Monty Hall, kanadischer Showmaster und Fernsehproduzent († 2017)
- 25. August: Brian Moore, Schriftsteller und Drehbuchautor († 1999)
- 26. August: Shimshon Avraham Amitsur, israelischer Mathematiker († 1994)
- 26. August: Ben Bradlee, US-amerikanischer Journalist, Vizepräsident der Washington Post († 2014)
- 26. August: Maxime A. Faget, US-amerikanischer NASA-Raumfahrttechniker († 2004) Maxime Faget

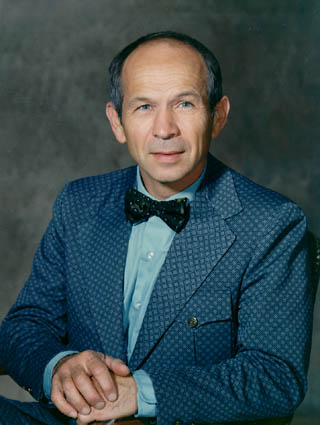
Maxime Faget

- 27. August: Gerhard Kander, kanadischer Geiger († 2008)
- 27. August: Leo Penn, US-amerikanischer Filmregisseur, Schauspieler, Drehbuchautor und Filmproduzent († 1998)
- 27. August: Karel Ptáčník, tschechischer Schriftsteller († 2002)
- 27. August: Manuel Rueda, dominikanischer Schriftsteller und Pianist († 1999)
- 28. August: Fernando Fernán Gómez, spanischer Schauspieler und Regisseur († 2007)
- 28. August: Barbro Hiort af Ornäs, schwedische Schauspielerin († 2015)
- 28. August: Fred Weyrich, deutscher Musikproduzent, Schlagertexter und Sänger († 1999)
- 29. August: Iris Apfel, US-amerikanische Geschäftsfrau († 2024)
- 29. August: Gerhard Grüneberg, SED-Funktionär († 1981)
- 29. August: Erni Singerl, bayerische Volksschauspielerin († 2005)
- 31. August: Hermann Vetter, deutscher Fußballspieler

### September
- 01. September: Dieter Ahlers, deutscher Jurist († 2009)
- 01. September: Willem Frederik Hermans, niederländischer Schriftsteller († 1995)
- 01. September: Kurt Hübner, deutscher Philosoph († 2013)
- 01. September: Daphne Park, Baroness Park of Monmouth, britische Politikerin und Diplomatin († 2010)
- 02. September: Ernst Balluf, österreichischer Maler und Grafiker († 2008)
- 03. September: John Aston, englischer Fußballspieler († 2003)
- 03. September: Henry Bellmon, US-amerikanischer Politiker († 2009)
- 03. September: Luigi Bühler, Schweizer Schachproblemkomponist († 2004)
- 03. September: Thurston Dart, englischer Cembalist, Dirigent und Musikpädagoge († 1971)
- 03. September: Ruth Orkin, US-amerikanische Photographin und Filmemacherin († 1985)
- 04. September: Ariel Ramírez, argentinischer Komponist († 2010)
- 04. September: Herbert Weicker, deutscher Schauspieler und Synchronsprecher († 1997)
- 05. September: Karl Decker, österreichischer Fußballspieler und Trainer († 2005)
- 05. September: Jack Valenti, langjähriger Präsident der Motion Picture Association of America († 2007)
- 06. September: Carmen Laforet, spanische Schriftstellerin († 2004)
- 08. September: Hans Ulrich Engelmann, deutscher Komponist († 2011)
- 08. September: Victor Razafimahatratra, Erzbischof von Antananarivo und Kardinal († 1993)
- 09. September: Solomon Konstantinowitsch Apt, russischer Übersetzer († 2010)
- 09. September: Andrzej Dobrowolski, polnischer Komponist und Musikpädagoge († 1990)
- 10. September: Alfred Bengsch, katholischer Bischof und Kardinal († 1979)
- 11. September: Myqerem Fuga, albanischer Politiker († 2003)
- 11. September: Bruno Moravetz, deutscher Sportreporter († 2013)
- 11. September: Ydnekachew Tessema, äthiopischer Fußballspieler und Sportfunktionär († 1987)

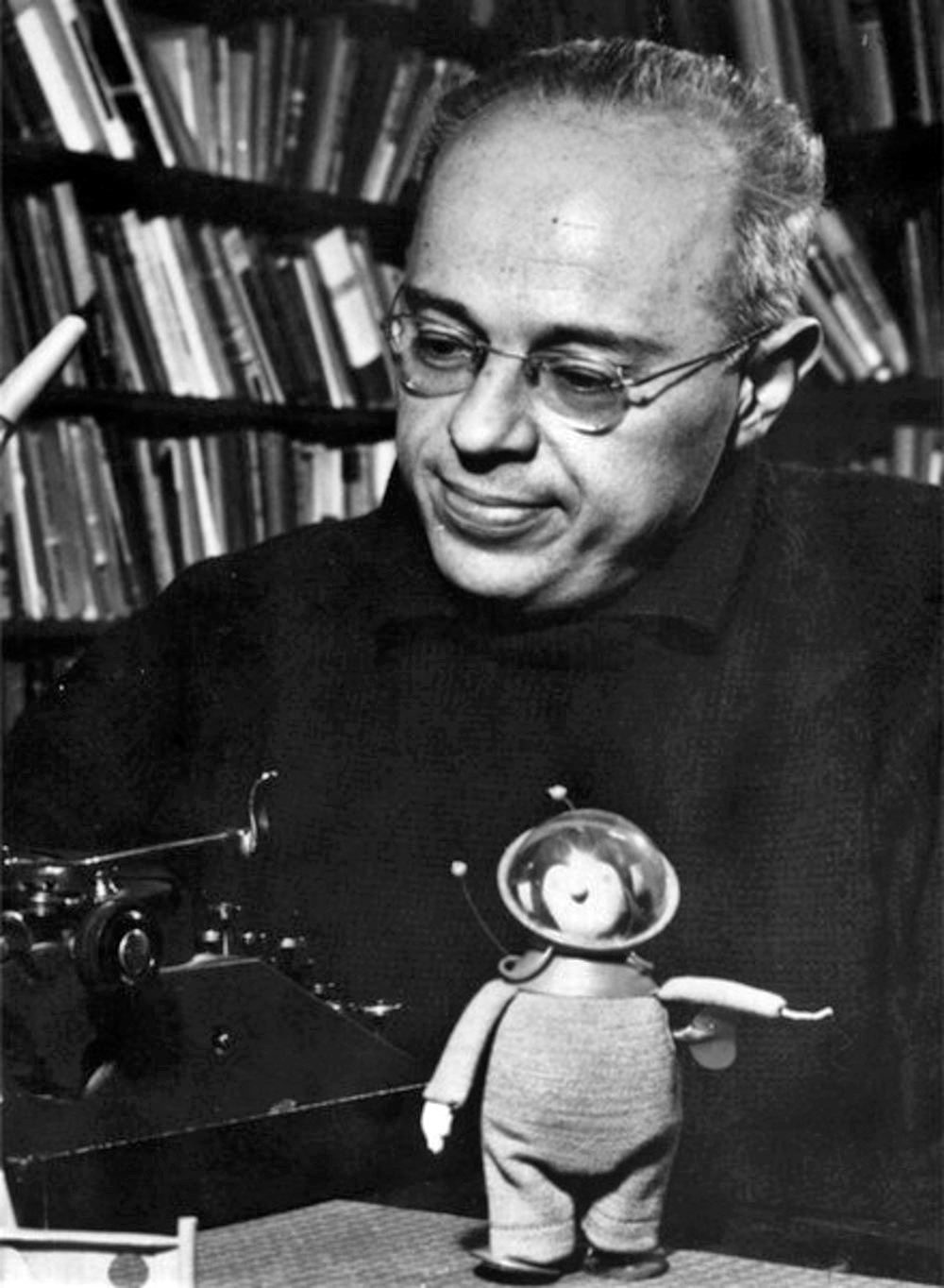
Stanisław Lem

- 12. September: Stanisław Lem, polnischer Philosoph, Essayist und Science-Fiction-Autor († 2006)
- 14. September: Erhard Agricola, deutscher Sprachwissenschaftler und Schriftsteller († 1995)
- 14. September: Paulo Evaristo Kardinal Arns, brasilianischer Bischof († 2016)
- 14. September: Helmut Bantz, deutscher Turner († 2004)
- 15. September: Henry H. Arnhold, US-amerikanischer Bankier († 2018)
- 15. September: Snooky Pryor, US-amerikanischer Blues-Sänger und Mundharmonikaspieler († 2006)
- 16. September: Jon Hendricks, US-amerikanischer Jazz-Sänger († 2017)
- 17. September: Virgilio Barco Vargas, Politiker und Präsident der Republik Kolumbien († 1997)
- 17. September: Roger H. Zion, US-amerikanischer Politiker († 2019)
- 18. September: Nermin Abadan-Unat, deutsch-türkische Soziologin und Frauenforscherin
- 18. September: Kamal Hasan Ali, ägyptischer General, Politiker und Premierminister († 1993)
- 19. September: Paulo Freire, brasilianischer Pädagoge, Jurist, Historiker, Philosoph († 1997)
- 20. September: Carlo Parola, italienischer Fußballspieler und -trainer († 2000)
- 21. September: Chico Hamilton, US-amerikanischer Jazzmusiker und -komponist († 2013)
- 22. September: Wolfgang Arnold, österreichischer Schriftsteller († 1998)
- 22. September: Ian Raby, britischer Automobilrennfahrer († 1967)
- 23. September: Ernst Naumann, deutscher Verleger († 2004)
- 25. September: Jacques Martin, französischer Comiczeichner († 2010)
- 25. September: Ann-Charlott Settgast, deutsche Schriftstellerin († 1988)
- 26. September: Hellmut Arnold, deutscher Offizier
- 26. September: Cyprian Ekwensi, nigerianischer Schriftsteller († 2007)
- 26. September: Tivadar Kardos, ungarischer Schachproblemkomponist († 1998)
- 27. September: Gonzague Olivier, französischer Automobilrennfahrer und Bootsbauer († 2013)
- 27. September: John Malcolm Patterson, US-amerikanischer Politiker († 2021)
- 29. September: Wolfgang Mischnick, deutscher Politiker und Bundesminister († 2002)
- 29. September: Otto Prokop, österreichischer Anatom und Gerichtsmediziner († 2009)

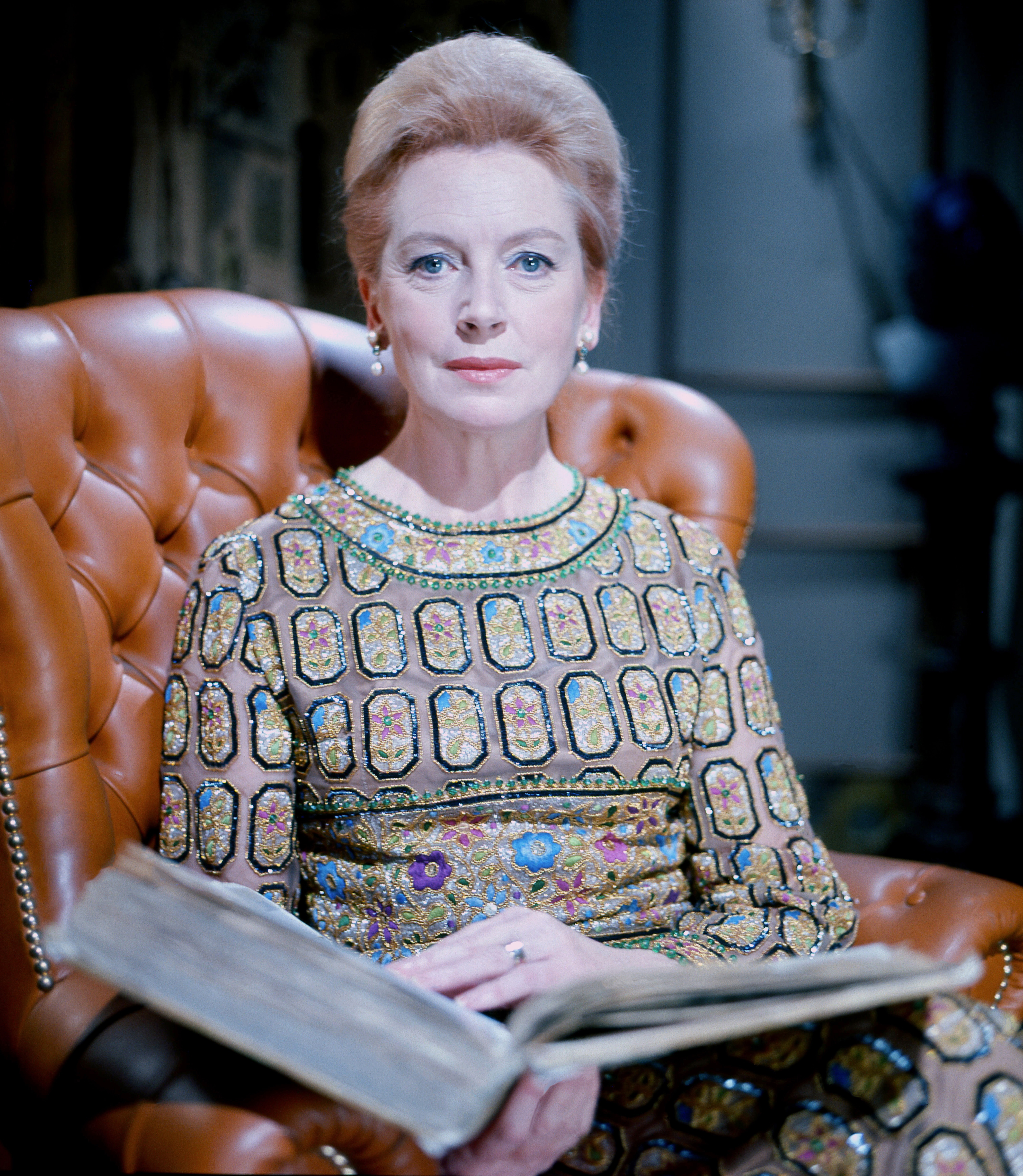
Deborah Kerr

- 30. September: Deborah Kerr, US-amerikanische Schauspielerin († 2007)
- 30. September: Leo Mülfarth, deutscher Autor und Hochschullehrer († 2009)
- 30. September: Stanisław Nagy, polnischer Theologe und Kardinal († 2013)

### Oktober
- 02. Oktober: Peter Florin, deutscher Politiker († 2014)
- 02. Oktober: Mike Nazaruk, US-amerikanischer Automobilrennfahrer († 1955)

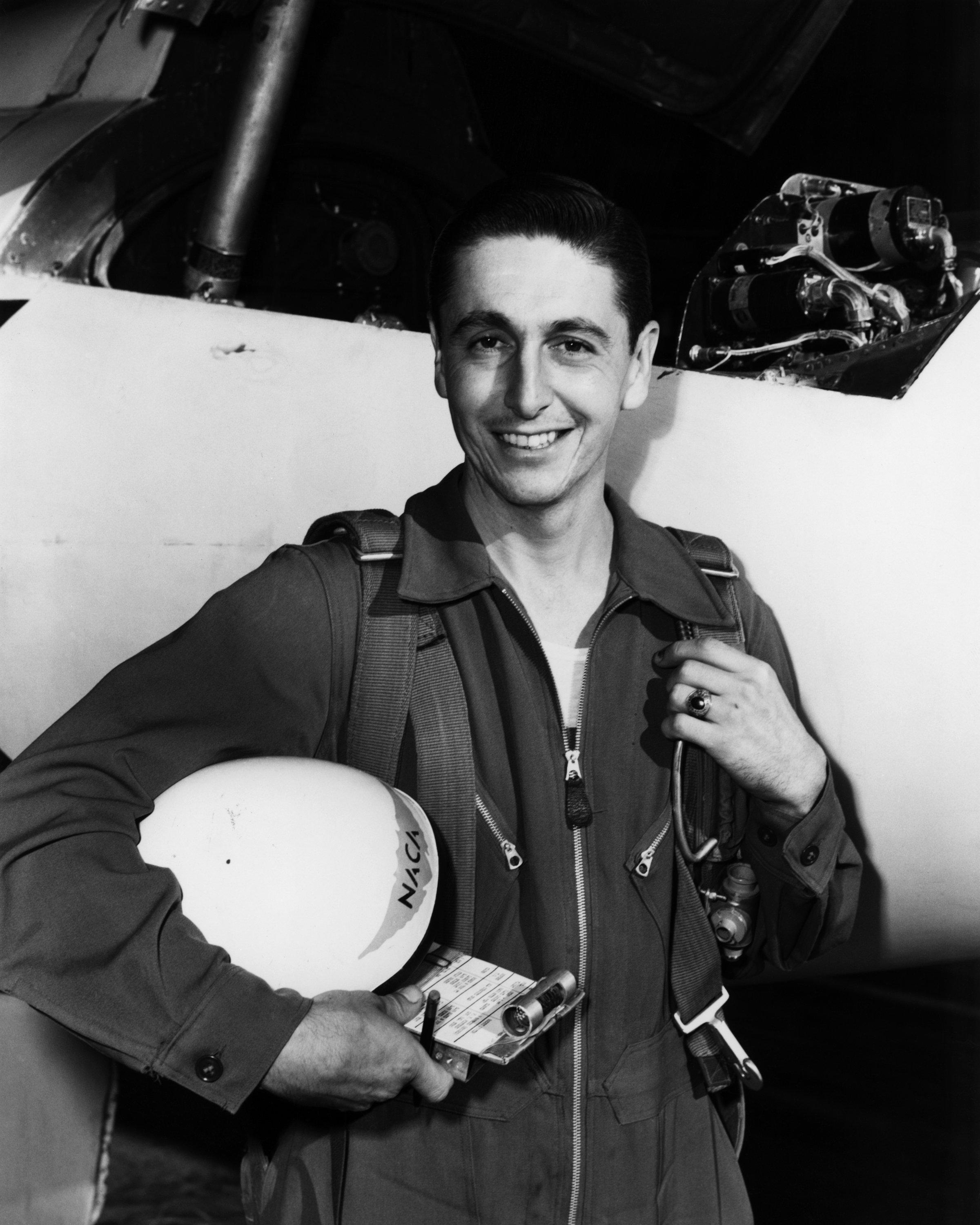
Albert Scott Crossfield

- 02. Oktober: Albert Scott Crossfield, US-amerikanischer Testpilot († 2006)
- 02. Oktober: Giorgio Scarlatti, italienischer Automobilrennfahrer († 1990)
- 03. Oktober: Hermann Arnhold, russischer Dichter († 1991)
- 03. Oktober: Pierre Hémard, französischer Automobilrennfahrer († 2003)
- 03. Oktober: Maria Rothschedl, österreichische Kommunalpolitikerin und erste Bürgermeisterin Österreichs († 1985)
- 04. Oktober: Alexander Leonowitsch Kemurdschian, russischer Raumfahrtingenieur († 2003)
- 04. Oktober: Francisco Morales Bermúdez, Präsident Perus von 1975 bis 1980 († 2022)
- 04. Oktober: Pierre Riché, französischer Historiker († 2019)
- 05. Oktober: Johann Ludwig Atrops, deutscher Ingenieur († 2001)
- 05. Oktober: Joachim Piefke, deutscher Manager († 2003)
- 05. Oktober: Horst Scholze, deutscher Glaschemiker und Hochschullehrer († 1990)
- 05. Oktober: Asta Vorsteher, deutsche Weberin und Malerin († 2006)
- 05. Oktober: Bill Willis, US-amerikanischer American-Football-Spieler und -Trainer († 2007)
- 06. Oktober: Julia Dingwort-Nusseck, deutsche Wirtschaftsjournalistin († 2025)
- 06. Oktober: Rinaldo Martino, argentinisch-italienischer Fußballspieler († 2000)
- 06. Oktober: Boris Mersson, Schweizer Komponist und Pianist († 2013)
- 06. Oktober: Giovanni Michelotti, italienischer Fahrzeugdesigner († 1980)
- 07. Oktober: Dirk Dautzenberg, deutscher Schauspieler und Theaterregisseur († 2009)
- 07. Oktober: Raymond Goethals, belgischer Fußballtrainer († 2004)
- 07. Oktober: Siegfried Spielmann, deutscher Billardspieler († 1999)

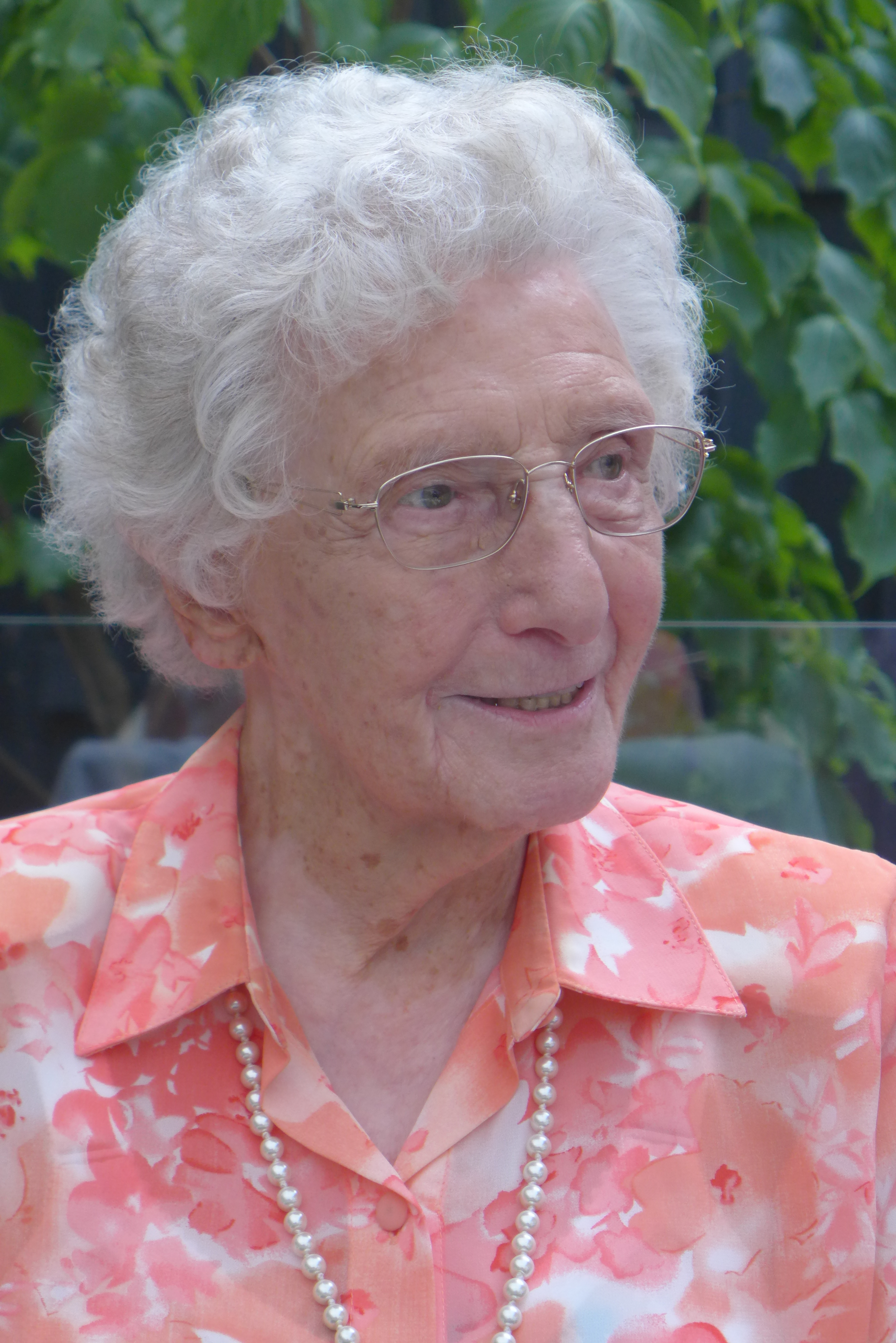
Mélanie Berger-Volle

- 08. Oktober: Mélanie Berger-Volle, österreichisch-französische Schneiderin, Widerstandskämpferin und Zeitzeugin
- 08. Oktober: Günther Jerschke, deutscher Schauspieler († 1997)
- 09. Oktober: Adrienne Clostre, französische Komponistin († 2006)
- 09. Oktober: María Luisa Landín, mexikanische Sängerin († 2014)
- 09. Oktober: Tadeusz Różewicz, polnischer Schriftsteller († 2014)
- 09. Oktober: Georg Schreiber, deutscher Mediziner und Medizinjournalist († 1996)
- 10. Oktober: James Clavell, britisch-australischer Romanschriftsteller, Drehbuchautor und Regisseur († 1994)
- 10. Oktober: Julius Watkins, US-amerikanischer Hornist († 1977)
- 10. Oktober: Andrea Zanzotto, italienischer Dichter († 2011)
- 11. Oktober: Ernst Dürr, österreichischer Politiker († 2002)
- 12. Oktober: Jaroslav Drobný, tschechoslowakischer Tennis- und Eishockeyspieler († 2001)
- 13. Oktober: Jaroslav Juhan, guatemaltekischer Automobilrennfahrer († 2011)
- 13. Oktober: Salvador Minuchin, argentinischer Pädiater und Psychotherapeut († 2017)
- 13. Oktober: Yves Montand, französischer Chansonnier und Schauspieler († 1991)
- 14. Oktober: Josef Amadori, deutscher Fußballspieler († 2007)
- 14. Oktober: Jean-Daniel Chapuis, Schweizer evangelischer Geistlicher († 1988)
- 15. Oktober: Angelica Adelstein-Rozeanu, rumänische Tischtennisspielerin († 2006)
- 15. Oktober: Hoimar von Ditfurth, deutscher Schriftsteller und Fernsehmoderator († 1989)
- 15. Oktober: Al Pease, kanadischer Automobilrennfahrer († 2014)
- 16. Oktober: Esteban Servellón, salvadorianischer Komponist, Musiker, Dirigent und Musikpädagoge († 2003)
- 16. Oktober: Georges Wilson, französischer Schauspieler († 2010)
- 19. Oktober: Bill Bright, US-amerikanischer Evangelist († 2003)
- 19. Oktober: George Nader, US-amerikanischer Schauspieler († 2002)
- 19. Oktober: Gunnar Nordahl, schwedischer Fußballspieler († 1995)
- 20. Oktober: Manuel Ayulo, US-amerikanischer Automobilrennfahrer († 1955)
- 20. Oktober: Heinz Lehmann, deutscher Schachspieler († 1995)
- 20. Oktober: Marianne Wischmann, deutsche Schauspielerin († 2009)
- 21. Oktober: Malcolm Arnold, englischer Komponist († 2006)
- 22. Oktober: Georges Brassens, französischer Dichter, Autor, und Interpret von Chansons († 1981)
- 22. Oktober: Herbert Gruhl, deutscher Politiker und Umweltschützer († 1993)
- 22. Oktober: Cuthbert Sebastian, Generalgouverneur von St. Kitts und Nevis († 2017)
- 22. Oktober: Czesław Słania, Graveur von Briefmarken und Geldscheinen († 2005)
- 23. Oktober: İlhan Usmanbaş, türkischer Komponist († 2025)
- 24. Oktober: Ulrich Berger, deutscher Politiker und Gewerkschafter († 2003)
- 24. Oktober: Rafa Galindo, venezolanischer Sänger († 2010)
- 24. Oktober: Sena Jurinac, kroatische Sängerin († 2011)
- 24. Oktober: Flor Roffé de Estévez, venezolanische Musikpädagogin und Komponistin († 2004)

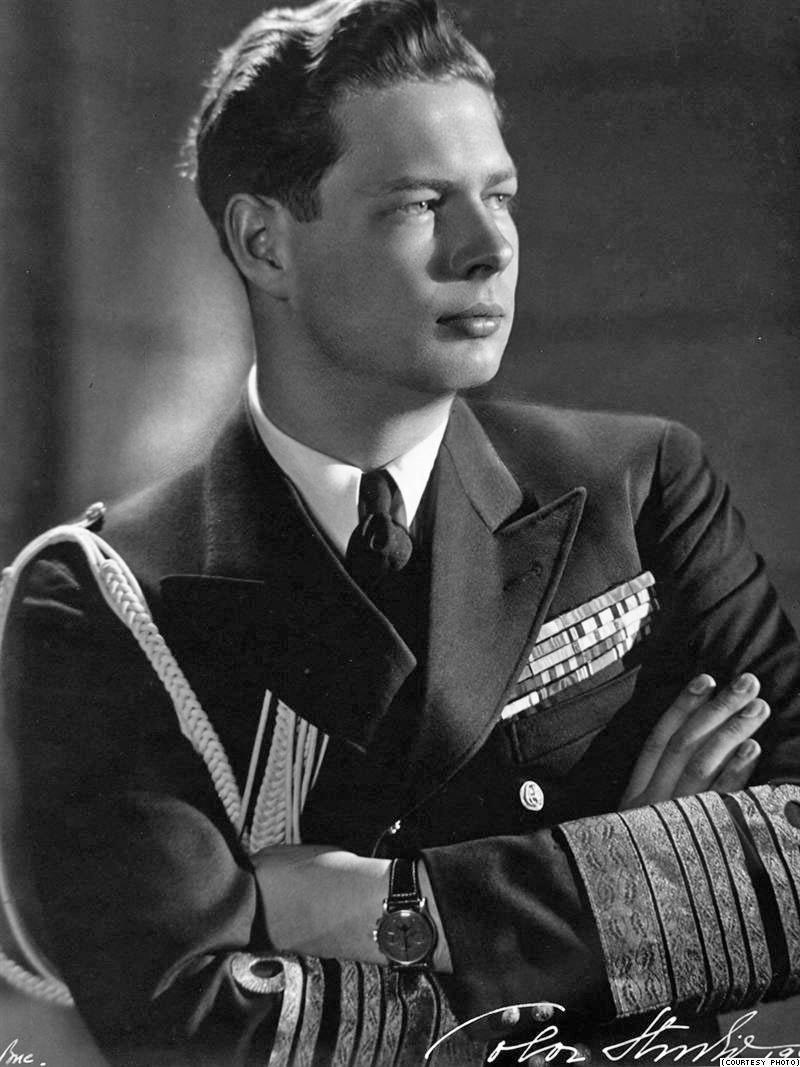
Michael I. von Rumänien

- 25. Oktober: Michael I., letzter rumänischer König († 2017)
- 26. Oktober: Joe Fulks, US-amerikanischer Basketballspieler († 1976)
- 27. Oktober: José Ádem Chain, mexikanischer Mathematiker († 1991)
- 27. Oktober: Nell I. Mondy, US-amerikanischer Biochemikerin († 2005)
- 28. Oktober: Alewtina Bilinkina, sowjetische Vulkanologin und Geologin († 1951)
- 29. Oktober: Alois Mertes, deutscher Politiker († 1985)
- 30. Oktober: Abraham Leonardus Appel, niederländischer Fußballspieler und -trainer († 1997)
- 30. Oktober: Rudolf Asmus, tschechischer Opernsänger († 2000)
- 31. Oktober: Walter Fitz, deutscher Schlagersänger, Komponist und Volksschauspieler († 1992)
- 00. Oktober: Hans Wrage, deutscher Maler († 2012)

### November
- 01. November: Ilse Aichinger, österreichische Schriftstellerin († 2016)
- 01. November: Wadih El Safi, libanesischer Sänger, Songwriter, Komponist und Schauspieler († 2013)
- 01. November: Harald Quandt, deutscher Industrieller († 1967)
- 02. November: Federico Brito Figueroa, venezolanischer marxistischer Historiker und Anthropologe († 2000)
- 02. November: Sören Kam, Angehöriger der dänischen SS-Einheiten († 2015)
- 02. November: Wanda Półtawska, polnische Psychiaterin, Widerstandskämpferin und KZ-Überlebende († 2023)
- 02. November: William Donald Schaefer, US-amerikanischer Politiker († 2011)
- 03. November: Charles Bronson, US-amerikanischer Schauspieler († 2003) Charles Bronson, 1987

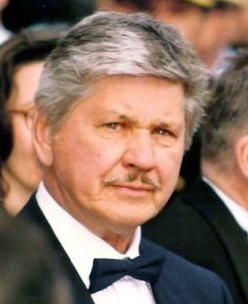
Charles Bronson, 1987

- 04. November: Kurt Abraham, deutscher Jazzmusiker († 1988)
- 04. November: Gert Ledig, deutscher Schriftsteller († 1999)
- 04. November: Miriam Solovieff, US-amerikanische Geigerin und Musikpädagogin († 2004)
- 05. November: Kurt Adolff, deutscher Automobilrennfahrer († 2012)
- 05. November: Jacqueline Brumaire, französische Sopranistin († 2000)
- 05. November: György Cziffra, ungarischer Pianist († 1994)
- 05. November: Fausia von Ägypten, erste Ehefrau von Schah Mohammad Reza Pahlavi und Königin von Iran († 2013)
- 05. November: Margot Friedländer, deutsche Überlebende des Holocausts († 2025)
- 05. November: Walter Queißner, deutscher Langstreckenläufer und Sportfunktionär († 1997)
- 06. November: Julius Hackethal, deutscher Mediziner († 1997)
- 06. November: Karl Herold, deutscher Politiker († 1977)
- 06. November: James Jones, US-amerikanischer Schriftsteller († 1977)
- 07. November: Andrew Athanassoulias Athens, US-amerikanischer Geschäftsmann († 2013)
- 07. November: Manuel Fernández Álvarez, spanischer Historiker († 2010)
- 08. November: Walter Mirisch, US-amerikanischer Filmproduzent († 2023)
- 09. November: Pierrette Alarie, kanadische Sängerin und Gesangspädagogin († 2011)
- 10. November: Abd ar-Rahman Scharkawi, ägyptischer Schriftsteller († 1987)
- 11. November: Bruno Banducci, US-amerikanischer American-Football-Spieler († 1985)
- 11. November: Terrel Bell, US-amerikanischer Politiker († 1996)
- 11. November: Milorad Pavić, jugoslawischer Fußballtrainer († 2005)
- 12. November: Hartmut Aschermann, deutscher Theologe († 2009)
- 12. November: Robert Fleming, kanadischer Komponist, Pianist, Organist, Chorleiter und Musikpädagoge († 1976)
- 13. November: Ghislaine Demonceau, französische Geigerin († 2014)
- 13. November: Yoshiro Irino, japanischer Komponist († 1980)
- 13. November: Joonas Kokkonen, finnischer Komponist († 1996)
- 14. November: Constance Baker Motley, US-amerikanische Bundesrichterin († 2005)
- 15. November: Gil Bouley, US-amerikanischer American-Football-Spieler († 2006)
- 15. November: Helmut Schönnamsgruber, deutscher Naturwissenschaftler, Naturschützer sowie Vereins- und Verbandsfunktionär († 2008)
- 16. November: Edmondo Fabbri, italienischer Fußballspieler und -trainer († 1995)
- 17. November: Albert Bertelsen, dänischer Maler († 2019)
- 17. November: Edith Keller-Herrmann, deutsche Schachspielerin († 2010)
- 17. November: Ursula Schultze-Bluhm, deutsche Malerin († 1999)
- 17. November: Warren Tallman, US-amerikanischer Literaturwissenschaftler († 1994)
- 18. November: Tschabua Amiredschibi, georgischer Schriftsteller († 2013)
- 18. November: Margrit Aust, österreichische Schauspielerin († 2014)
- 19. November: Géza Anda, Schweizer Pianist († 1976)
- 19. November: Max Kruse, deutscher Kinderbuchautor († 2015)
- 20. November: Jim Garrison, Staatsanwalt von New Orleans von 1962 bis 1973 († 1992)
- 20. November: Robert Schwan, deutscher Fußballmanager († 2002)
- 21. November: Maxwell William Ward, kanadischer Flugpionier und Unternehmer († 2020)
- 22. November: Pierre Arnold, schweizerischer Manager († 2007)
- 22. November: Rodney Dangerfield, US-amerikanischer Komiker, Schauspieler († 2004)
- 22. November: Henry F. Sherwood, deutsch-amerikanischer Computerpionier († 2005)
- 24. November: John Lindsay, US-amerikanischer Politiker († 2000)
- 24. November: Lieselotte Quilling, deutsche Schauspielerin († 1997)
- 25. November: Vladimír Černušák, tschechoslowakischer Sportfunktionär († 2018)
- 25. November: Gottfried Sälzler, deutscher Fußballspieler und Sportfunktionär († 1968)
- 26. November: Henry Beckman, kanadischer Schauspieler († 2008)
- 26. November: Françoise Gilot, französische Malerin († 2023)
- 27. November: Alexander Dubček, slowakischer Politiker († 1992)
- 29. November: Warren Anderson, US-amerikanischer Manager († 2014)
- 30. November: Edward Adamczyk, polnischer Leichtathlet und Sportlehrer († 1993)

### Dezember
- 02. Dezember: Otis Dudley Duncan, US-amerikanischer Soziologe († 2004)
- 02. Dezember: Carlo Furno, italienischer Kardinal der römisch-katholischen Kirche († 2015)
- 02. Dezember: Iakovos Kambanellis, griechischer Dramatiker, Drehbuchautor, Dichter, Schriftsteller und Überlebender des KZ Mauthausen († 2011)
- 03. Dezember: Phyllis Curtin, US-amerikanische Opernsängerin (Sopran) und Musikpädagogin († 2016)
- 03. Dezember: Mykola Dossenko, sowjetischer bzw. ukrainischer Schauspieler († 2006)
- 04. Dezember: Carlos Franqui, kubanischer Poet, Schriftsteller, Journalist und Kunstkritiker († 2010)
- 04. Dezember: Paul Schäfer, deutscher Gründer der Colonia Dignidad in Chile († 2010)
- 05. Dezember: Satoshi Anabuki, japanischer Jagdflieger († 2005)
- 05. Dezember: Louis de Froment, französischer Dirigent († 1994)
- 06. Dezember: Khalil Abi-Nader, libanesischer Bischof († 2009)
- 06. Dezember: Marcel Callo, französischer katholischer Jugendarbeiter und Gegner des Nationalsozialismus († 1945)
- 06. Dezember: Otto Graham, American-Football-Spieler und -Trainer, Basketballspieler († 2003)
- 07. Dezember: Tilda Thamar, argentinische Filmschauspielerin und Malerin († 1989)
- 08. Dezember: Peter René Körner, deutscher Schauspieler, Sänger und Moderator († 1989)
- 09. Dezember: Herbert Koschel, deutscher Speerwerfer († 1980)
- 10. Dezember: Richard Ackerschott, deutscher Fußballspieler († 2002)
- 10. Dezember: Christine Brückner, deutsche Schriftstellerin († 1996)
- 10. Dezember: Georg Stefan Troller, österreichischer Schriftsteller, Fernsehjournalist und Dokumentarfilmer

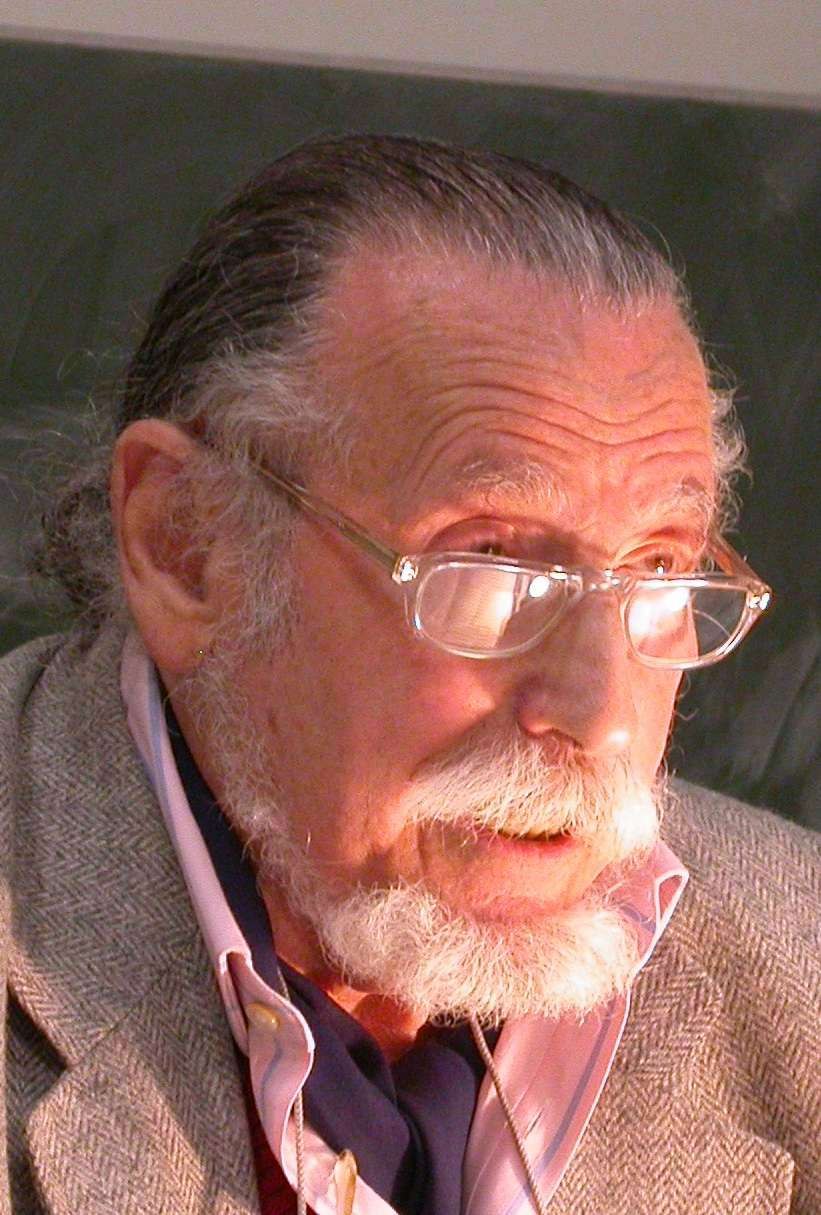
Georg Stefan Troller

- 11. Dezember: Liz Smith, britische Filmschauspielerin († 2016)
- 11. Dezember: Bob Zimny, US-amerikanischer American-Football-Spieler († 2011)
- 12. Dezember: George Frankl, österreichischer Psychoanalytiker, Philosoph und Autor († 2004)
- 12. Dezember: Valerie Steinmann, Schweizer Schauspielerin († 2011)
- 13. Dezember: Ludwig Baumann, deutscher Friedensaktivist († 2018)
- 14. Dezember: Mike McCormack, US-amerikanischer Politiker († 2020)
- 14. Dezember: August Gottschalk, deutscher Fußballspieler († 2014)
- 14. Dezember: Otto Stern, Schweizer Schauspieler († 1996)
- 14. Dezember: Charley Trippi, US-amerikanischer American-Football-Spieler und -Trainer († 2022)
- 15. Dezember: Nadija Andrianowa, ukrainische Autorin, Übersetzerin und Esperantistin († 1998)
- 15. Dezember: Evelyn Künneke, deutsche Sängerin, Tänzerin und Schauspielerin († 2001)
- 17. Dezember: Anne Golon, französische Schriftstellerin († 2017)
- 18. Dezember: Renato Baldini, italienischer Filmschauspieler († 1995)
- 19. Dezember: Noel George Butlin, australischer Wirtschaftswissenschaftler und -historiker († 1991)
- 19. Dezember: Christian Kipfer, Schweizer Turner († 2009)
- 19. Dezember: Ludvík Podéšt, tschechischer Komponist († 1968)
- 20. Dezember: Willi Walter Horst Ankermann, deutscher Pharmakologe und Bildhauer († 2005)
- 20. Dezember: George Roy Hill, US-amerikanischer Filmregisseur († 2002)
- 20. Dezember: Gomi Kōsuke, japanischer Schriftsteller († 1980)
- 21. Dezember: Heinrich Adameck, SED-Funktionär und Vorsitzender des Staatlichen Komitees für Fernsehen († 2010)
- 21. Dezember: Karl-Günther Bechem, deutscher Automobilrennfahrer († 2011)
- 21. Dezember: Paul Falk, deutscher Eiskunstläufer († 2017)
- 21. Dezember: Augusto Monterroso, guatemaltekischer Schriftsteller und Diplomat († 2003)
- 22. Dezember: Dimitris Fampas, griechischer Gitarrist und Komponist († 1996)
- 22. Dezember: Laine Mets, estnische Pianistin und Musikpädagogin († 2007)
- 22. Dezember: Reinhold Stecher, österreichischer Geistlicher, Bischof der Diözese Innsbruck († 2013)
- 23. Dezember: Hans Bausch, deutscher Journalist und Rundfunkintendant († 1991)
- 23. Dezember: Ludwig Deiters, deutscher Architekt und Generalkonservator in der DDR († 2018)
- 23. Dezember: Günther Nenning, österreichischer Journalist, Autor und politischer Aktivist († 2006)
- 23. Dezember: Heinrich Riethmüller, deutscher Komponist († 2006)
- 24. Dezember: Bill Dudley, US-amerikanischer American-Football-Spieler († 2010)
- 25. Dezember: Walter Than, deutscher Tischtennisspieler († 2011)
- 26. Dezember: Steve Allen, US-amerikanischer Komiker und Musiker († 2000)
- 26. Dezember: Dietrich Andernacht, deutscher Historiker und Archivar († 1996)
- 26. Dezember: Thomas von Randow, deutscher Mathematiker, Wissenschaftsredakteur und Buchautor († 2009)
- 27. Dezember: Emil Obermann, deutscher Journalist und Fernsehmoderator († 1994)
- 27. Dezember: Yohannes Woldegiorgis, äthiopischer Bischof († 2002)
- 28. Dezember: Tamara Ehlert, deutsche Dichterin († 2008)
- 28. Dezember: Cyril Frankel, britischer Film- und Fernsehregisseur († 2017)
- 28. Dezember: Johnny Otis, US-amerikanischer Bandleader, Produzent und Talentsucher († 2012)
- 30. Dezember: John Lloyd Ackrill, englischer Philosophiehistoriker († 2007)

### Genaues Geburtsdatum unbekannt
- Sabit Osman Avcı, türkischer Politiker († 2009)
- Helga Bammert, deutsche Schauspielerin und Synchronsprecherin († 1990)
- Marie-Thérèse Chailley, französische Bratschistin und Musikpädagogin († 2001)
- Barbara Duncan, amerikanische Kunsthistorikerin, Kunstsammlerin und Mäzenin († 2003)
- Salvador García, mexikanischer Sänger und Schauspieler († 1994)
- Robert Last, deutscher Schlagzeuger († 1986)
- Ahmad Mogharebi, iranischer General und sowjetischer Spion († 1977)
- Ingo Osterloh, deutscher Schauspieler († 1986)

## Gestorben

### Januar/Februar

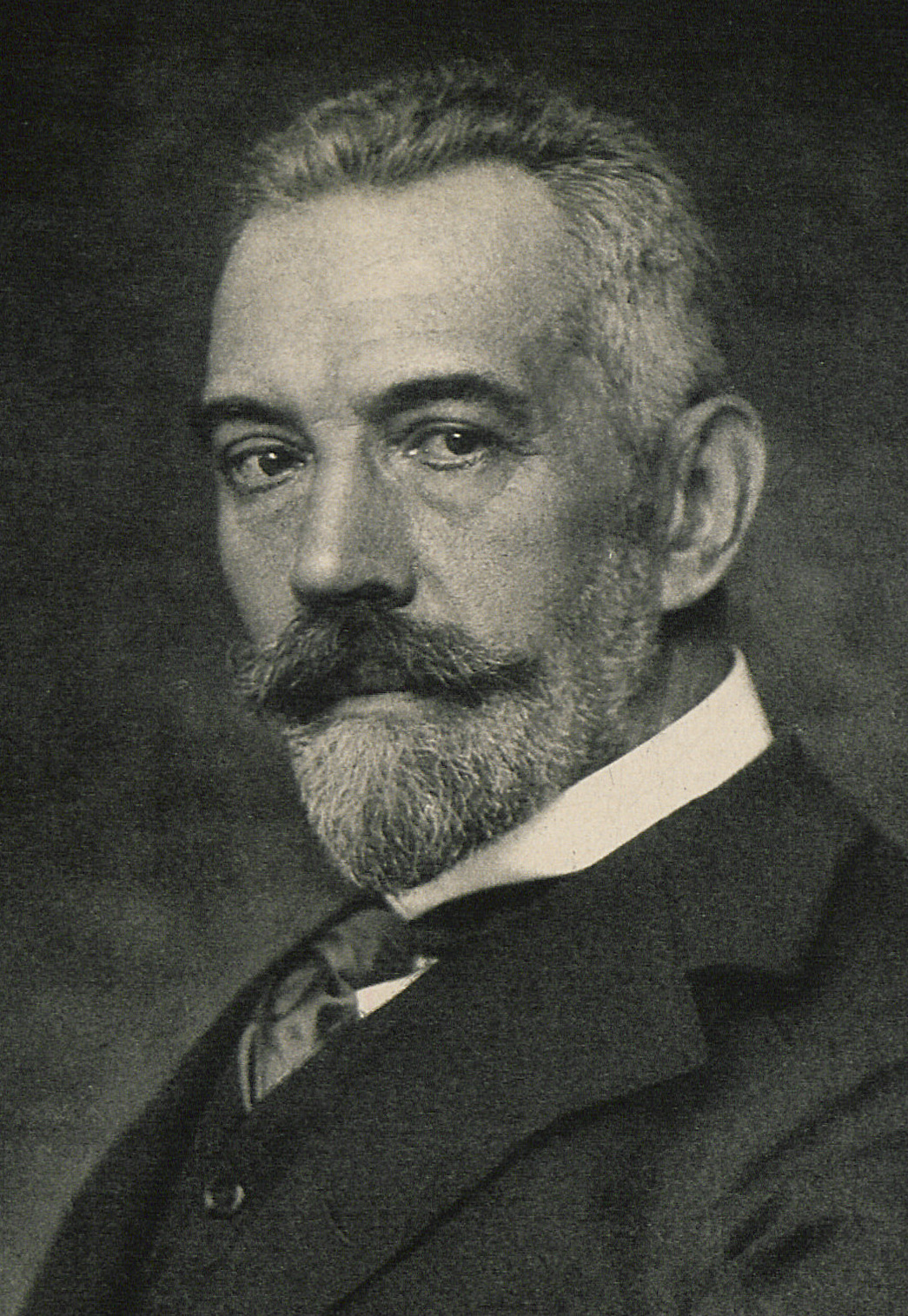
Theobald von Bethmann Hollweg

- 02. Januar: Theobald von Bethmann Hollweg, deutscher Politiker (* 1856)
- 03. Januar: Arseni Nikolajewitsch Koreschtschenko, russischer Komponist (* 1870)
- 05. Januar: Jakob Johan Adolf Appellöf, schwedischer Zoologe (* 1857)
- 08. Januar: Béatrice La Palme, kanadische Sängerin, Geigerin und Musikpädagogin (* 1878)
- 12. Januar: Gervase Elwes, englischer Sänger (* 1866)
- 17. Januar: Joachim von Bonin, deutscher Politiker (* 1857)
- 17. Januar: Malvina Poulain. französische Kommunardin (* 1851)
- 18. Januar: Wilhelm Foerster, deutscher Astronom (* 1832)
- 18. Januar: Adolf von Hildebrand, deutscher Bildhauer (* 1847)
- 21. Januar: Arthur Sifton, kanadischer Politiker und Richter (* 1858)
- 22. Januar: Louis Armand, französischer Höhlenforscher (* 1854)
- 23. Januar: Hugo Oppenheim, deutscher Bankier (* 1847)
- 23. Januar: Hans Wunderly-von Muralt, Schweizer Industrieller und Politiker (* 1842)
- 23. Januar: Władysław Żeleński, polnischer Komponist (* 1837)
- 26. Januar: Georg Oskar Immanuel von Hase, deutscher Verleger und Buchhändler (* 1846)
- 03. Februar: Colin Archer, norwegischer Yacht- und Schiffskonstrukteure (* 1832)
- 03. Februar: Julius von Soden, deutscher Politiker und Gouverneur von Kamerun (* 1846)
- 03. Februar: Franz Weineck, deutscher Gymnasialdirektor und Heimatforscher (* 1839)
- 04. Februar: Carl Hauptmann, deutscher Schriftsteller (* 1858)
- 06. Februar: Alberto Membreño Vásquez, Präsident von Honduras (* 1859)
- 08. Februar: Francisco d’Andrade, portugiesischer Opernsänger (* 1859)
- 08. Februar: Josip Ipavec, slowenischer Komponist (* 1873)
- 08. Februar: Peter Kropotkin, russischer Anarchist (* 1842)
- 14. Februar: Thompson Benton Ferguson, US-amerikanischer Politiker (* 1857)
- 16. Februar: Ernst Ziel, deutscher Schriftsteller und Redakteur (* 1841)
- 25. Februar: Elisabeth Fedde, norwegische Diakonisse (* 1850)

### März/April
- 03. März: Henry Goudy, britischer Jurist und Hochschullehrer (* 1848)
- 07. März: Emanuel Hugo Eugen Ottokar von Aderkas, russischer Verwaltungsjurist, Geheimer Rat und Gutsbesitzer (* 1859)
- 07. März: Alexander Dutow, Kosakenführer im Russischen Bürgerkrieg (* 1879)
- 08. März: Thomas H. Paynter, US-amerikanischer Politiker (* 1851)
- 15. März: Talât Pascha, Großwesir des Osmanischen Reiches, Führer der Jungtürken (* 1874)
- 15. März: Caroline Weldon, schweizerisch-amerikanische Künstlerin, Bürgerrechtlerin und Vertraute von Sitting Bull (* 1844)
- 17. März: Oltwig von Kamptz, deutscher Offizier (* 1857)
- 21. März: Georg Schläger, deutscher Lehrer und Volksliedforscher (* 1870)
- 27. März: Karl Ernst Osthaus, deutscher Kunstmäzen (* 1874)
- 29. März: Levi Ankeny, US-amerikanischer Politiker (* 1844)
- 01. April: Joseph-Daniel Dussault, kanadischer Organist und Musikpädagoge (* 1864)
- 01. April: Carl Johannes Thomae, deutscher Mathematiker (* 1840)
- 06. April: Maximilian Delphinius Berlitz, deutsch-US-amerikanischer Sprachpädagoge und Gründer der Berlitz Sprachschulen (* 1852)
- 07. April: Lorenz Adlon, deutscher Gastronom und Hotelier (* 1849)
- 10. April: Jeter Connelly Pritchard, US-amerikanischer Politiker (* 1857)
- 10. April: Elise von Wolfersdorff, deutsche Schriftstellerin (* 1846)
- 11. April: Auguste Viktoria, letzte deutsche Kaiserin (* 1858)
- 13. April: Theodor Leutwein, deutscher Gouverneur von Deutsch-Südwestafrika (* 1849)
- 15. April: Georg Heinrich Maria Kirstein, Bischof von Mainz (* 1858)
- 18. April: Joseph Reinach, französischer Schriftsteller und Politiker (* 1856)
- 18. April: August Scherl, deutscher Großverleger (* 1849)
- 21. April: Hans Georg Joachim Apel-Pusch, deutscher Offizier (* 1862)
- 24. April: Josef Huber, österreichischer Landwirt und Politiker (* 1852)
- 24. April: Julius Krautz, deutscher Scharfrichter (* 1843)
- 25. April: Max Jacob, deutscher Architekt (* 1849)
- 29. April: Samuel T. Strang, US-amerikanischer Organist und Komponist (* 1856)

### Mai/Juni
- 02. Mai: Jakob Lutz, Schweizer Lehrer und Politiker (* 1845)
- 03. Mai: Emil Baudenbacher, Schweizer evangelischer Geistlicher und Volksschriftsteller (* 1874)
- 04. Mai: Alfred Hermann Fried, deutscher Pazifist, Publizist, Friedensnobelpreisträger (* 1864)
- 07. Mai: Max Buchner, deutscher Forschungsreisender (* 1846)
- 12. Mai: Emilia Pardo Bazán, spanische Schriftstellerin (* 1851)
- 13. Mai: Jean François Victor Aicard, französischer Dichter, Romancier und Dramatiker (* 1848)
- 18. Mai: Franklin Knight Lane, US-amerikanischer Politiker (* 1864)
- 19. Mai: Edward Douglass White, Oberster Richter der USA 1910–1921 (* 1845)
- 27. Mai: Haydn Keeton, englischer Organist, Musikpädagoge und Komponist (* 1847)
- 01. Juni: Robert Rowand Anderson, schottischer Architekt (* 1834)
- 04. Juni: Ludwig Knorr, deutscher Chemiker (* 1859)
- 04. Juni: Harry Walden, deutscher Schauspieler (* 1875)
- 05. Juni: Georges Feydeau, französischer Dramatiker (* 1862)
- 09. Juni: Karl Gareis, Fraktionsvorsitzender der USPD im bayerischen Landtag (* 1889)
- 11. Juni: Leonhard Ableiter, deutscher Gymnasiallehrer, Philologe und Präsident der Ministerialabteilung für die höheren Schulen (* 1844)
- 11. Juni: Wilhelm Sievers, deutscher Geograph und Forschungsreisender (* 1860)
- 15. Juni: Oscar Wilhelm Stübel, deutscher Diplomat (* 1846)
- 16. Juni: William E. Mason, US-amerikanischer Politiker (* 1850)
- 17. Juni: Nagao Aruga, japanischer Rechtswissenschaftler und Soziologe (* 1860)
- 18. Juni: Eduardo Acevedo Díaz, uruguayischer Schriftsteller und Politiker (* 1851)
- 20. Juni: Karl Aderhold, deutscher Politiker (* 1884)
- 21. Juni: Murphy J. Foster, US-amerikanischer Politiker (* 1849)
- 22. Juni: Iwan Abramowitsch Morosow, russischer Kunstsammler (* 1871)
- 24. Juni: Charles Frédéric Porret, Schweizer evangelischer Geistlicher und Hochschullehrer (* 1845)
- 26. Juni: Alfred Percy Sinnett, englischer Autor und Theosoph (* 1840)
- 28. Juni: Charles Joseph Bonaparte, Enkel von Jerome Bonaparte (* 1851)
- 29. Juni: Jennie Churchill, amerikanisch-britische Philanthropin und Autorin (* 1854)
- 29. Juni: Otto Seeck, deutscher Althistoriker (* 1850)

### Juli/August
- 04. Juli: Miles Benjamin McSweeney, US-amerikanischer Politiker (* 1855)
- 11. Juli: Karl Radinger von Radinghofen, österreichischer Altphilologe und Museumsfachmann (* 1869)
- 12. Juli: Harry George Hawker, australischer Luftfahrtpionier (* 1889)

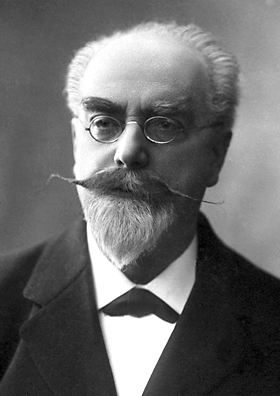
Gabriel Lippmann (1908)

- 13. Juli: Gabriel Lippmann, französischer Physiker, Nobelpreisträger (* 1845)
- 13. Juli: Emil Pfeiffer, deutscher Internist und Kinderarzt (* 1846)
- 16. Juli: Giovanni Arcangeli, italienischer Botaniker (* 1840)
- 19. Juli: Joseph Zimmermann, Schweizer römisch-katholischer Geistlicher (* 1849)
- 24. Juli: Cyrus I. Scofield, US-amerikanischer Jurist und Theologe (* 1843)
- 30. Juli: Luise Ahlborn, deutsche Schriftstellerin (* 1834)
- 02. August: Jean Agélou, französischer Fotograf (* 1878)
- 02. August: Enrico Caruso, italienischer Opernsänger (* 1873)
- 07. August: Alexander Blok, russischer Dichter (* 1880)
- 08. August: Juhani Aho, finnischer Schriftsteller und Journalist (* 1861)
- 11. August: Henry Carter Adams, US-amerikanischer Finanz- und Wirtschaftswissenschaftler (* 1851)

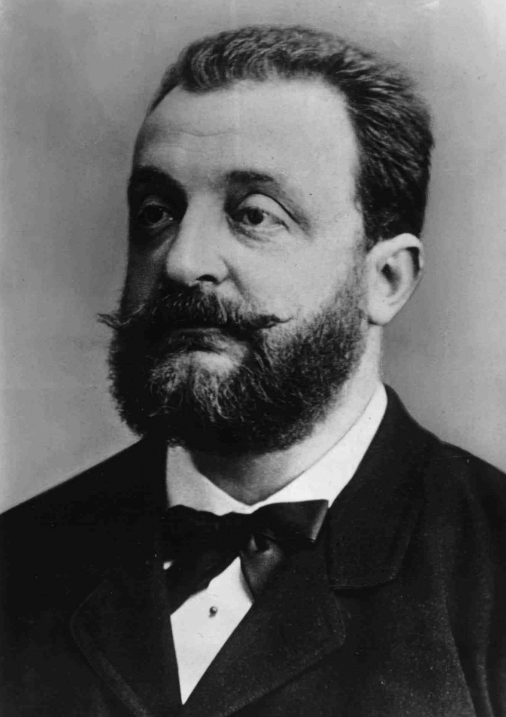
Georg von Schönerer

- 14. August: Georg von Schönerer, österreichischer Gutsbesitzer und Politiker (* 1842)
- 15. August: Philipp Heinrich Ast, deutscher Schäfer und Kräuterheilkundiger (* 1878)
- 19. August: Heinrich Eduard Burlage, deutscher Politiker (* 1857)
- 23. August: Feliksa Kozłowska, polnische Ordensfrau (* 1862)
- 26. August: Ludwig Thoma, deutscher Schriftsteller und Satiriker (* 1867)
- 26. August: Matthias Erzberger, deutscher Politiker (* 1875)

### September/Oktober
- 06. September: José Mariano Benjamin Zubiaur, argentinischer Pädagoge (* 1856)
- 11. September: George P. Wetmore, US-amerikanischer Politiker (* 1846)
- 12. September: Caesar Carpentier Antoine, US-amerikanischer Politiker (* 1836)
- 12. September: Carlo Maffeis, italienischer Motorradrennfahrer (* 1883)
- 15. September: Roman von Ungern-Sternberg, Baron deutsch-baltischer Herkunft (* 1886)
- 17. September: Philipp zu Eulenburg, deutscher Diplomat (* 1847)
- 17. September: Filip Rězak, sorbischer Pfarrer, Übersetzer und Wörterbuchautor (* 1859)
- 21. September: Amala, indisches Wolfskind (* 1919)
- 21. September: Eugen Dühring, deutscher Nationalökonom, Sozialist und Philosoph (* 1833)
- 22. September: Iwan Wasow, bulgarischer Dichter, Schriftsteller, Historiker und Politiker (* 1850)
- 24. September: Hermann Boßdorf, deutscher Schriftsteller (* 1877)

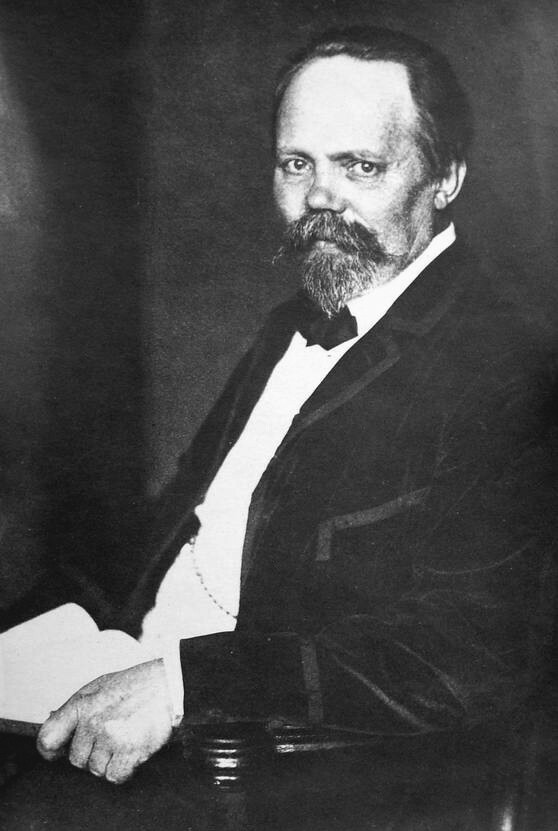
Engelbert Humperdinck

- 27. September: Engelbert Humperdinck, deutscher Komponist klassischer Musik (* 1854)
- 28. September: Ludwig Forrer, Schweizer Politiker (* 1845)
- 28. September: Oskar Panizza, deutscher Arzt und Schriftsteller (* 1853)
- 30. September: Jean-Baptiste Eugène Abel, französischer Politiker (* 1863)
- 01. Oktober: Julius von Hann, österreichischer Mathematiker, Meteorologe (* 1839)
- 01. Oktober: Lamar Fontaine, amerikanischer Schriftsteller (* 1841)
- 02. Oktober: Wilhelm II., König von Württemberg (* 1848)
- 03. Oktober: Mohammad Taqi-Khan Pesyan, iranischer Militärkommandeur und Politiker (* 1892)
- 10. Oktober: Otto von Gierke, deutscher Jurist und Historiker (* 1841)
- 11. Oktober: Haruthiun Abeljanz, Schweizer Chemiker (* 1849)
- 11. Oktober: Louis de Diesbach, Schweizer Landwirt und Politiker (* 1843)
- 12. Oktober: Philander C. Knox, US-amerikanischer Politiker (* 1853)
- 13. Oktober: Max Bewer, deutscher Dichter und Schriftsteller (* 1861)
- 13. Oktober: Peter Dybwad, deutscher Architekt norwegischer Herkunft (* 1859)
- 18. Oktober: Ulrich Kreusler, deutscher Agrikulturchemiker (* 1844)
- 18. Oktober: Ludwig III., letzter bayerischer König (* 1845)
- 19. Oktober: António Joaquim Granjo, portugiesischer Ministerpräsident (* 1881)
- 19. Oktober: Gotthold Gundermann, deutscher Altphilologe (* 1856)
- 25. Oktober: Fritz Arnold, deutscher Maler (* 1883)
- 25. Oktober: Niels Pedersen Mols, dänischer Tier- und Landschaftsmaler (* 1859)
- 28. Oktober: William Speirs Bruce, schottischer Polarforscher und Ozeanograph (* 1867)
- 29. Oktober: Wilhelm Erb, deutscher Neurologe (* 1840)

### November/Dezember
- 02. November: Andreas Heusler, Schweizer Jurist, Rechtshistoriker und Politiker (* 1834)
- 04. November: Oscar Montelius, schwedischer Archivar und Archäologe (* 1843)
- 05. November: Antoinette Brown Blackwell, US-amerikanische Frauenrechtlerin (* 1825)
- 06. November: Luther E. Hall, US-amerikanischer Politiker (* 1869)
- 08. November: Pavol Országh Hviezdoslav, slowakischer Dichter (* 1849)
- 12. November: Fernand Khnopff, belgischer Maler und Graphiker (* 1858)
- 14. November: Isabella von Brasilien, letzte Kronprinzessin von Brasilien (* 1846)
- 19. November: Hans Georg von Doering, deutscher Offizier und Kolonialbeamter (* 1866)
- 19. November: Hendrik Wefers Bettink, niederländischer Pharmakologe (* 1839)

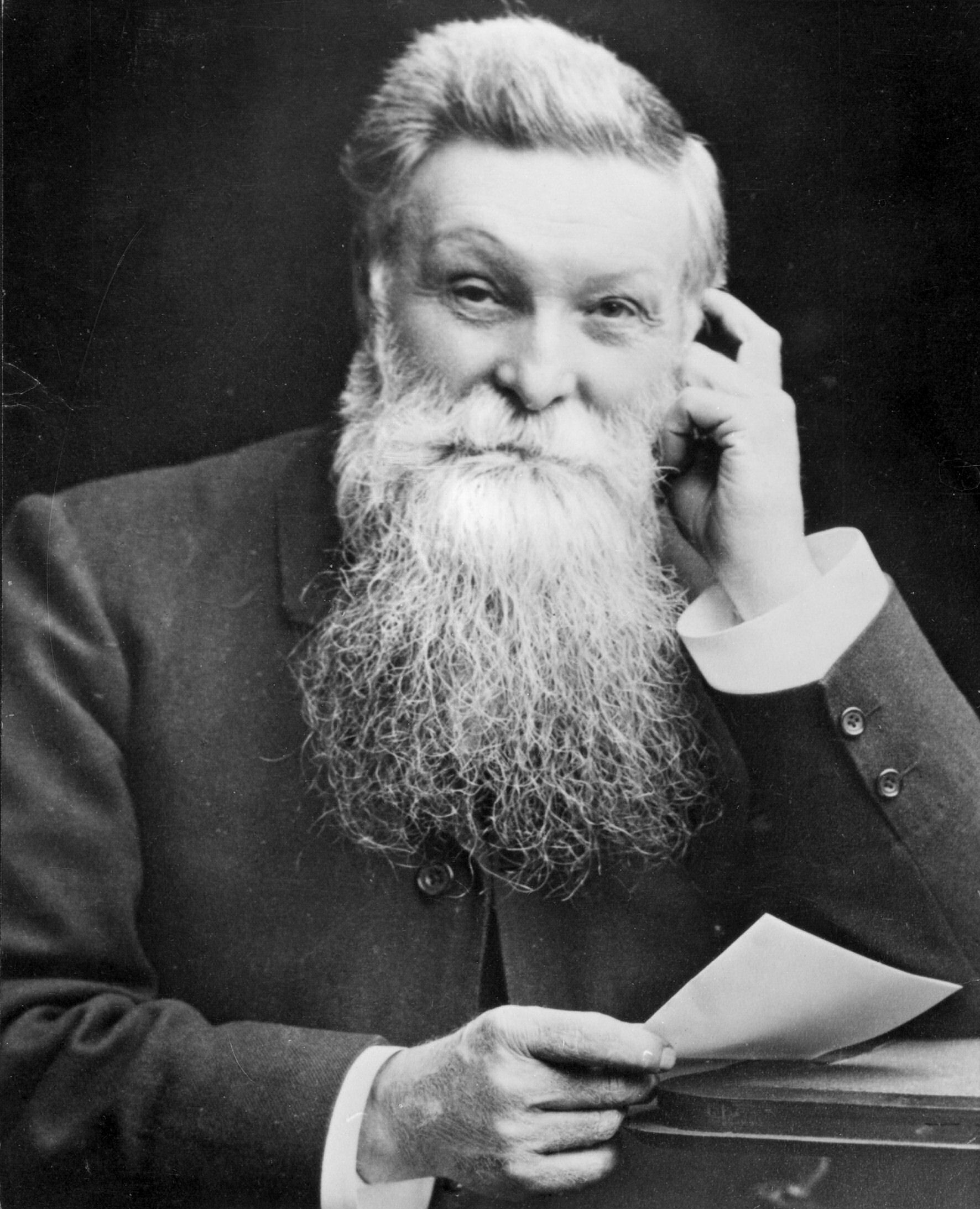
John Boyd Dunlop

- 23. November: John Boyd Dunlop, britischer Erfinder (* 1840)
- 25. November: Etienne Soukkarie, syrischer Geistlicher und Patriarchalvikar von Alexandria (* 1868)
- 28. November: ʿAbdul-Bahāʾ, Zentralgestalt des Bahai-Glaubens (* 1844)
- 06. Dezember: Said Halim Pascha, Großwesir des Osmanischen Reiches (* 1864)
- 15. Dezember: John Nixon, britischer General (* 1857)
- 16. Dezember: Adriaan Joseph Heymans, belgischer impressionistischer Landschaftsmaler (* 1839)
- 16. Dezember: Camille Saint-Saëns, französischer Pianist, Organist und Komponist (* 1835)
- 17. Dezember: Gabriela Zapolska, polnische Schriftstellerin (* 1857)
- 20. Dezember: Julius Richard Petri, deutscher Bakteriologe (* 1852)
- 23. Dezember: Friedrich von Thiersch, deutscher Architekt (* 1852)
- 25. Dezember: Wladimir Korolenko, russischer Dichter (* 1853)
- 29. Dezember: Hermann Paul, deutscher Germanist und Sprachwissenschaftler (* 1846)
- 31. Dezember: Boies Penrose, US-amerikanischer Politiker (* 1860)

### Genaues Todesdatum unbekannt
- Émile Arnaud, französischer Anwalt, Notar, Pazifist und Schriftsteller (* 1884)
- Auweyida, nauruischer König (* vor 1850)

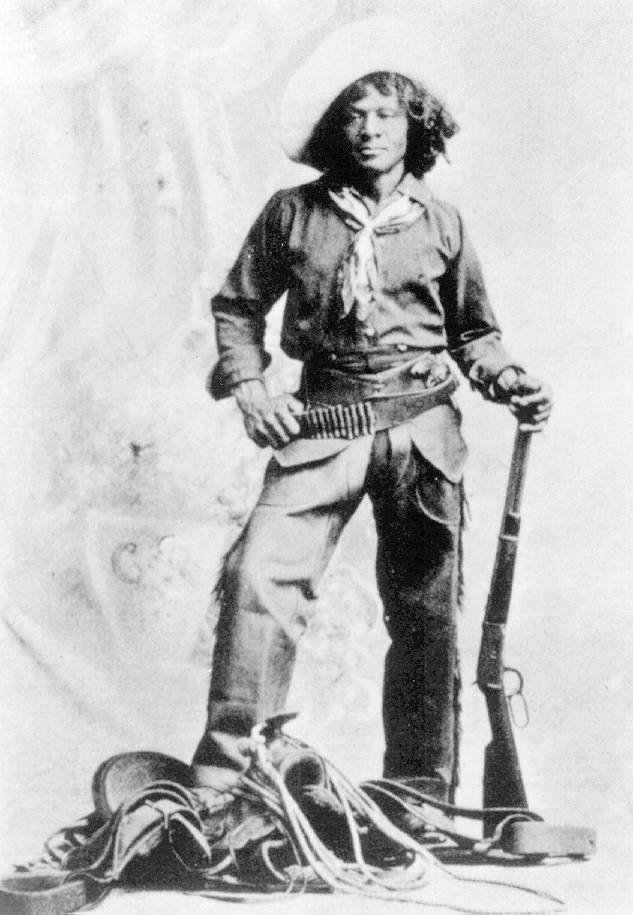
Nat Love (1876)

- Nat Love, US-amerikanischer Sklave, Cowboy, Rodeoreiter, Pullman porter und Autor (* 1854)
- Wilhelm Schwach, rumäniendeutscher Komponist, Musikpädagoge und Chorleiter (* 1850)